# Renașterea italiană

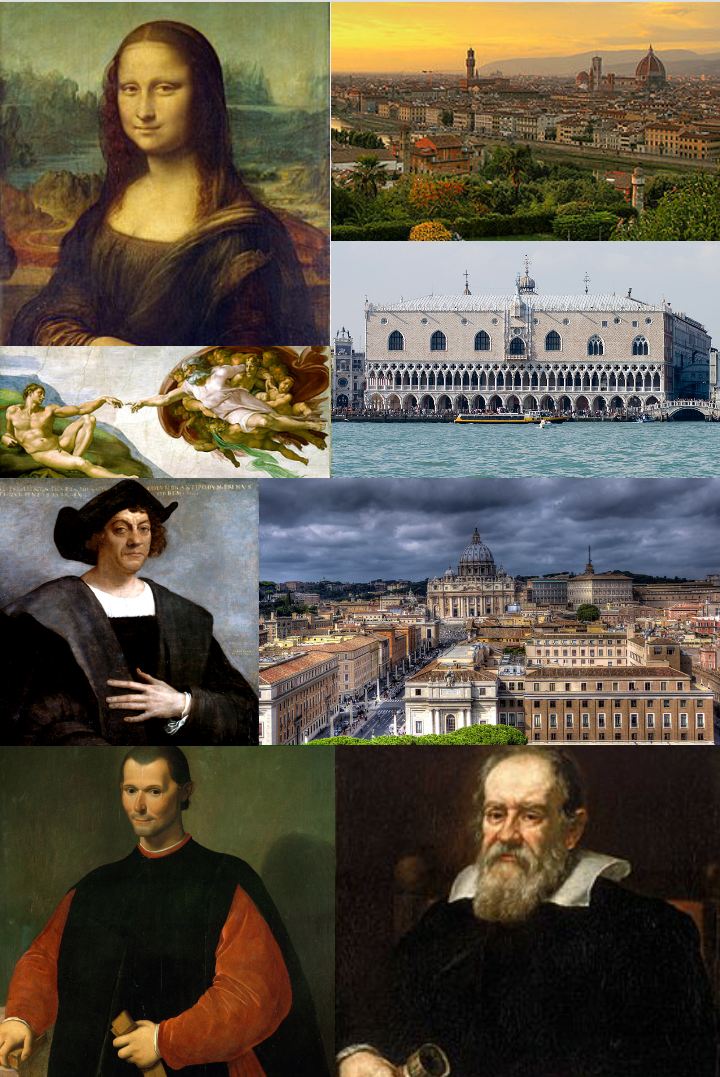
1.Mona Lisa de Leonardo Da Vinci
2.Florența
3.Palatul Dogilor din Veneția
4.Crearea lui Adam, de Michelangelo
5.Cristofor Columb
6.Bazilica Sfântul Petru din Roma
7.Niccolò Machiavelli
8.Galileo Galilei

Renașterea italiană a fost cea mai veche manifestare a Renașterii europene generale, perioadă de schimbări și realizări culturale majore care a  început în Italia în secolul al XIV-lea și a  durat până în secolul al XVII-lea  marcând tranziția între perioada Medievală și Modernitate. Cuvântul francez renaissance (Rinascimento în italiană) înseamnă "renaștere" și definește perioada ca fiind o manifestare de  interes pentru cultura antichității clasice  de către umaniștii Renașterii, precum și o epocă de renaștere economică după epidemia de ciumă din 1348. Autorul renascentist Giorgio Vasari a folosit termenul "Renaștere" în cartea sa " Viețile celor mai excelenți pictori, sculptori și arhitecti" , dar conceptul a devenit larg rǎspândit abia în secolul al XIX-lea, după lucrǎrile unor oameni de științǎ precum Jules Michelet și Jacob Burckhardt. 
Renașterea europeană a început în Toscana (centrul Italiei) și s-a centrat în orașul Florența.  Florența, unul dintre cele câteva orașe-state ale peninsulei, a prosperat la preeminență economică prin acordarea de credite monarhilor europeni și prin stabilirea bazelor pentru capitalism și mediul bancar. Renașterea s-a răspândit mai târziu în Veneția, inima unui imperiu mediteranean, având control asupra rutelor comerciale cu Orientul  dupǎ sfârșitul cruciadelor și călătoriile lui Marco Polo, unde au fost regǎsite rămășițele culturii antice grecești și au oferit învățătorilor umaniști noi texte. În cele din urmă, Renașterea a avut un efect semnificativ asupra Statelor Papale și a Romei, reconstruite în mare parte de papi umaniști și renascentiși (precum Alexandru al VI-lea și Iulius al II-lea), care erau frecvent implicați în politica italiană, arbitrând disputele dintre puterile coloniale concurente și opunându-se Reformei Protestante.
Renașterea italiană este cea mai cunoscută pentru realizările sale în pictura, arhitectură, sculptură, literatură, muzică, filozofie, știință și explorare. Italia a devenit liderul european recunoscut în toate aceste domenii până la sfârșitul secolului al XV-lea, în timpul Păcii lui Lodi (1454-1494), convenit între statele italiene. Renașterea italiană a atins punctul culminant la mijlocul secolului al XVI-lea, deoarece disputele interne și invaziile străine au adus regiunea în turbulențele războaielor italiene (1494-1559). În urma acestui conflict, statele mai mici din Italia și-au pierdut independența și au intrat într-o perioadă cunoscută sub numele de "dominația străină". Cu toate acestea, ideile și idealurile Renașterii italiene au dăinuit și s-au răspândit în restul Europei, începând cu Renașterea din Nord. Exploratorii italieni din republicile maritime au servit sub auspiciile monarhilor europeni, inaugurând Epoca Marilor Descoperiri. Cei mai faimoși dintre exploratori au fost Cristofor Columb care a servit pentru Spania, Giovanni da Verrazzano pentru Franța, Amerigo Vespucci pentru Portugalia și John Cabot pentru Anglia. Universitățile italiene au atras polimați și oameni de știință precum Copernicus, Vesalius, Galilei și Torricelli, jucând un rol-cheie în revoluția științifică.
Evidențierea literatura renascentistă începe de obicei cu cei trei mari poeți ai secolului al XIV-lea: Dante Alighieri, Francesco Petrarca și Giovanni Boccaccio. Printre celebrii poeți vernaculari din Renaștere se numără Luigi Pulci, Matteo Maria Boiardo, Ludovico Ariosto și Torquato Tasso. Artiștii din secolul al XV-lea, cum ar fi poetul Poliziano și filosoful platonist, Marsilio Ficino, au făcut traduceri ample din latină și greacă. La începutul secolului al XVI-lea, poetul Castiglione și-a prezentat viziunea despre cavalerul ideal și domnița ideală în Cartea Curtezanului, în timp ce Machiavelli a aruncat un ochi iute asupra "la verità effettuale della cosa" - adevărul real al lucrurilor - , în Principele, compus, în stil umanist, în principal din exemple paralele vechi și moderne (Virtù). Istoricii perioadei îl includ pe Machiavelli însuși, prietenul și criticul său Francesco Guicciardini și Giovanni Botero.  Presa Aldine, fondată de  umanistul Aldus Manutius, activă  în Veneția, a publicat cărți tipărite tip italic care puteau fi purtate în buzunar, fiind prima care a publicat ediții de cărți în limba greacă veche. Veneția a devenit, de asemenea, locul de naștere al Commedia dell'arte.
Arta Renașterii italiene a exercitat o influență dominantă asupra picturii și sculpturii europene ulterioare, timp de secole după aceea, cu artiști precum Leonardo da Vinci, Michelangelo, Rafael, Donatello, Giotto di Bondone, Masaccio, Fra Angelico, Piero della Francesca, Domenico Ghirlandaio, Perugino, Botticelli și Tițian. Același lucru este valabil și pentru arhitectură, așa cum practică Brunelleschi, Leon Battista Alberti, Andrea Palladio și Bramante. Lucrările lor includ, pentru a numi doar câteva, Catedrala din Florența, Bazilica Sfântul Petru din Roma și Templul Malatesta din Rimini, precum și mai multe reședințe private. Epoca muzicală a Renașterii italiene a fost definită de Școala Romană și mai târziu de Școala Venețiană și de nașterea Operei din Florența. În filosofie, gânditorii precum Galileo, Machiavelli, Giordano Bruno și Pico della Mirandola au subliniat naturalismul și umanismul, respingând astfel dogmele religioase și scolastica.

## Origini

### Nordul și Centrul Italiei în Evul Mediu Târziu

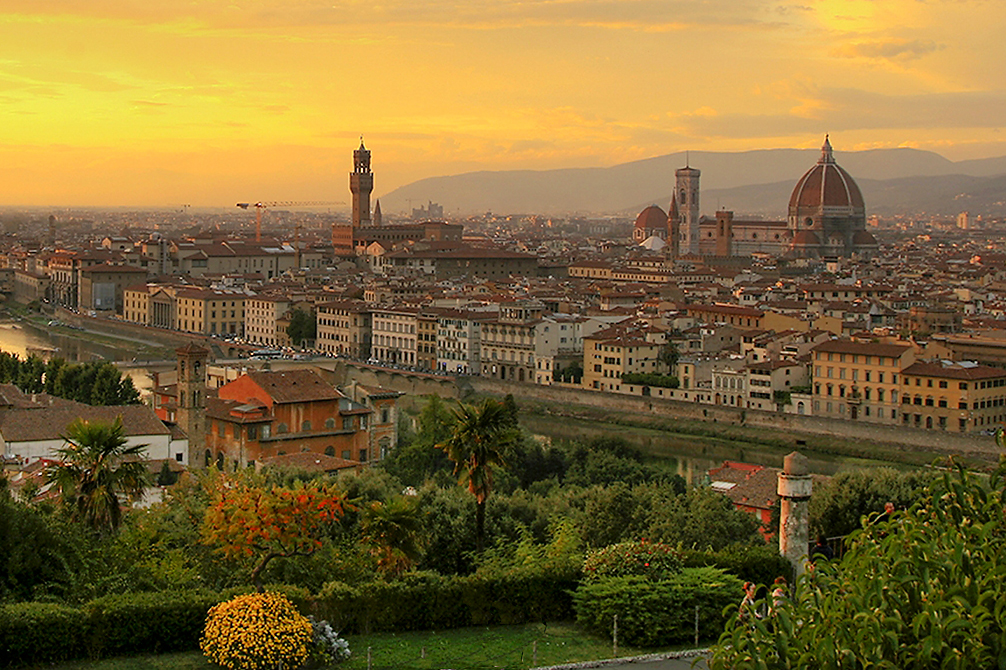
Apus de soare în Florența

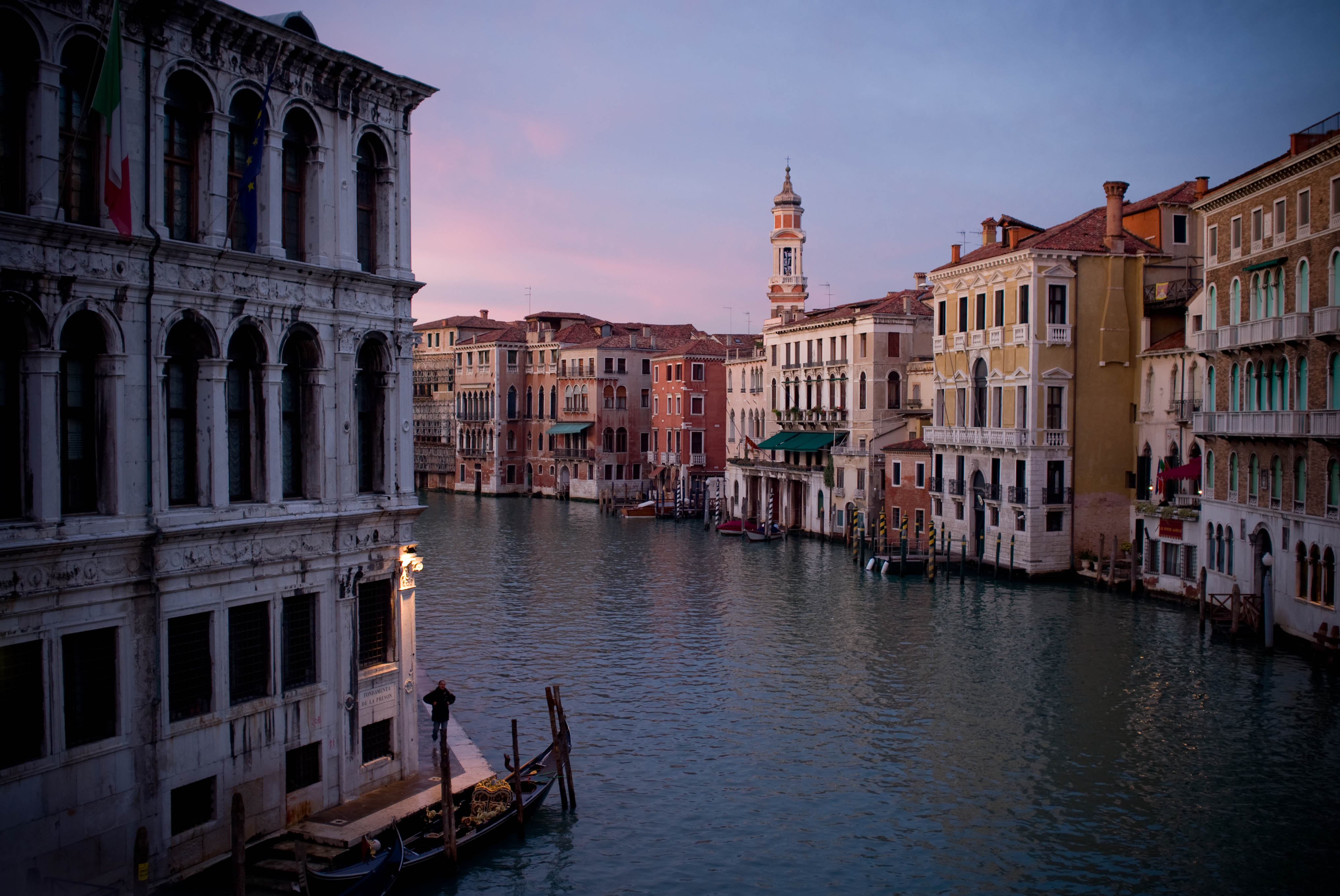
Canal navigabil din Veneția

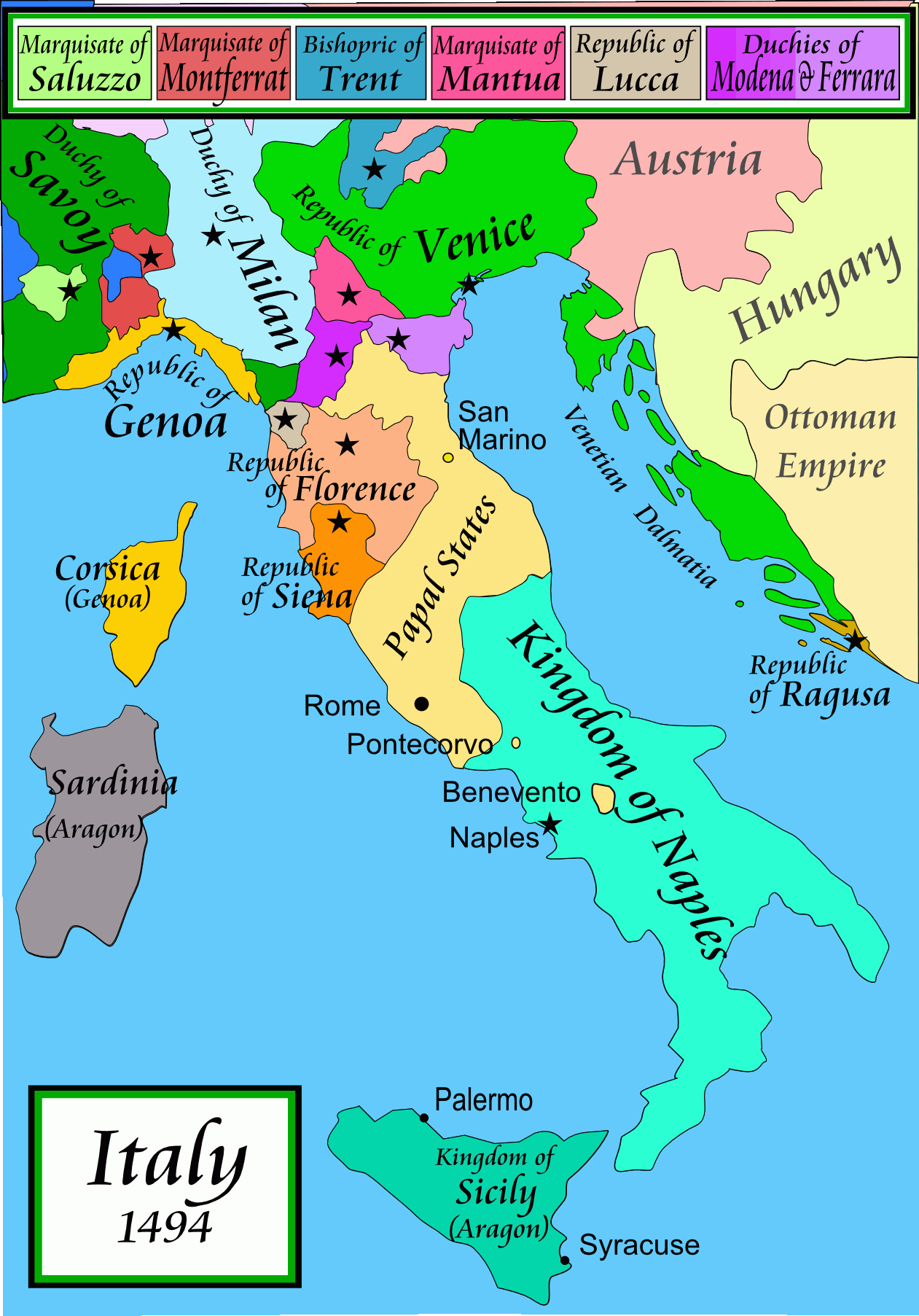
Italia în 1494

În perioada Evului Mediu Târziu (circa 1300 de ani în urmă), în Latium, fosta inimă a Imperiului Roman, și sudul Italiei erau în general mai sărace decât provinciile nordice. Roma era un oraș al ruinelor antice iar Statele Papale erau slab administrate și vulnerabile la interferențe externe din Franța și Spania. Papalitatea a fost amenințată când s-a creat  Papalitatea de la Avignon în sudul Franței ca o consecință a presiunii regelui Franței, Filip cel Frumos.  În sud, Sicilia se afla ceva vreme sub dominație străină, de către arabi și normanzi. Sicilia a prosperat timp de 150 de ani sub emiratul Siciliei și două secole mai târziu sub regatul Normand și al regatului Hohenstaufen, dar a intrat în declin în Evul Mediu târziu.
În contrast, nordul și centrul Italiei au prosperat, fiind unele dintre cele mai bogate regiuni ale Europei. Cruciadele au construit rute comerciale cu Levantul, iar cea de-a patra cruciadă a distrus Imperiul Bizantin care era cel mai mare rival comercial al venețienilor și genovezilor. Principalele rute comerciale din est treceau prin Imperiul Bizantin sau prin teritoriile arabe și apoi către porturile orașelor Genova, Pisa și Veneția. Produsele de lux aduse din Levant, precum mirodenii, vopsele, mătase erau importate în Italia și apoi răspândite în Europa. În plus, orașele-state italiene profitau de pământurile fertile din Valea Pad. Din Franța, Germania și Țările de Jos, prin rute comerciale terestre și riverane erau transportate produse precum lână, grâu și metale prețioase. Rutele scumpe conectate cu Egiptul și peninsula balcanică generau suprplusuri substanțiale ce permiteau desfășurarea unor investiții semnificante în agricultură și minerit.  Astfel, în timp ce nordul Italiei nu era mai bogat în resurse decât multe alte părți ale Europei, nivelul de dezvoltare, stimulat de comerț, i-a permis să prospere. În special, Florența a devenit una dintre cele mai bogate orașe din nordul Italiei datorită producției de lână textilă, dezvoltată sub controlul breslei sale comerciale dominante, Arte della Lana.  Lâna era importată din Europa de nord (și în secolul al XVI-lea din Spania), și împreună cu vopselele și mătasea din est, au fost folosite pentru fabricarea de textile de înaltă calitate.
Rutele comerciale italiene au acoperit Marea Mediterană, devenind canale importante ale culturii și cunoașterii. Recuperarea clasicilor greci pierduți (și, într-o măsură mai mică, progreselor arabe asupra lor) ca urmare a cuceririi celei de-a patra cruciade, a revigorat filosofia medievală în Renașterea secolului al XII-lea. Cărturarii bizantini refugiați care au emigrat în Italia după cucerirea turcă a bizantinilor  în secolele XII-XV, au dus la declanșarea noilor studii lingvistice ale Renașterii, în academiile nou create în Florența și Veneția. Studenții umaniști au căutat în bibliotecile monahale manuscrisele antice și l-au recuperat pe Tacitus și alți autori latini. Redescoperirea lui Vitruvius a dus la  reaplicarea principiilor arhitecturale ale antichității iar artiștii renascentiști au fost încurajați, în atmosfera optimismului umanist, să exceleze acolo unde anticii au dat greș.

### Secolul al XIII-lea

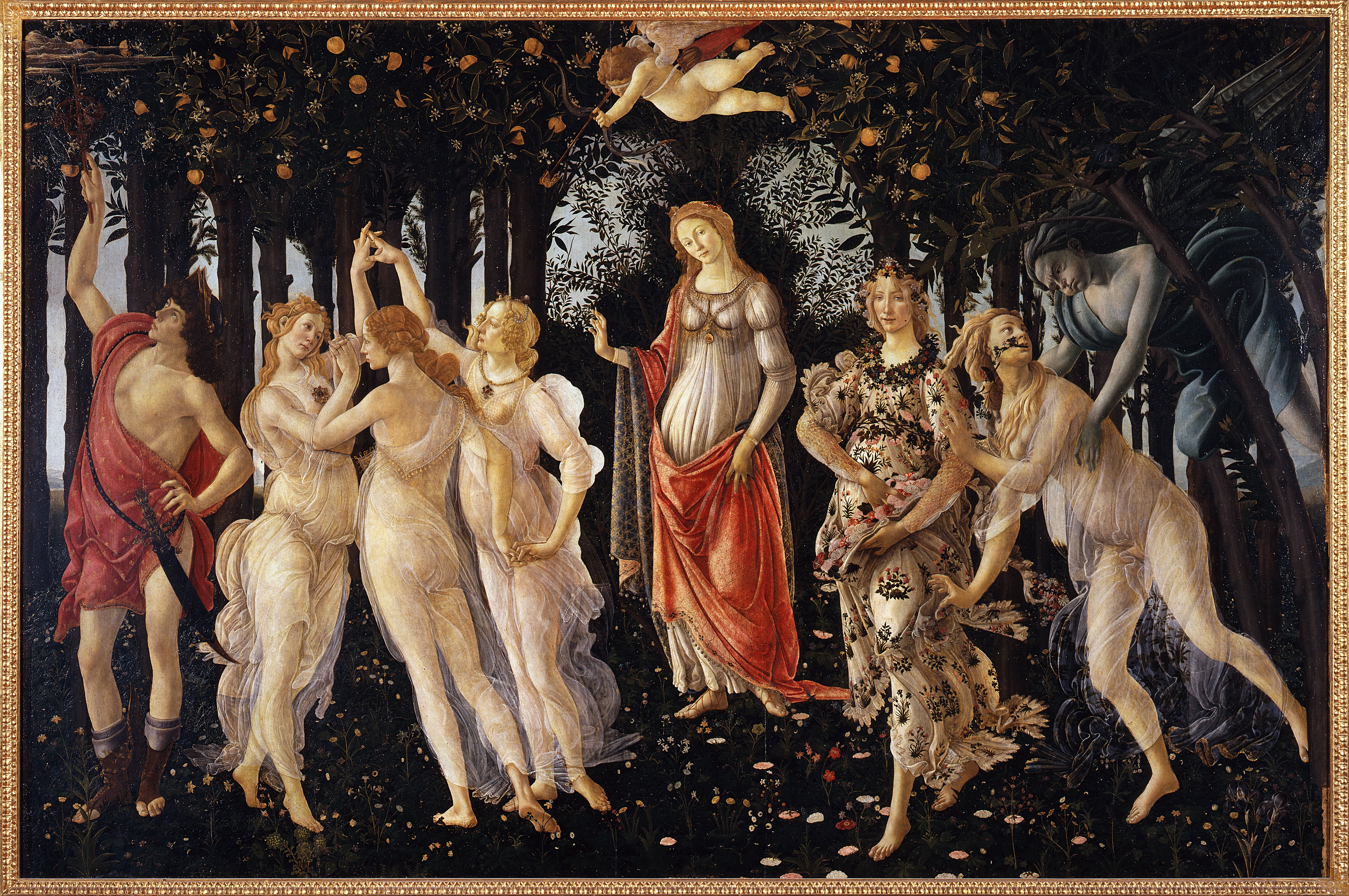
Primăvară de Boticelli

În secolul al XIII-lea, o mare parte a Europei a cunoscut o puternică creștere economică. Rutele comericale ale statelor italiene din porturile mediteranene  erau conectate cu cele ale Ligii Hanseatice a regiunilor baltice și nordice ale Europei. Astfel, s-a creat o rețea economică pentru prima dată în Europa din secolul al IV-lea. Orașele-state italiene s-au extins și au prosperat de-a lungul perioadei, devenind de facto independente de Sfântul Imperiu Roman. Cu excepția regatul de Neapole, celelalte puteri își țineau armatele în afara Italiei. Infrastructura comercială s-a modernizat, cu evidență contabilă dublă, societăți de acțiuni, un sistem bancar internațional, o piață valutară sistematizată, asigurări și datorie publică. Florența a devenit centrul acestei industrii financiare, iar florinul de aur a devenit principala monedă a comerțului internațional.
Noua clasa mercantilă guvernatoare a căpătat poziții înalte datorită abilităților finaciare, adaptându-și scopurile modelului aristocratic feudal ce a dominat Europa medievală. O noutate în nordul Italiei a fost creșterea comunelor urbane ce au ieșit de sub controlul episcopilor și contilor locali. În cea mai mare parte a regiunii, nobilimea era mai săracă decât patriarhii urbani în economia monetară medievală a cărei creștere inflaționistă a afectat aristocrații deținători de terenuri. Creșterea comerțului în timpul Renașterii timpurii a sporit aceste caracteristici. Declinul feudalismului și creșterea orașelor s-au influențat reciproc; de exemplu, cererea de bunuri de lux a condus la o creștere a comerțului, ceea ce a dus la creșterea numărului de comercianți  bogați, care, la rândul lor, au cerut mai multe bunuri de lux. Această atmosferă a luxului asumat al timpului a creat nevoia de a crea simboluri vizuale ale bogăției, o modalitate importantă de a epata bogăția și privilegiul familiei.
Această schimbare le-a dat negustorilor aproape un control complet asupra guvernelor orașelor-state italiene, prosperand din nou comerțul. Unul dintre cele mai importante efecte ale acestui control politic a fost securitatea. Cei care au devenit extrem de bogați într-un stat feudal au fugit de monarhie iar pământurile lor au fost confiscate. Statele nordice au menținut, de asemenea, multe legi medievale care împiedicau comerțul, cum ar fi cele împotriva lichidității și interzicerea comerțului cu non-creștini. În orașele-state din Italia, aceste legi au fost abrogate sau rescrise.

### Secolul al XIV-lea

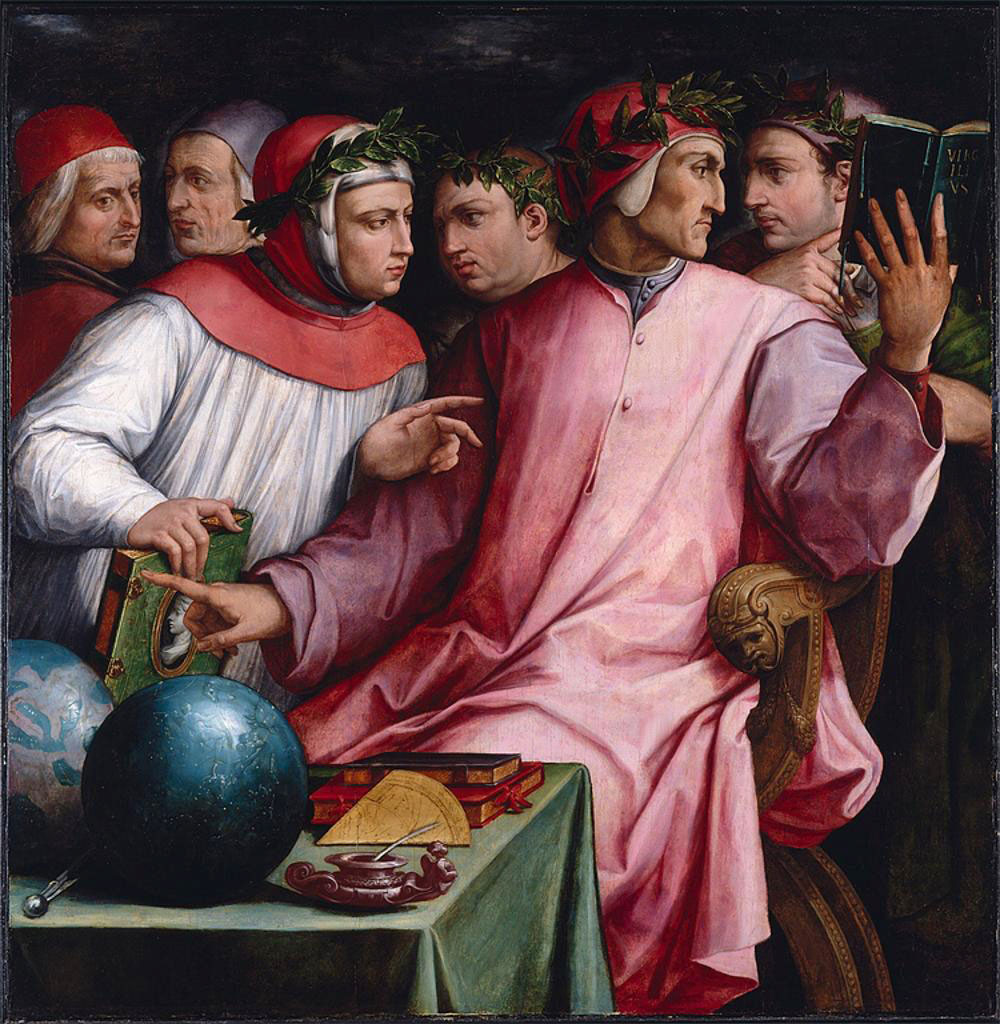
Umanistii Italieni de Giorgio Vasari: de la stanga la dreapta-Dante, Pétrarque, Guido Cavalcanti, Boccacce, Cino da Pistoia si Guittone d'Arezzo

În secolul al XIV-lea s-au înregistrat o serie de catastrofe care au făcut că economia europeană să între în recesiune. Perioada medievală se încheia pe măsură ce planetă era cuprinsă de Mica Epocă Glaciară.   Această schimbare a climatului a determinat scăderea semnificativă a producției agricole, ceea ce a dus la foamete repetate, exacerbate de creșterea rapidă a populației din epoca anterioară. Războiul de o sută de ani între Anglia și Franța a afectat comerțul în toată Europa de Nord-Vest, mai ales atunci când, în 1345, regele Edward al III-lea al Angliei și-a repudiat datoriile, contribuind la prăbușirea celor două mari bănci florentine, a celor din Bardi și Peruzzi. În est, războiul a rupt și rute comerciale, deoarece Imperiul Otoman a început să se extindă în întreaga regiune. Cel mai devastator  a fost Moartea Neagră care a decimat populațiile orașelor dens populate din nordul Italiei. Florența, de exemplu, care avea o populație de 45.000 de locuitori   înainte de ciumă, a scăzut în următorii 47 de ani cu 25-50%.   A urmat o dezordine largă, inclusiv o revoltă a lucrătorilor textili florentini, ciompi, în 1378.
În această perioadă de instabilitate, au trăit autori, cum ar fi Dante și Petrarca, iar primele mișcări ale artei renascentiste au fost văzute, în special în realismul lui Giotto. Paradoxal, unele dintre aceste dezastre ar ajuta la stabilirea Renașterii. Moartea Neagră a șters o treime din populația Europei. Deficitul de forță de muncă rezultat a dus la creșterea salariilor, iar populația redusă a fost, prin urmare, mult mai bogată, mai bine hrănită și, în mod semnificativ, a avut mai mulți bani în plus pentru a cheltui pe bunuri de lux. Deoarece incidența ciumei a început să scadă la începutul secolului al XV-lea, populația devastată a Europei a început să crească din nou. Noua cerere de produse și servicii a contribuit, de asemenea, la crearea unei categorii crescânde de bancheri, comercianți și artizani calificați. Ororile morții negre și incapacitatea aparentă a Bisericii de a oferi ajutor ar contribui la declinul influenței bisericii. În plus, prăbușirea băncilor Bardi și Peruzzi ar deschide calea pentru Medici de a se ridica la proeminență în Florența. Roberto Sabatino Lopez susține că prăbușirea economică a fost o cauză crucială a Renașterii. Potrivit acestui punct de vedere, într-o epocă mai prosperă, oamenii de afaceri ar fi reinvestit rapid câștigurile lor pentru a face mai mulți bani într-un climat favorabil investițiilor. Cu toate acestea, în anii mai slabi ai secolului al XIV-lea, bogații au găsit puține oportunități de investiții promițătoare pentru câștigurile lor și, în schimb, au ales să cheltuiască mai mult pentru cultură și artă.

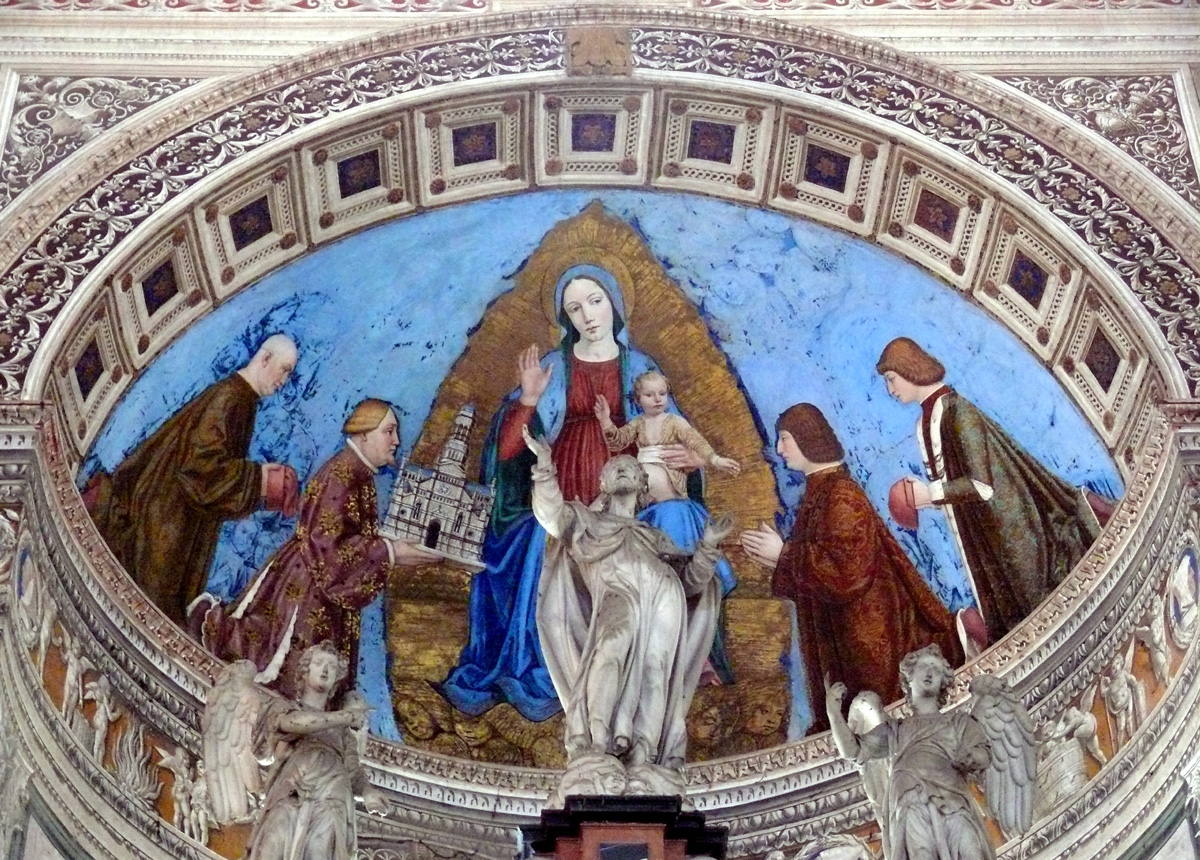
Giangaleazzo Visconti aduce omagiu Fecioarei Maria

O altă explicație populară pentru Renașterea italiană este teza  înaintată inițial de istoricul Hans Baron , care afirmă că primul impuls al Renașterii timpurii a fost seria de războaie de lungă durată dintre Florența și Milano. La sfârșitul secolului al XIV-lea, Milano devenise o monarhie centralizată sub controlul familiei Visconti. Giangaleazzo Visconti, care conducea orașul între 1378 și 1402, a fost renumit atât pentru cruzimea sa, cât și pentru abilitățile sale și a stabilit construirea unui imperiu în Italia de Nord. El a lansat o lungă serie de războaie, în care Milano a cucerit constant statele vecine și a învins diferitele coaliții conduse de Florența care încearcă în zadar să oprească avansul. Acest lucru a culminat în asediul din 1402 din Florența, când se părea că orașul a fost condamnat să cadă, înainte ca Giangaleazzo să moară brusc și imperiul său să se prăbușeasca.
Teza lui Baron sugerează că în timpul acestor războaie lungi, figurile de conducere ale Florenței au adunat poporul prin prezentarea războiului ca fiind unul dintre republica liberă și o monarhie despotică, între idealurile Republicilor Grecești și Romane și cele ale Imperiului Roman și ale regnurilor medievale . Pentru Baron, cea mai importantă figură în elaborarea acestei ideologii a fost Leonardo Bruni. Această perioadă de criză din Florența a fost cea  în care au apărut cele mai influențe figuri ale Renașterii timpurii, cum ar fi Ghiberti, Donatello, Masolino și Brunelleschi. Implicați în această ideologie republicană, ei au susținut mai târziu ideile republicane care urmau să aibă un impact enorm asupra Renașterii.

## Dezvoltare

### Relațiile Internaționale

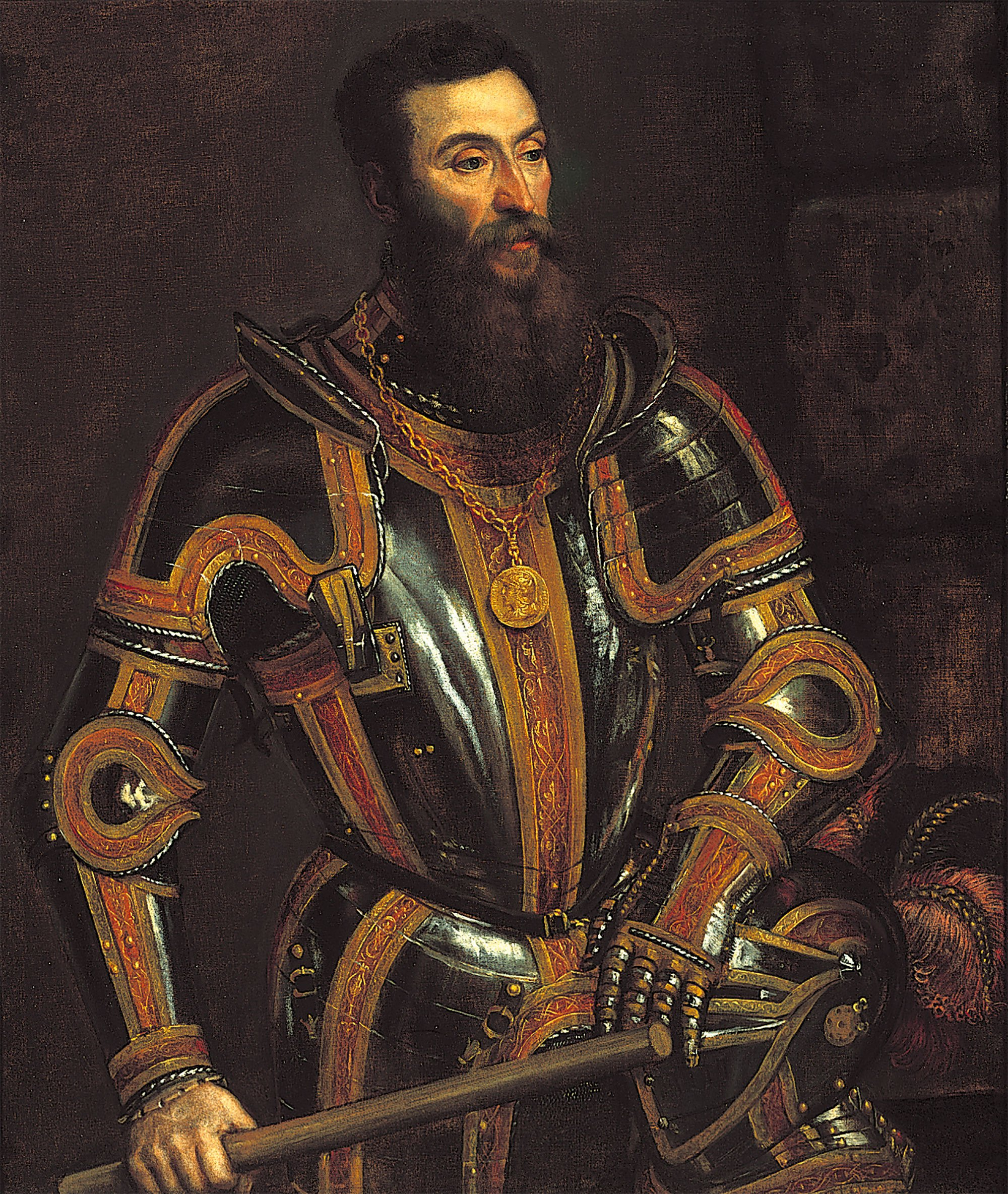
Giovanni Battista di Castaldo, condottier italian, portret de Titian

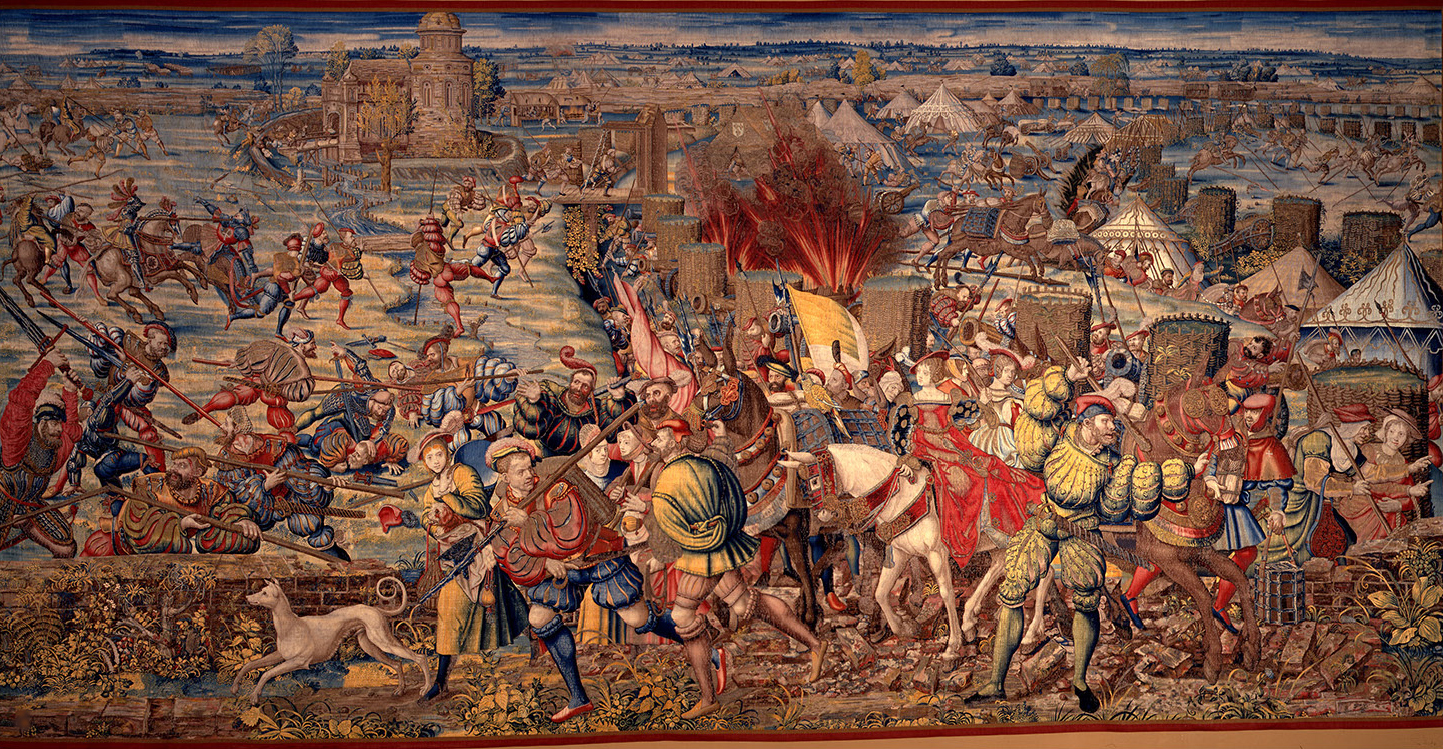
Bătălia de la Pavia

Nordul și centrul Italiei erau divizate în multe orașe-state, cele mai puternice fiind Milano, Florența, Pisa, Siena, Genova, Ferrara, Mantua, Verona și Veneția. Nordul Italiei era divizat de lupta pentru supremație între forțele papalității și cele ale Sfântului Imperiu Roman; fiecare oraș s-a situat de partea unei tabere sau a celeilalte, existând și o diviziune internă între două partide războinice Guelfi și Ghibelini. Războiul dintre state era ceva obișnuit. Acestea se invadau reciproc și de multe ori fie anexau, fie încheiau armistiții de lungă sau scurtă perioadă. Pe acest fundal s-au dezvoltat politicile Renașterii. Începând cu secolul al XIII-lea, în timp ce armatele au devenit preponderent compuse din mercenari, orașele-state au prosperat în ciuda populației lor scăzute. În secolul al XV-lea, cele mai puternice orașe-state și-au anexat vecinii mai mici și mai slabi. Florența a anexat Pisa în 1406, Veneția a capturat Padua și Verona, iar Ducatul Milanului a anexat o serie de orașe ca Pavia și Parma.
În prima parte a Renașterii, războaiele erau constante pe uscat și pe mare. Războaiele terestre erau luptate de armate de mercenari cunoscuți sub numele de "condottieri", bande de soldați veniți din toată Europa, în special din Germania și Elveția, conduse de căpitani italieni. Mercenarii nu prea doreau să-și riște viețile în lupte deschise, astfel războaiele au început să se desfășoare prin manevre, ambuscade și asedii.  Mercenarii, de multe  ori, își schimbau tabăra când nu-și găseau de lucru, fiind cumpărați de orașul-stat care le ofereau pungile cu cele mai mari sume de bani. Mercenarii erau o amenințare constantă și pentru angajatorii lor. Dacă nu erau plătiți, se puteau întoarce împotriva lor.  Orașele-state deveniseră tot mai dependente de mercenari, iar tentația era mare pentru mercenari să preia puterea într-un oraș. 
Pe mare, orașele-state italiene și-au construit flote admirabile pe care le trimiteau în bătălii. Principalii concurenți au fost Pisa, Genova și Veneția.  Veneția s-a dovedit a fi cel mai puternic adversar al Genovei, devenind puterea maritimă din secolul al XV-lea. Pe front, decenii de luptă au fost duse între Florența, Milano și Veneția, fiind jucătorii dominanți. În final, cele trei mari puteri au încheiat pacea la Lodi în 1454, venind o perioada calmă pentru prima dată după secole de războaie. Pacea avea să se mențină pentru următorii 40 de ani, iar hegemonia   Veneției pe mare a dus la o perioadă pașnică fără precedent pentru restul secolului al XV-lea. La începutul secolului XV, aventurieri și negustori ca Niccolo Da Conti au călătorit în Asia de Sud-Est și înapoi, aducând noi cunoștinte.
Nemaifiind duse războaie pe front, Florența și Veneția s-au putut înfrunta prin războaie comerciale și competiție economică. Astfel, a urmat o perioadă de înflorire culturală și prosperitate economică.

## Florența sub Medici

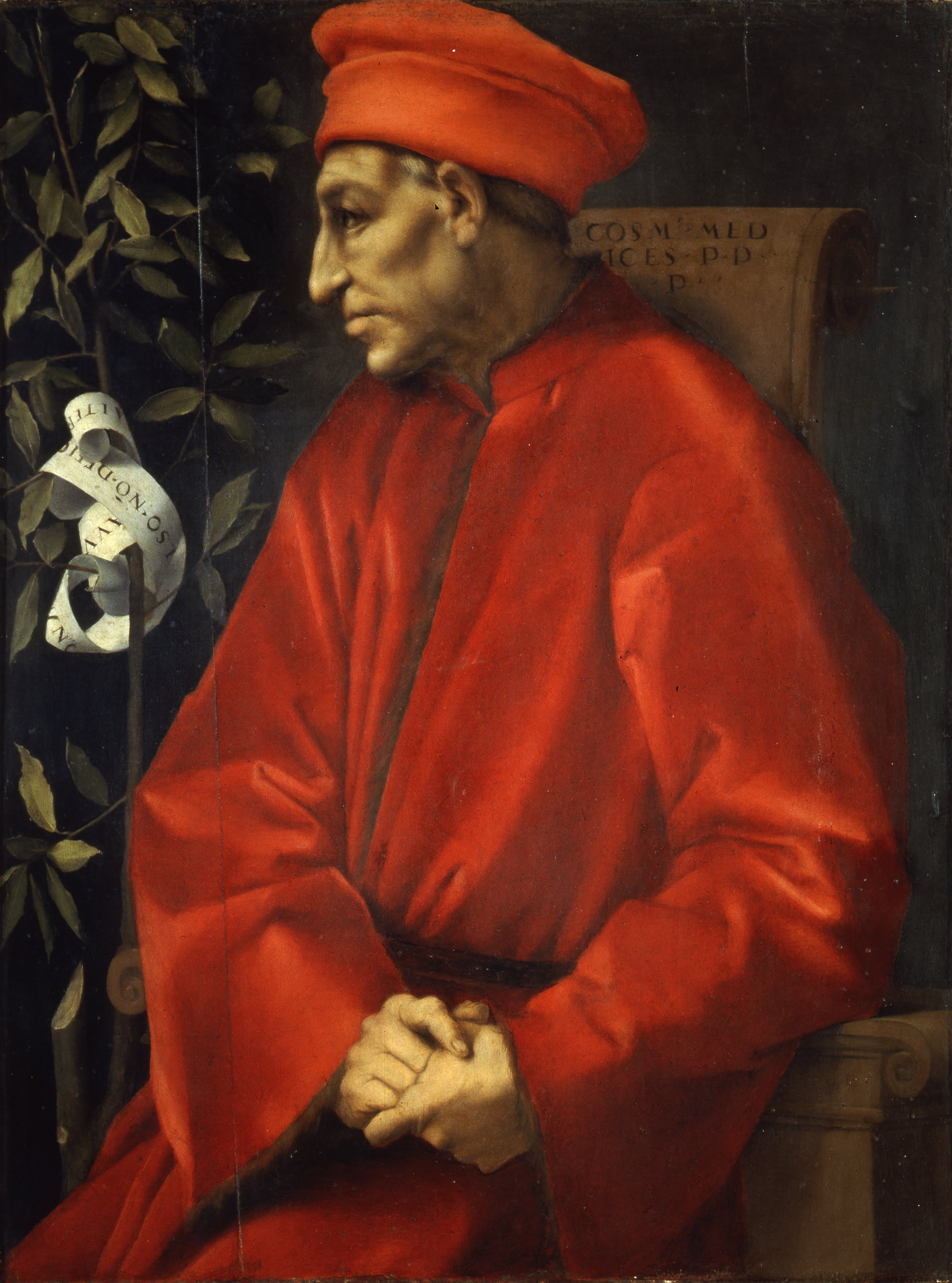
Cosimo de Medici

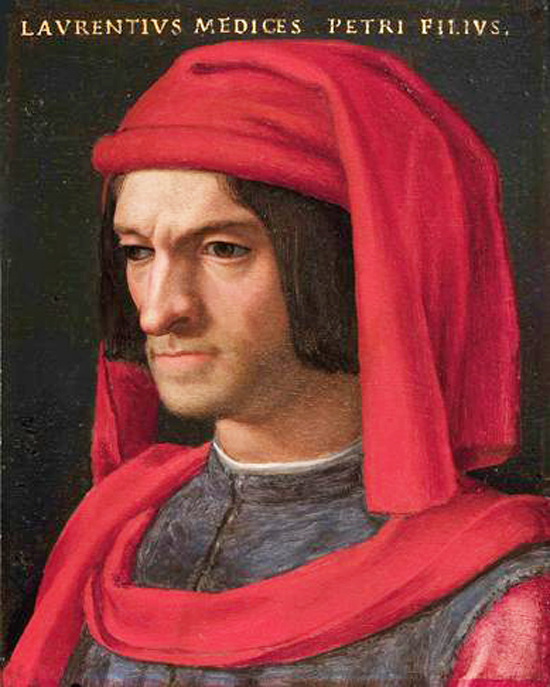
Lorenzo de Medici

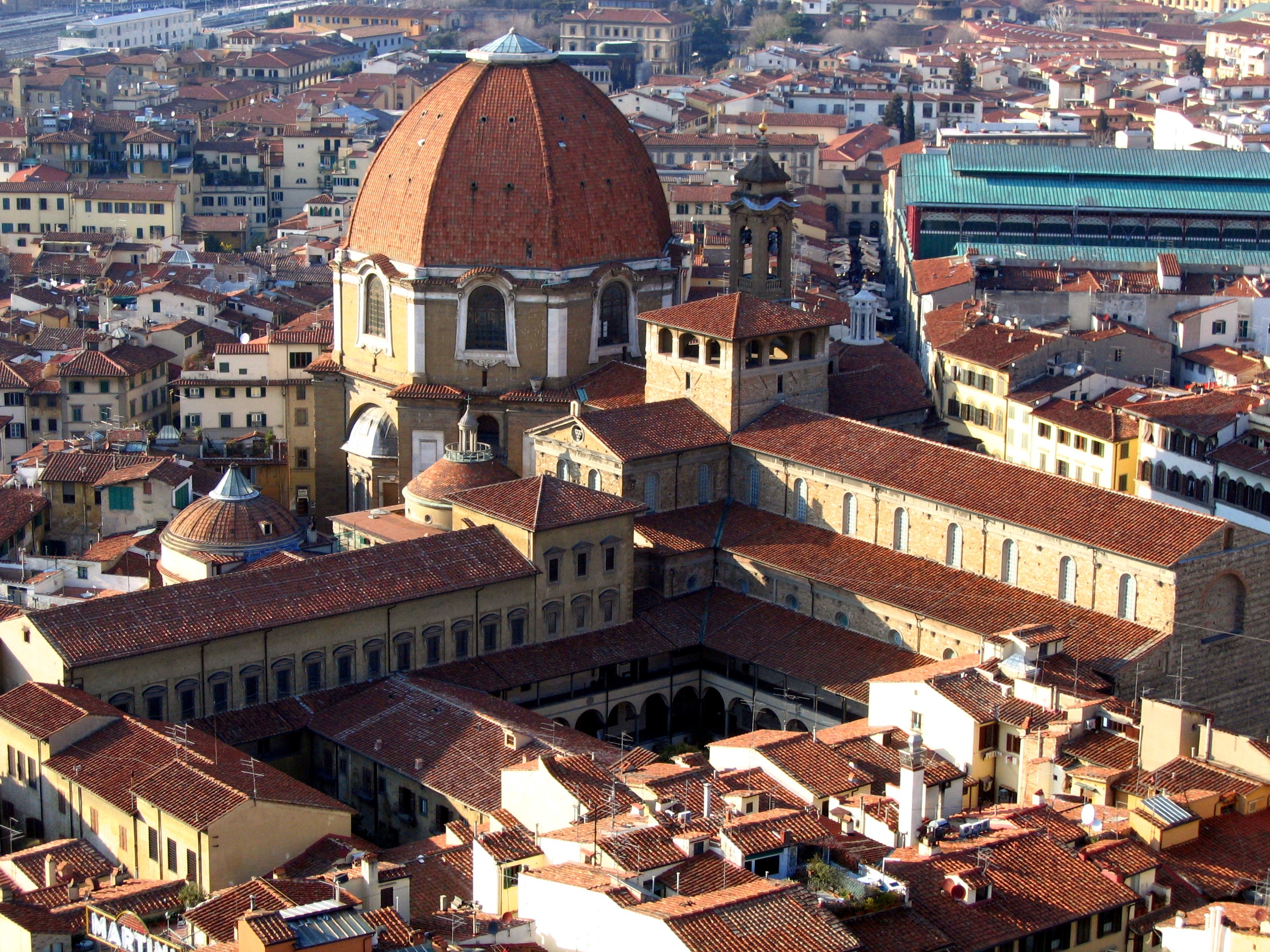
Basilica di San Lorenzo-Capela Medici

### Case nobiliare
Până la sfârșitul secolului al XIV-lea, Florența a fost condusă de Casa de Albizzi. În 1293 au fost adoptate Ordonanțele de Justiție, care au devenit o "constituție"  pentru Republica Florența. Numeroasele palate luxoase ale orașului erau înconjurate de așezări rurale, construite de clasa comercianților care se afla în continuă prosperitate. În 1298, una dintre cele mai puternice familii bancare din Europa, Bonsignoris, a falimentat și, astfel, orașul lor, Siena, și-a pierdut statutul de centru bancar al Europei, rolul acesteia fiind preluat de Florența.
Adversarii familiei Albizzi era familia Medici, aflată sub controlul lui Giovanni de Medici, apoi sub fiul său, Cosimo Medici. Medici au controlat cea mai mare bancă a Europei și acțiunile de antreprenoriat în Florența și din alte părți. În 1433, Albizzi au intentat un complot pentru a-l exila pe Cosimo.  În anul următor, un demnitar pro-Medici a fost ales și Cosimo a revenit. Medici a devenit familia conducătoare a orașului, menținându-și poziția pentru următoarele trei secole. Florența a rămas o republica până în 1537, dar instrumentele de guvernare republicană au rămas ferm sub controlul acestei familii și a aliaților săi, cu excepția intervalelor de după 1494 și 1527. Cosimo și Lorenzo de Medici rar au avut funcții oficiale, dar erau lideri de necontestat.
Cosimo de Medici era popular printre cetățeni, el menținând stabilitatea și prosperitatea în oraș. Tot el a fost cel care a negociat pacea de la Lodi cu Francesco Sforza încheind deceniile de război cu Milano și aducând stabilitate în nordul Italiei. Cosimo a fost un important patron al artelor, direct și indirect, prin exemplul influent pe care l-a stabilit.
Cosimo a fost succedat de fiul său Piero de Medici, care, bolnav fiind, a murit după 5 ani de conducere a orașului. În 1469, puterea a fost transferată în mâinile nepotului său de 21 de ani, Lorenzo, care a fost cunoscut sub numele de Lorenzo Magnificul, fiind primul din familie care a fost educat de mic copil în tradiție umanistă, devenind unul dintre cei mai importanți patroni ai artelor din Renaștere. Sub conducerea lui Lorenzo de Medici, conducerea s-a formalizat prin crearea Consiliului celor Șaptezeci, condus de Lorenzo. Instituțiile republicane au fost menținute, dar și-au pierdut puterea. Lorenzo nu a avut un succes major în afaceri, imperiul comercial fiind erodat, dar a fost un bun diplomat, el continuând alianța cu Milano. Bogăția sa a atras invidie și ura din partea Statelor Papale, iar în 1478, agenții Papei s-au aliat cu familia Pazzi și au complotat împotriva acestuia printr-o tentativă de asasinare nereușită, Lorenzo  fiind rănit, doar fratele   mai mic, Giuliano, fiind ucis. Lorenzo și-a putut astfel justifica centralizarea puterii în mâinile sale, iar criminalii au fost arestați și executați.
Familia Alberti era o  altă familie nobiliară  din  Florența.  Familia Alberti provine din castelul Catenaia din Valdarno Casentines, care s-a stabilit  la Florența în secolul al XIII-lea alături de judecătorul Rustico Alberti și s-au împărțit în diferite linii, care deținea mai multe case și turnuri lângă modernul Ponte alle Grazie. Datorită loialității lor față de  Guelfi au fost exilați după bătălia de la Montaperti, dar s-au întors după înfrângerea lui Manfred de Sicilia în bătălia de la Benevento (1266). Ulterior, s-au alăturat Guelfilor negri  și au înființat o companie comercială înfloritoare cu agenții la Bologna, Genova, Veneția, Barcelona, Paris, Ghent, Bruxelles, Bruges și Londra, precum și în Siria și Grecia.
În 1378, Alberti a fost din nou interzisă pentru susținerea revoltei Ciompi. Unele dintre ele au fost admise în nobilimea venețiană la sfârșitul secolului. Întorși la Florența, în secolul al XV-lea au fost mai întâi aliați cu Medicii împotriva Albizilor. Membrii principali ai perioadei includ scriitorul Antonio Alberti, cardinalul Alberto di Giovanni Alberti și arhitectul și teoreticianul Renașterii Leon Battista Alberti.
Importanța familiei a scăzut după crearea Marelui Ducat al Toscanei în secolul al XVI-lea. Linia principală a murit în timpul epocii victoriene .

### Conspirația Pazzi

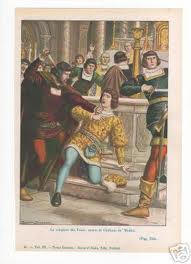
Conspiratia Pazzi - atentatul de asasinare asupra lui Lorenzo de Medici si uciderea fratelui sau, Giuliano

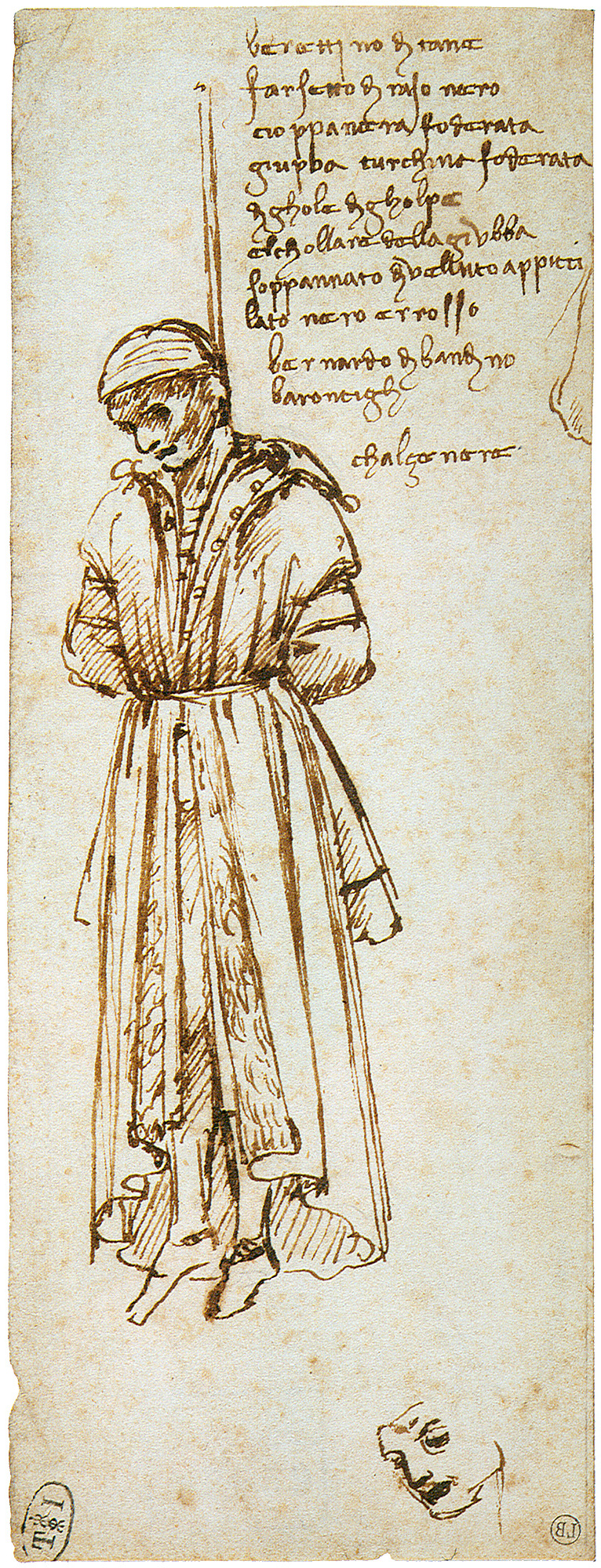
Leonardo da Vinci - Spanzurarea lui Bernardo Baroncelli, 1479

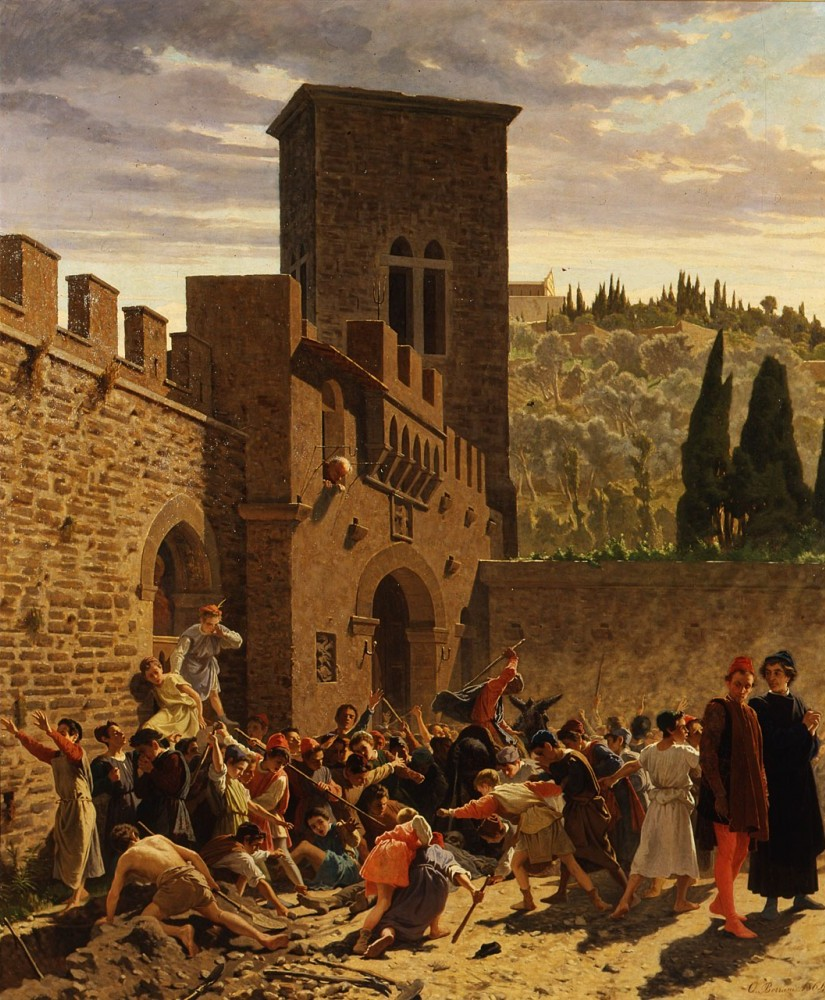
Borrani, Cadavrul lui Jacopo de' Pazzi, batjocorit de copii

Dar au mai fost și alte familii dominante în Florența. Una faimoasă era familia Pazzi, o familie florentina nobiliară, având ca principala preocupare afacerile în domeniul bancar. A fost fondată de Pazzo di Ranieri, despre care se spune că a fost primul om care a atins zidurile Ierusalimului din timpul asediului din 1099, pe durata Primei Cruciade. Acesta s-a întors la Florența cu cremene din Biserica Sfântului Mormânt, pe care le-a păstrat la Santi Apostoli și aprinse anual  de Sâmbătă Mare  înaintea Paștelui. O personalitate marcantă a familiei a fost Andrea de'Pazzi care a fost patronul casei pentru comunitatea Franciscană din Biserica Sfintei Cruci din Florența și care a finanțat construirea capelei Pazzi.  Fiul său, Jacopo de 'Pazzi a devenit șeful familiei în 1464. 
Francesco de' Pazzi, managerul băncii Pazzi din Roma, a complotat împreună cu Girolamo Riario, nepotul și protejatul Papei Sixtus al IV-lea, și cu Francesco Salviati, care era să devină arhiepiscopul de Pisa, să-i asasineze pe Lorenzo de'Medici și fratele sau Giuliano.  Papa Sixtus i-a sprijinit tacit pe conspiratori. 
Atentatul de asasinare a avut loc în timpul unei liturghii la Catedrala din Florența pe 28 aprilie 1478, chiar de Paște.
Giuliano de 'Medici a fost  înjunghiat de Francesco de' Pazzi și Bernardo Baroncelli, fiind lovit de o sabie  la cap și   înjunghiat de 19 ori.
După atentatul de asasinare , Jacopo s-a dus acasă și l-a găsit pe Francesco cu o rană la un picior, posibil auto-provocată.   Cu 100 de bărbați înarmați, Jacopo a fugit pe străzi strigând „Libertate!”, Dar când Francesco a fost târât din pat și capturat de forțele de ordine ale familiei Medici, Jacopo a plecat din Florența.  
Salviati, cu mercenarii din Perugia, a încercat să preia Palatul della Signoria, dar conspiratorii au fost prinși și executați, printre care și Francesco de'Pazzi, care a fost spânzurat la fereastra  Turnului Palazzo Vecchio din Piazza della Signoria. 
Jacopo de'Pazzi, capul familiei, a încercat să scape, dar a fost prins și adus înapoi în Florența, fiind torturat, apoi spânzurat de Turnul Palazzo Vecchio   , chiar lângă cadavrul putrezit al lui  Salviati.  După ce a fost înmormântat la Santa Croce, trupul său a fost dezgropat, aruncat într-un șanț, târât pe străzi și sprijinit la ușa palatului Pazzi, unde capul său a fost folosit în mod batjocoritor ca batător de ușă. După aceea, trupul său a fost aruncat în Arno, unde a fost recuperat de copii, atârnat de un salciu, biciuit și aruncat înapoi în râu.
Baroncelli a fost arestat la Constantinopol. Antonio Medici a fost trimis să-l transporte de la Istanbul. Bandini a fost spânzurat pe 29 decembrie la Palazzo del Bargello. Baroncelli a fost desenat într-o schiță macabră de Leonardo da Vinci la Florența în 1479.  Antonio Maffei da Volterra, care a incercat sa-l sufoce pe Lorenzo de Medici prin strangulare, dar a esuat, a fost si el prins si executat in 1478. 
Stefano da Bagnone a  fost capturat pe 3 mai și, după ce a fost linșat de mulțime, fiindu-i taiate urechile, a fost spânzurat împreună cu Antonio Maffei în Piazza della Signoria . 
Federico da Montefeltro ar fi fost si el implicat, dar a scapat, murind de febra in 1482  cand se afla la comanda unei armate a lui Ercole I de Ferrara  in razboiul cu Venetia.   
Girolamo Riario, lord de   Imola  si  Forlì, capitan general al bisericii, ca nepot al Papei Sixtus, si sotul Caterinei Sforza,  se enumera printre participanti,  a fost asasinat 10 ani mai tarziu de membri ai Familiei Orsi. 
Francesco Salviati, care trebuia sa se duca la prima bataie a clopotului bisericesc in Palazzo Vecchio sa-l ucida pe Gonfaloniere Pettruci , si sa preia controlul asupra palatului Signoriei, a fost arestat de Pettrruci si intr-o ora a fost spanzurat de populatia furioasa pe fereastra Salei de  Duecento.
Lorenzo a scăpat doar cu o rană minoră la gât, după ce a fost apărat de poetul Poliziano.   Știrile despre conspirație s-au răspândit în întreaga Florență, iar complotistii au  fost brutal linsati de popor. 
Familia Pazzi a fost alungată din Florența, iar pământurile și proprietățile le-au fost confiscate, numele le-a fost șters din registrele publice,  străzile și clădirile ce le purtau numele le-au fost redenumite și stemele le-au fost scoase. Toți cei care aveau numele familiei Pazzi au fost forțați să demisioneze din funcțiile publice. 
Abia în 1494, după înlăturarea lui Piero de' Medici, membrii din  familia Pazzi s-au putut întoarce în Florența.

### Guvernarea
Signoria era  administrația locală care conducea orașul-stat Florența în anii 1230-1532, un guvern alcătuit din 9 membri, numiți "Priori", aleși dintre oamenii cu rang din cadrul breslelor , șase erau aleși din breslele mari, doi erau aleși din breslele mici, iar cel de-al nouălea membru era  Gonfaloniere, un fel de ministru al justiției.   
Alegerile se făceau prin metodă următoare: numele tuturor membrilor breslei de peste treizeci de ani erau puse în opt pungi de piele numite borse. La fiecare două luni, aceste pungi erau luate de  biserica Santa Croce, unde erau de obicei păstrate,  și într-o scurtă ceremonie , numele erau trase la întâmplare. Numai bărbații care nu aveau datorii, nu îndepliniseră un mandat recent și nu aveau nicio legătură cu numele bărbaților deja aflați în funcție, erau considerați  eligibili pentru funcție.
Imediat după ce au fost aleși, cei nouă erau așteptați să se mute în Palazzo della Signoria, unde  timp de două luni își serveau  atribuțiile. Li se plăteau  o sumă modestă pentru a-și acoperi cheltuielile și li  se ofereau servitori. Priori avea o uniformă de haine purpurii, căptușite cu ermină și cu guler și manșete de ermină.
În îndeplinirea atribuțiilor lor guvernamentale, Signoria a fost obligată să consulte alte două consilii alese cunoscute în mod colectiv sub numele de "Colegi".
Sediul Signoriei era Palazzo Vecchio din Piazza della Signoria, un palat medieval construit în 1299,  a servit drept primǎrie sau  sediul administrației din Florența, sau Signoria.
Turnul cu ceas înalt de 94 metri de la Palazzo Vecchio este poreclit "Vaca" și cunoscut drept Torre d'Arnolfo, a fost construit de familia Foraboschi  și are două celule în care au fost închiși  Cosimo de' Medici  și  Girolamo Savonarola. Cuprinde trei curți, sala celor 500 cu fresce și picturi de Leonardo da Vinci , apartamente și un mezanin cu obiecte istorice precum globul Terrei.  Lângă palat sunt amplasate statui ca cea a lui Perseu din bronz , sculptată prin 1545-1555 de Benvenuto Cellini, și replica dupǎ statuia  lui David de Michelangelo. 

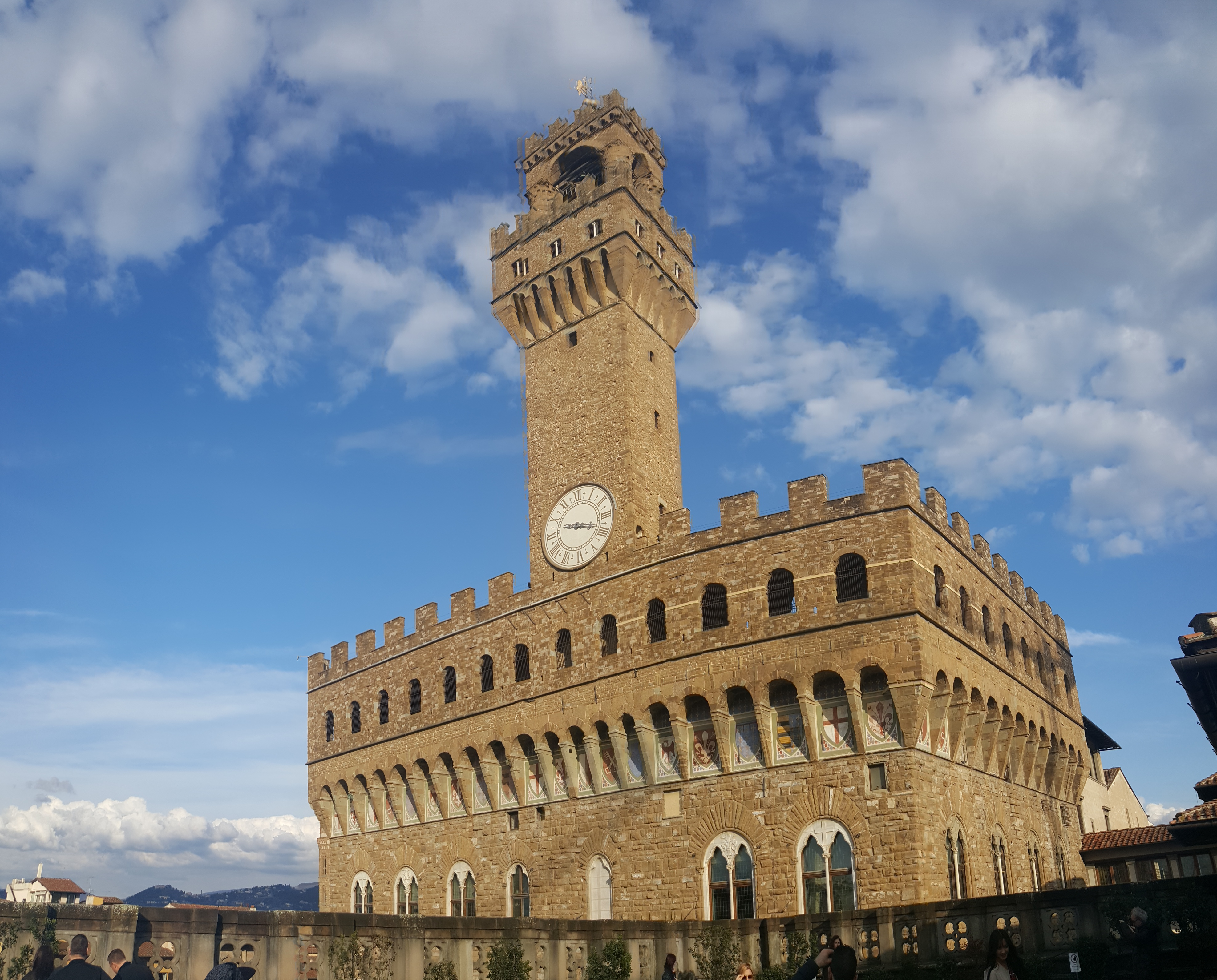
Palazzo Vecchio din Piazza della Signoria
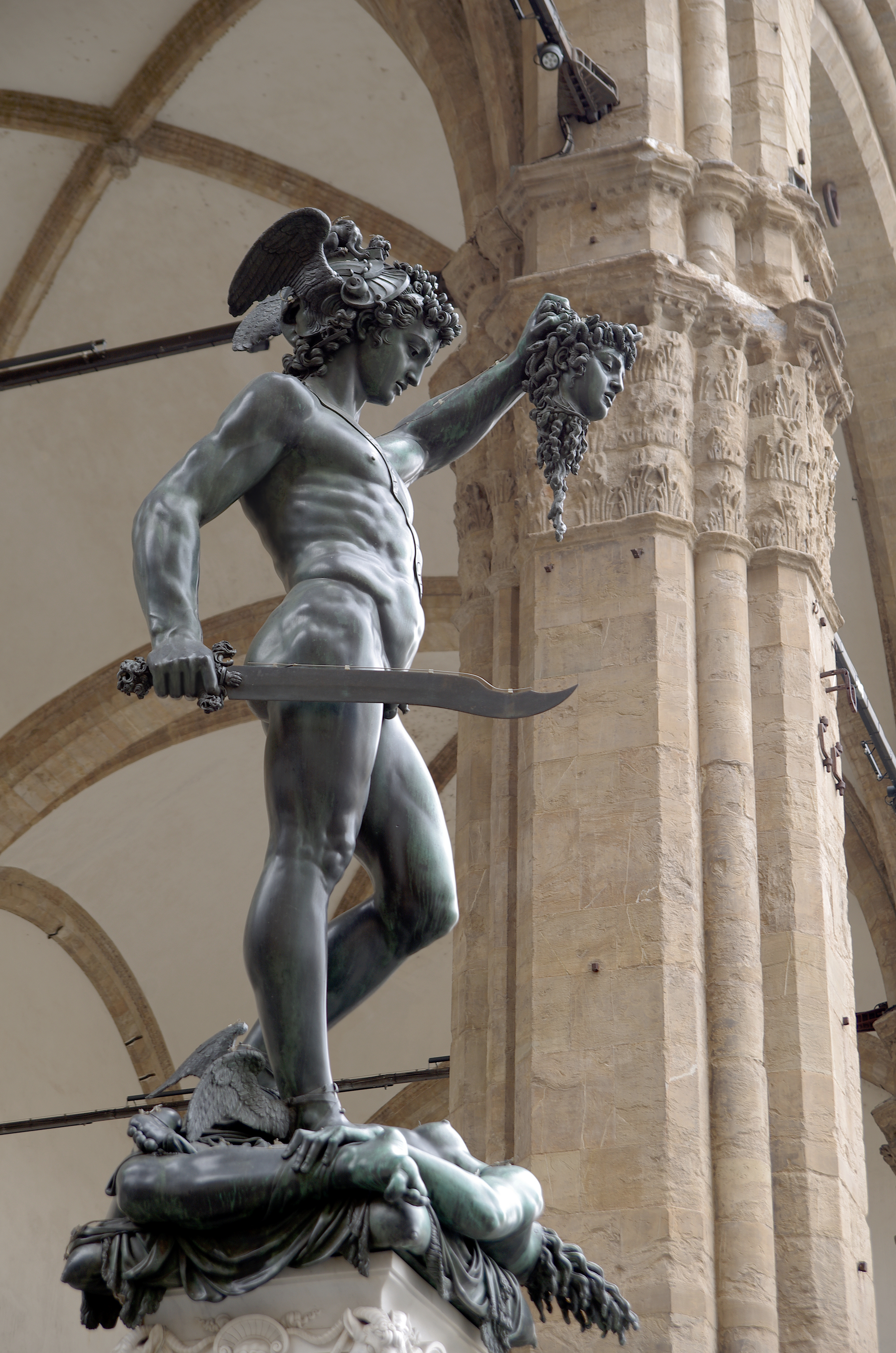
Statuia lui Perseu de Benvenuto Cellini, din Piazza della Signoria
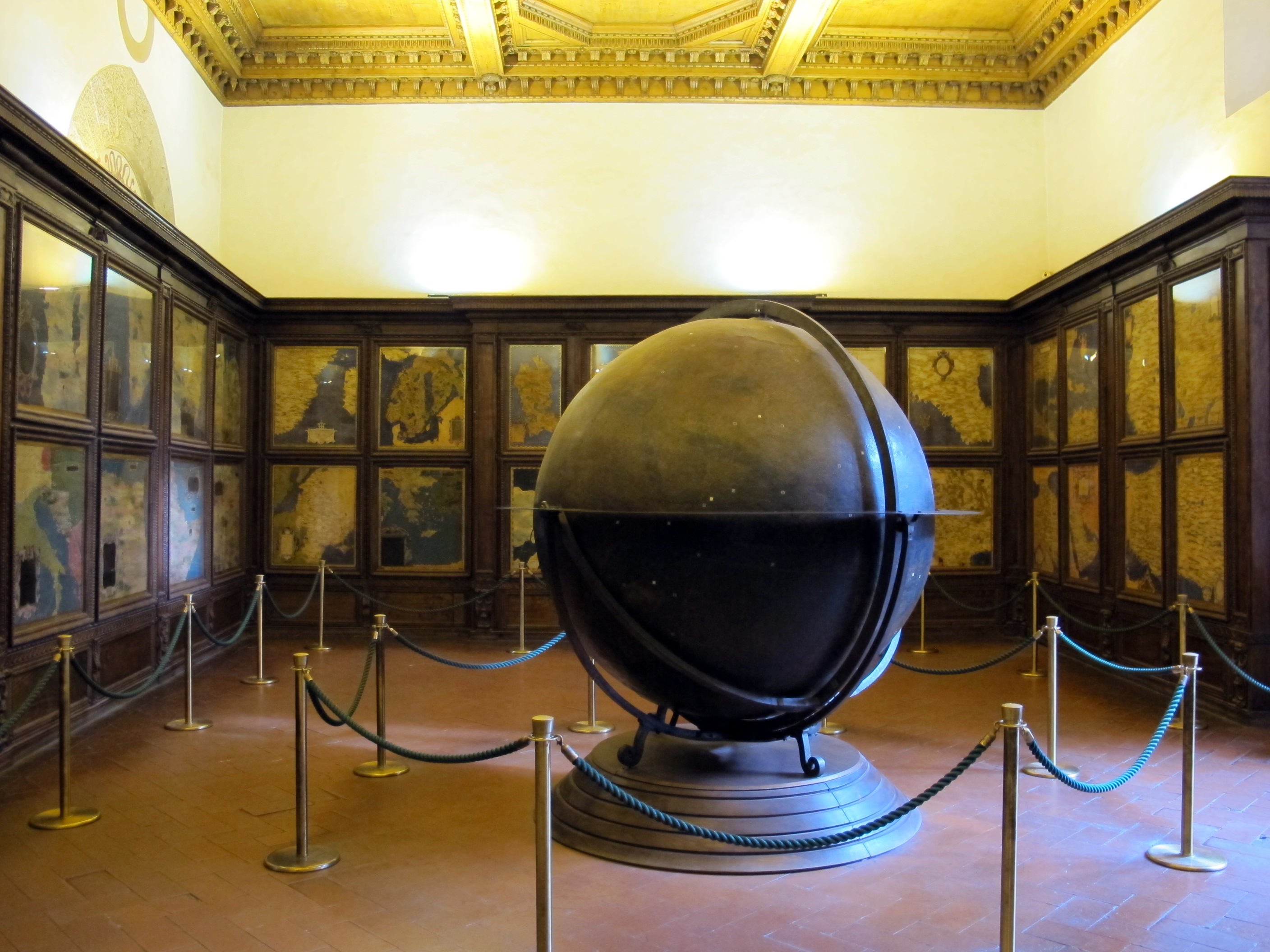
Globul pamantesc  din Sala del Mappamondo (Palazzo Vecchio)
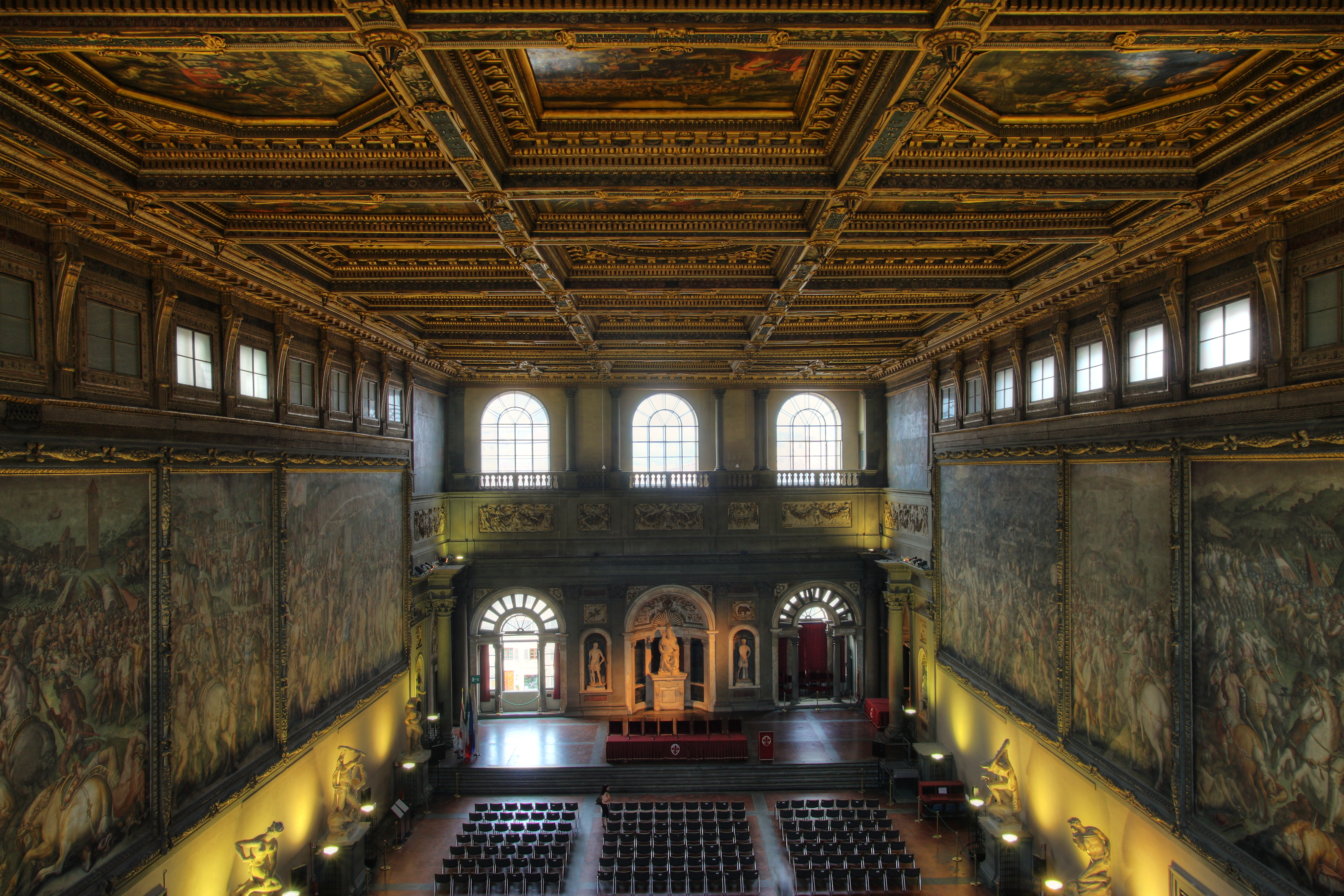
Sala celor 500 din Palazzo Vecchio
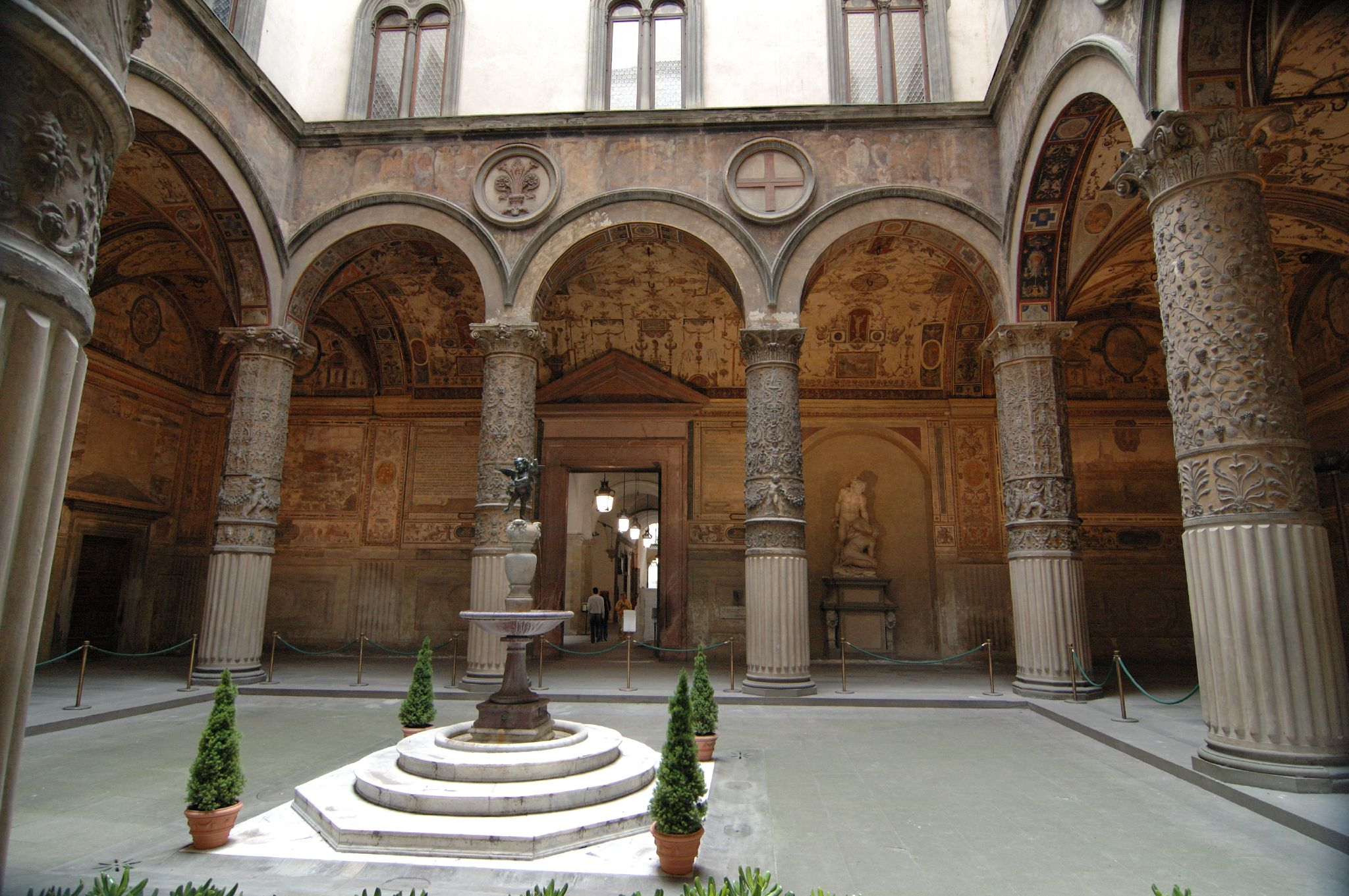
Curtea interioara
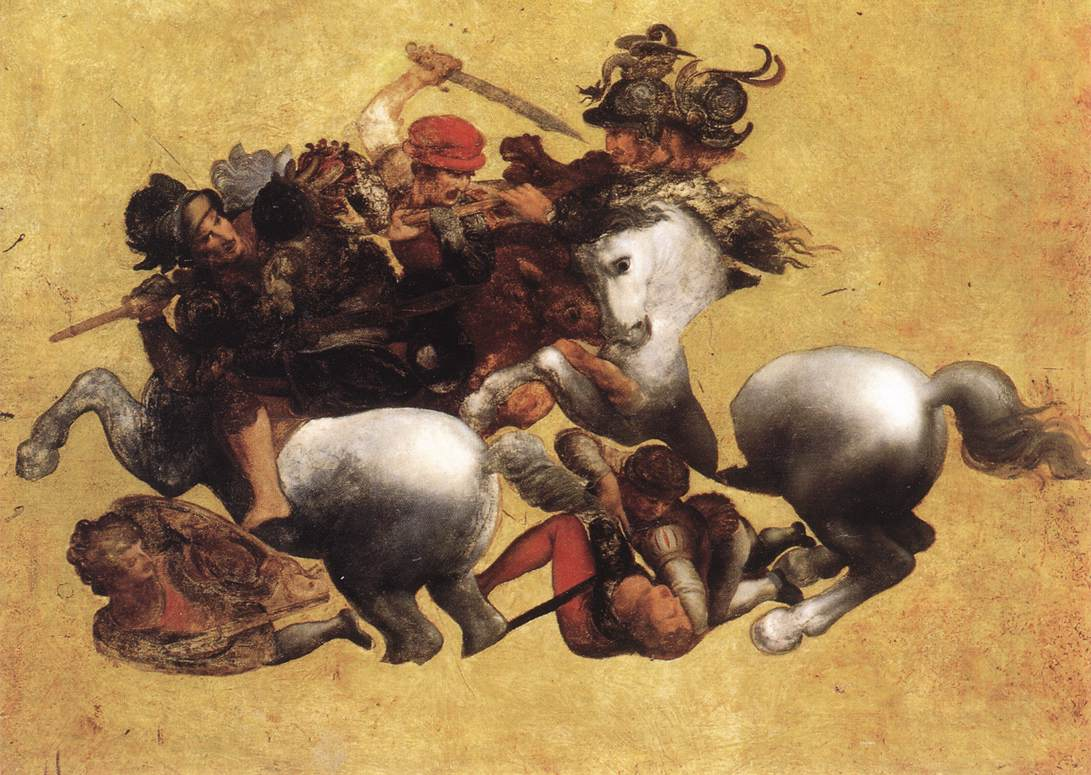
Batalia de la Anghiari, de Leonardo da Vinci
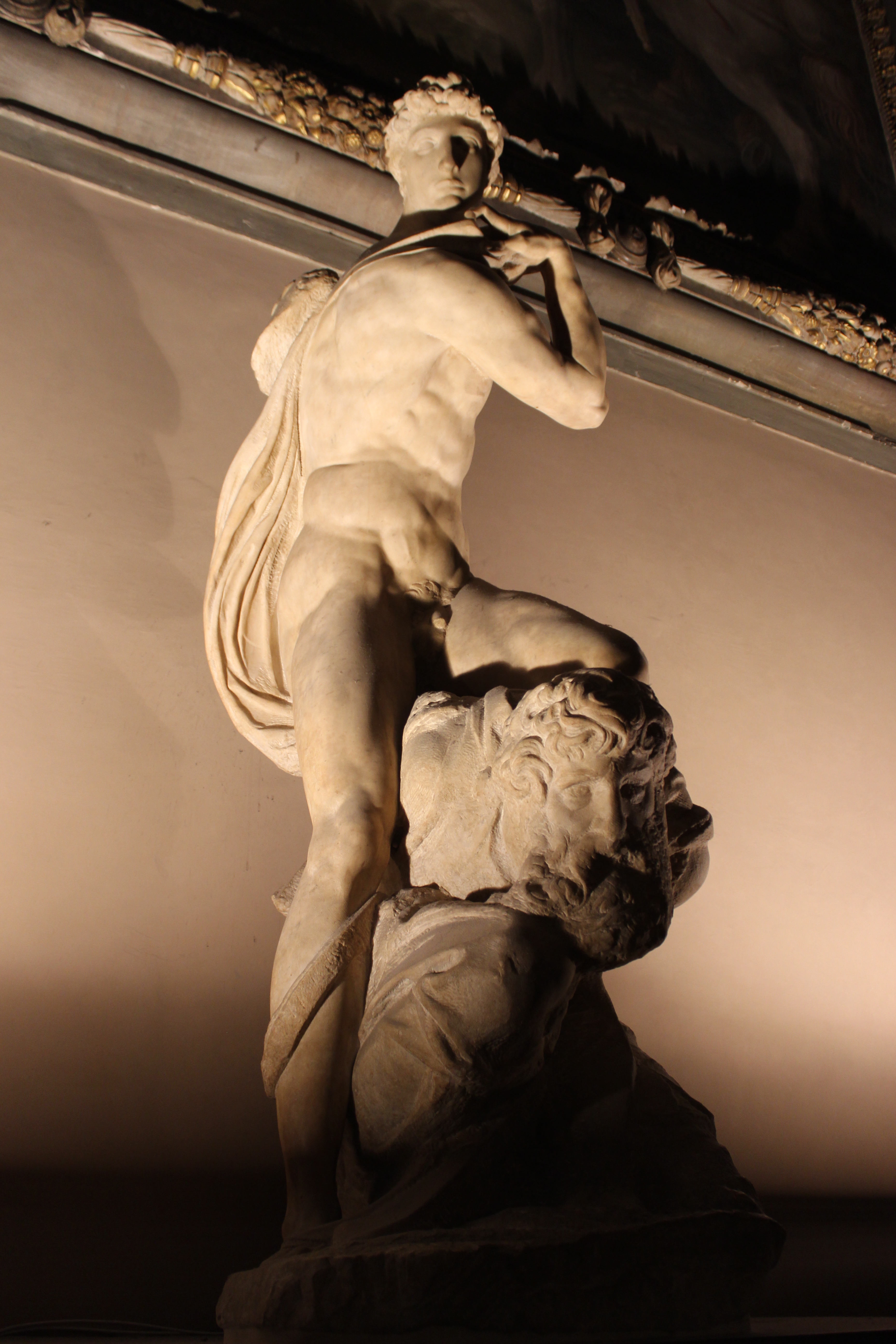
Geniul Victoriei, de Leonardo da Vinci
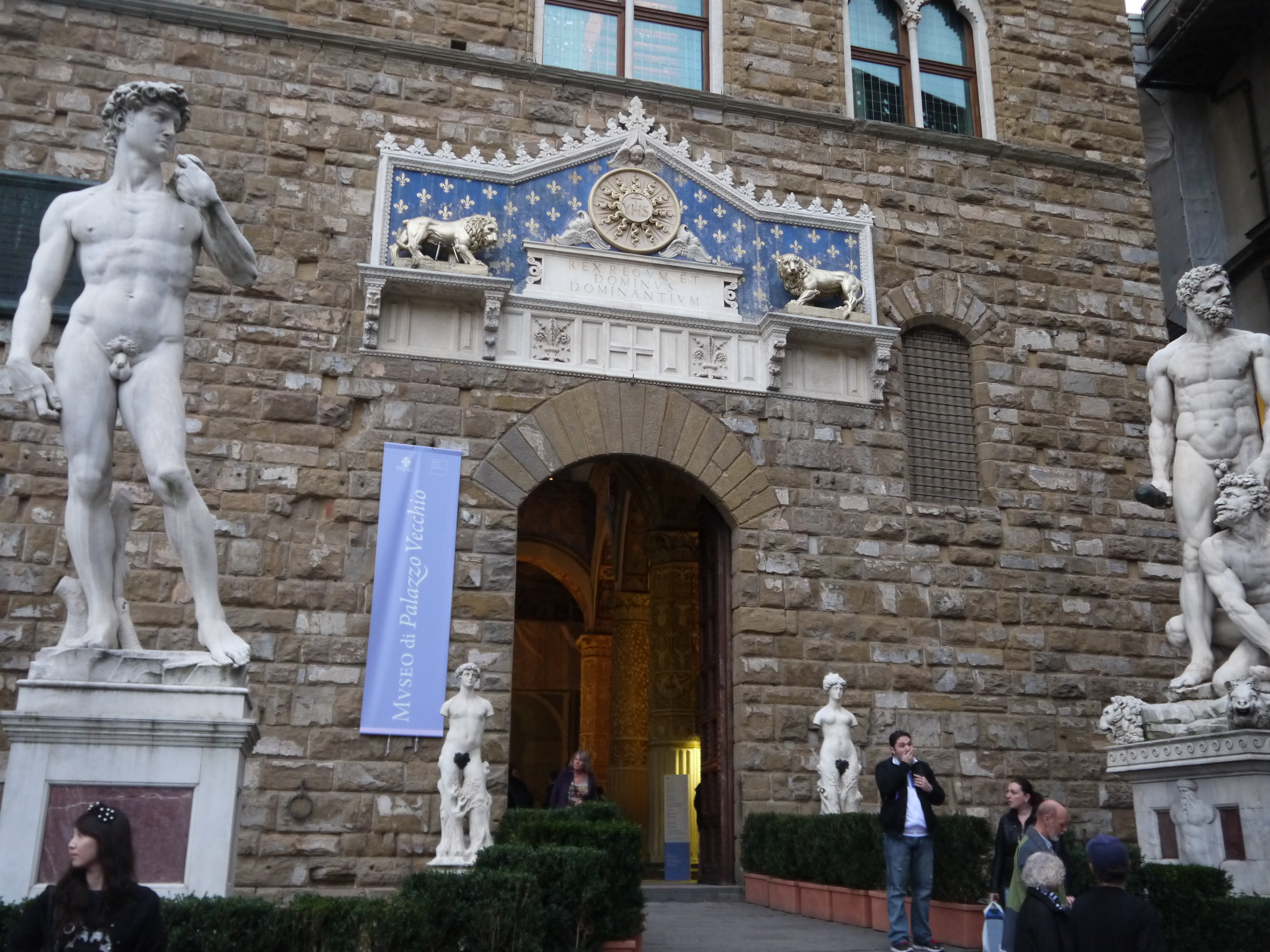
Replica statuii lui David de Michelangelo de la intrarea in Pallazo Vecchio
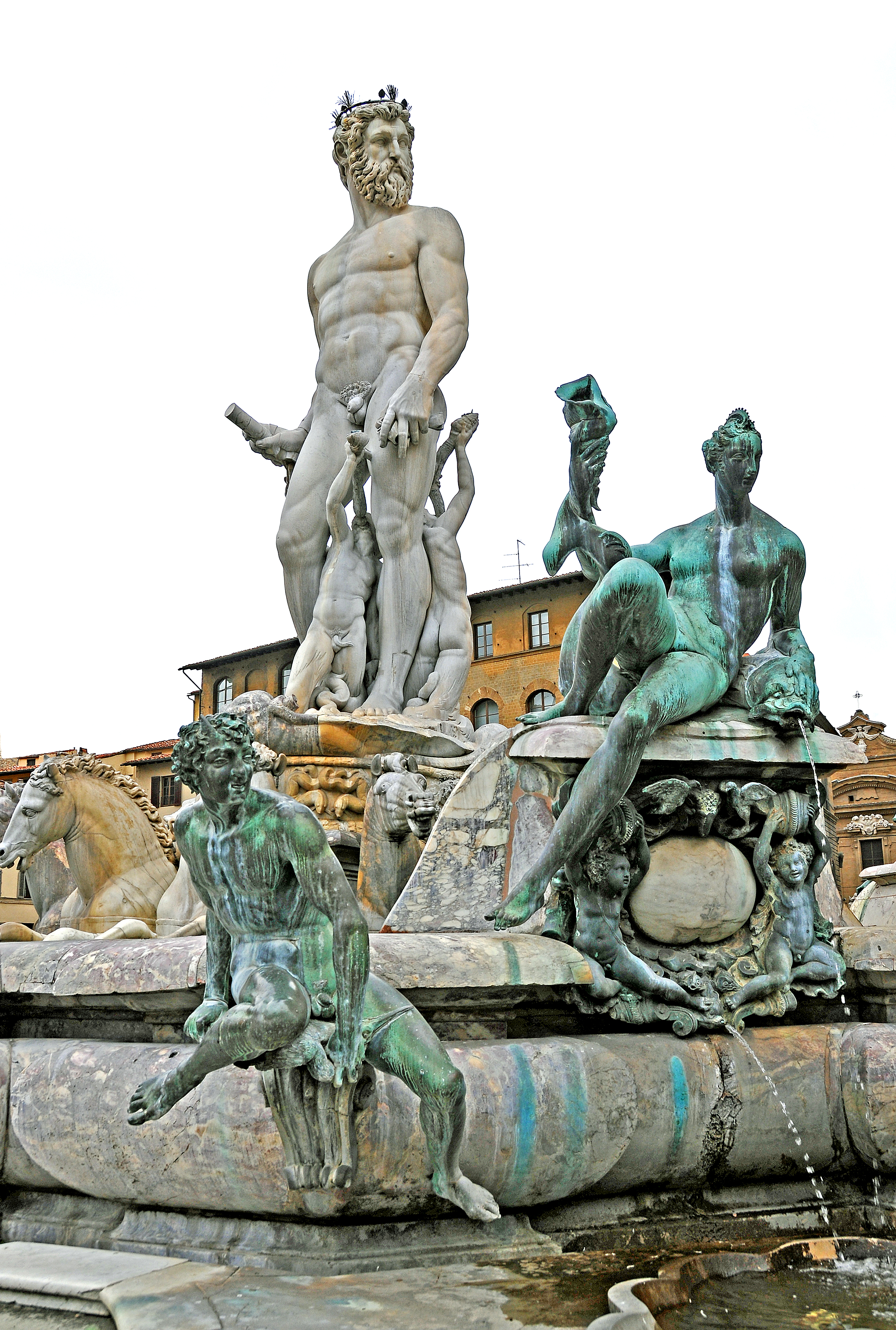
Fantana lui Neptun
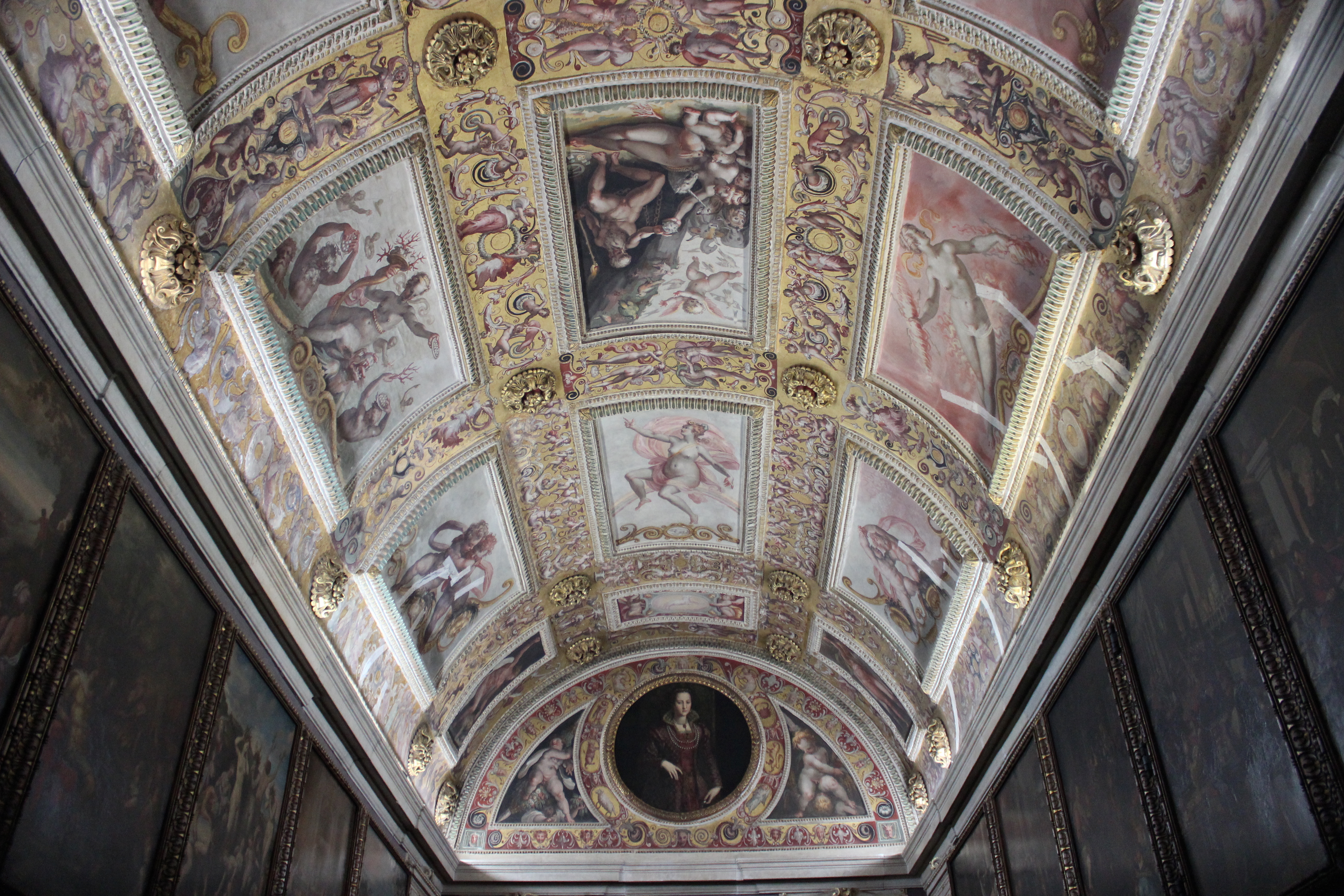
Fresca lui Francesco I de Medici
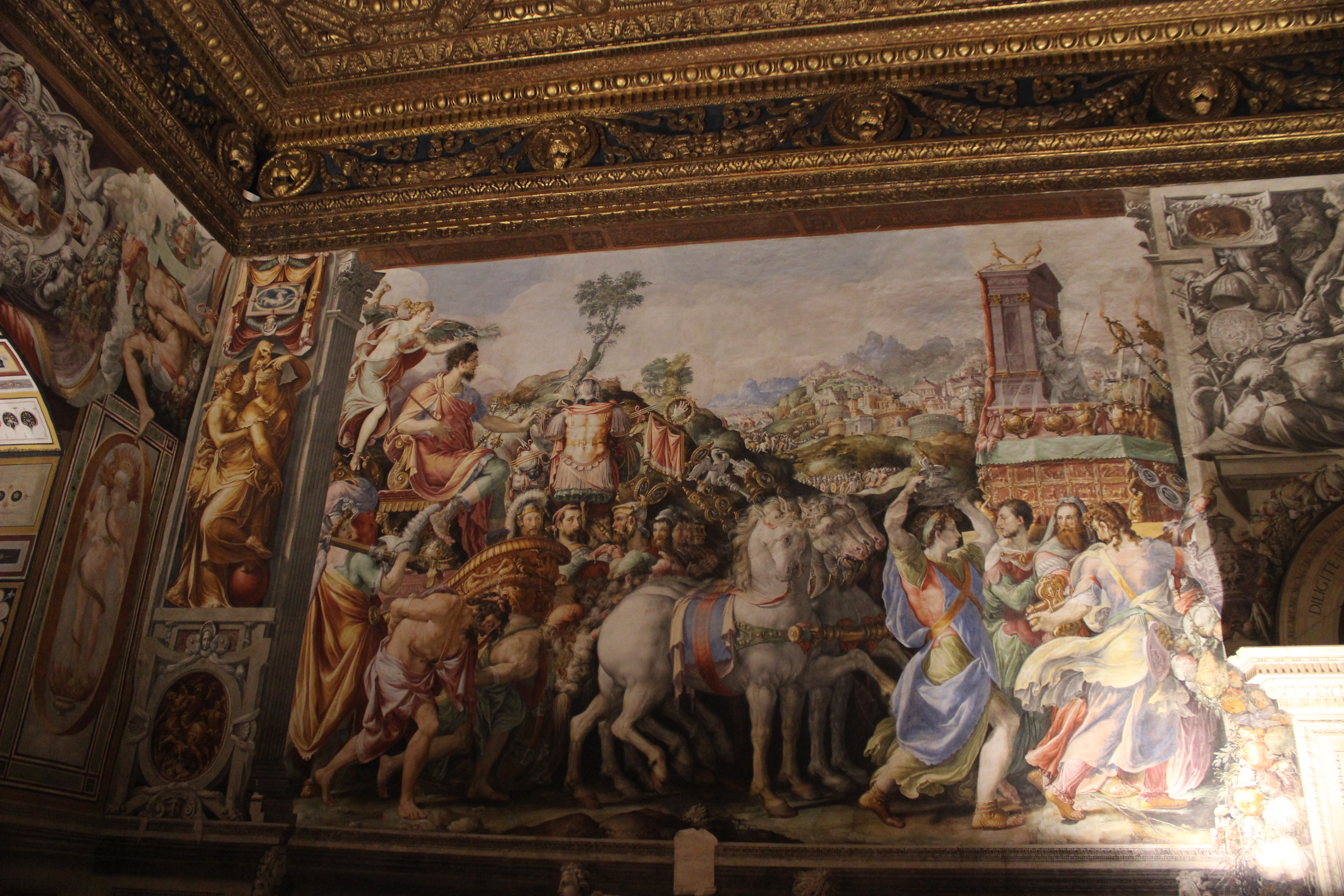
Fresca pictata cu povestea lui Marcus Furius Camillus din sala audientei din Palazzo Vecchio

### Biserici
În 1385 a fost construită Biserica Sfinții Cruci sau  Basilica di Santa Croce, amplasată în Piazza di Santa Croce, și consacrată în 1443, fiind cunoscută că Templul Gloriilor Italiei. Este cea mai mare biserica franciscană din lume. 
În această biserica sunt inormantati personalități italiene ca Michelangelo, Machiavelli, Galileo, Foscolo,Gentile și  Rosini. 
Cele mai notabile caracteristici ale sale sunt cele șaisprezece capele, multe dintre ele decorate cu fresce de Giotto și elevii săi,  și mormintele și cenotafele sale. Legenda spune că Santa Croce a fost fondată chiar de Sfântul Francisc. Construcția bisericii actuale, pentru a înlocui o clădire mai veche, a fost începută la 12 mai 1294,  posibil de Arnolfo di Cambio și plătită de unele dintre cele mai bogate familii ale orașului. A fost sfințită în 1442 de papa Eugen al IV-lea. Designul clădirii reflectă abordarea austeră a franciscanilor. Are formă de  cruce egipteană  Tău (un simbol al Sfântului Francisc), cu o lungime de 115 metri, cu un naos și două culoare separate prin linii de coloane octogonale. La sud de biserică era o mănăstire .
Primo Chiostro, mănăstirea principală, găzduiește Cappella dei Pazzi, construită că sala capitulară, finalizată în anii 1470. Filippo Brunelleschi (care proiectase și executase cupola Duomo) a fost implicat în proiectarea să, care a rămas riguros simplă și fără decor.
În 1560,   jubeul a fost îndepărtat că parte a modificărilor apărute în urmă Contrareformei și a interiorului reconstruit de Giorgio Vasari. Drept urmare, s-au deteriorat decorurile bisericii și s-au pierdut cele mai multe altare situate anterior pe ecran. La ordinul lui Cosimo I, Vasari a tencuit frescele lui Giotto și a așezat câteva altare noi.  Clopotnița a fost construită în 1842, înlocuind una anterioară deteriorată de fulgere. Fațada de marmură neogotică datează din anii 1857-1863. Arhitectul evreu Niccolo Matas din Ancona, a proiectat fațada bisericii, cu  o stea proeminentă a lui David  . Matas dorise să fie înmormântat cu colegii săi, dar pentru că era evreu, a fost îngropat sub prag și onorat cu o inscripție. 

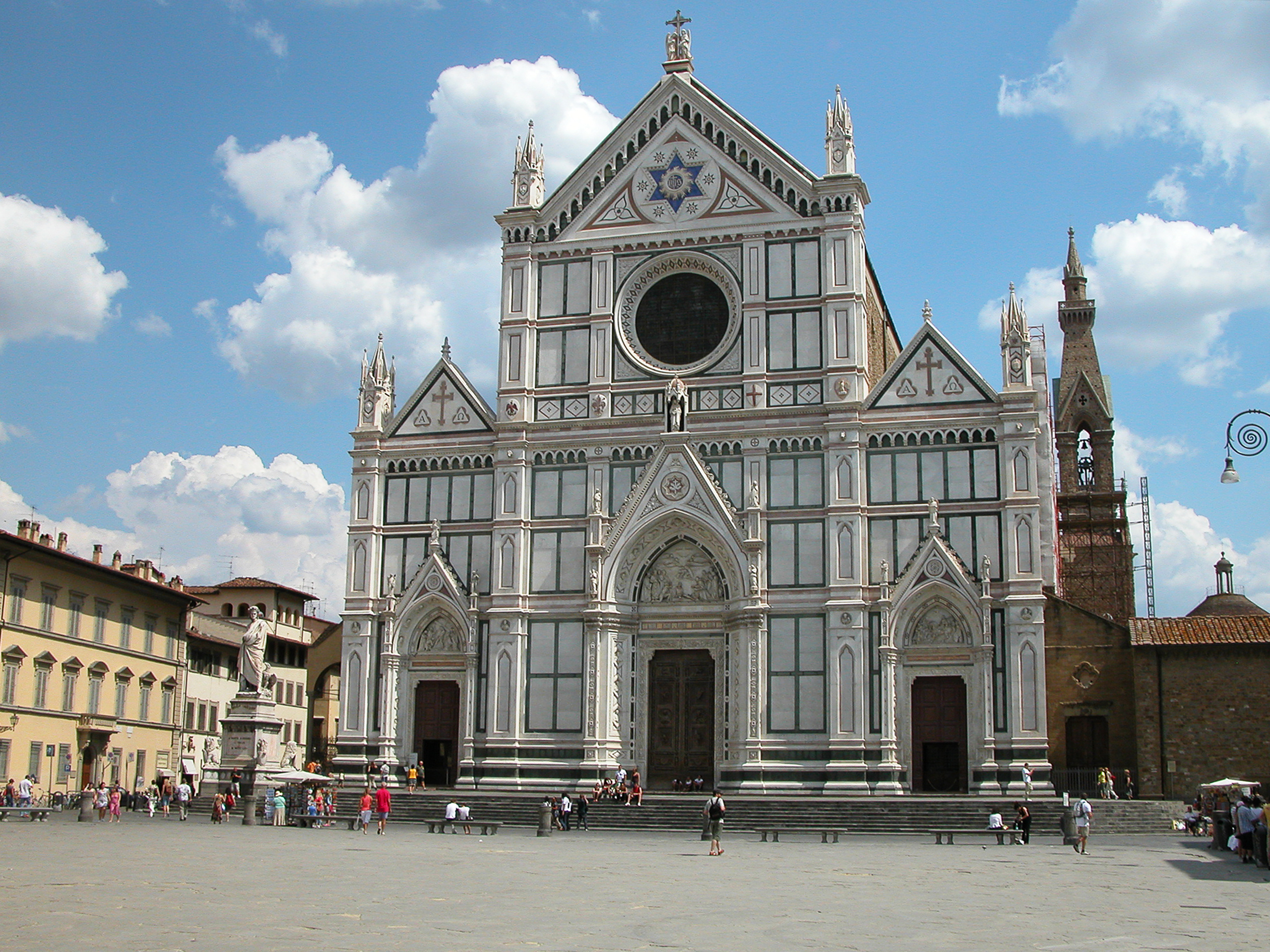
Biserica Sfintii Cruci
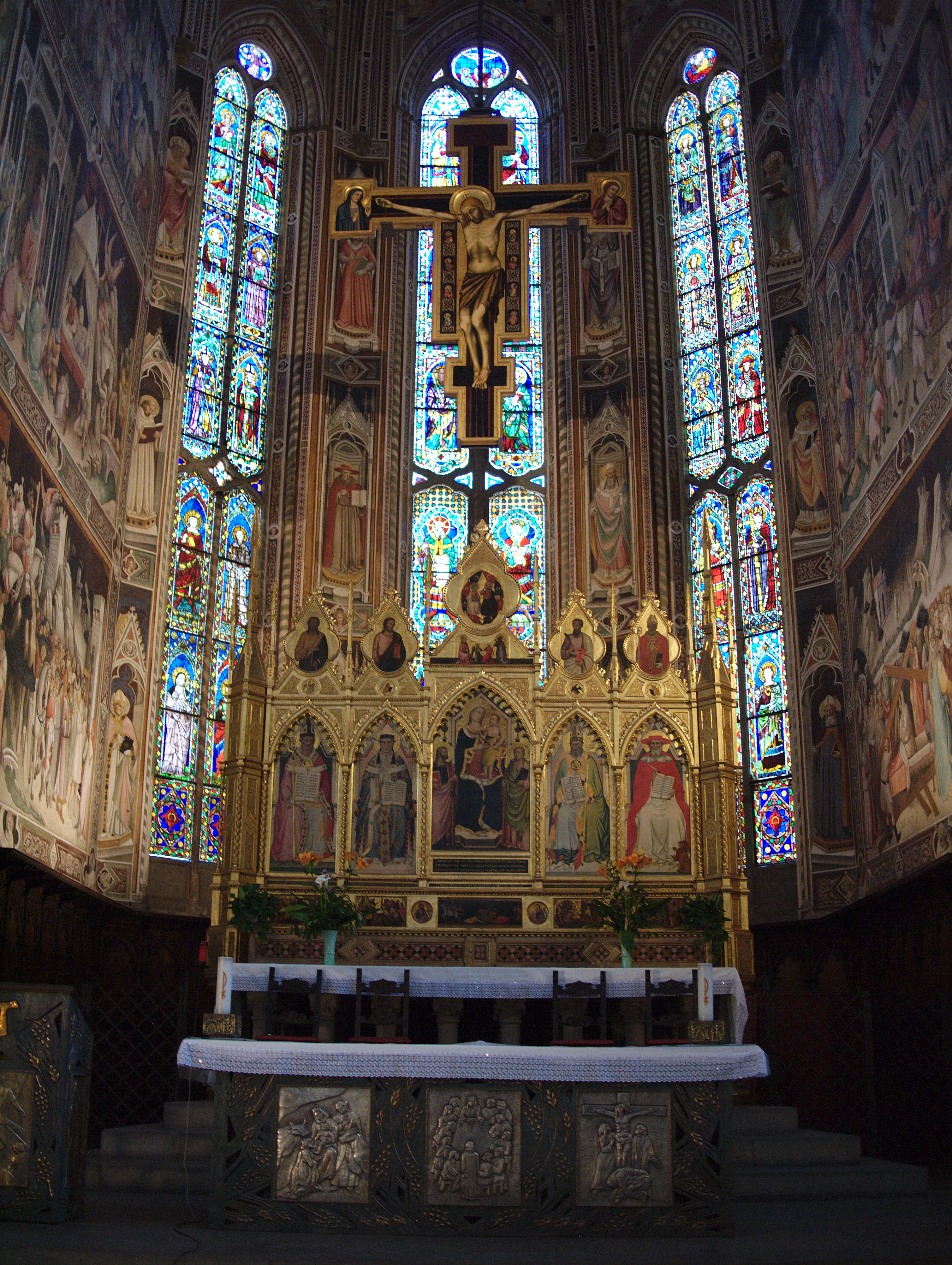
Altarul
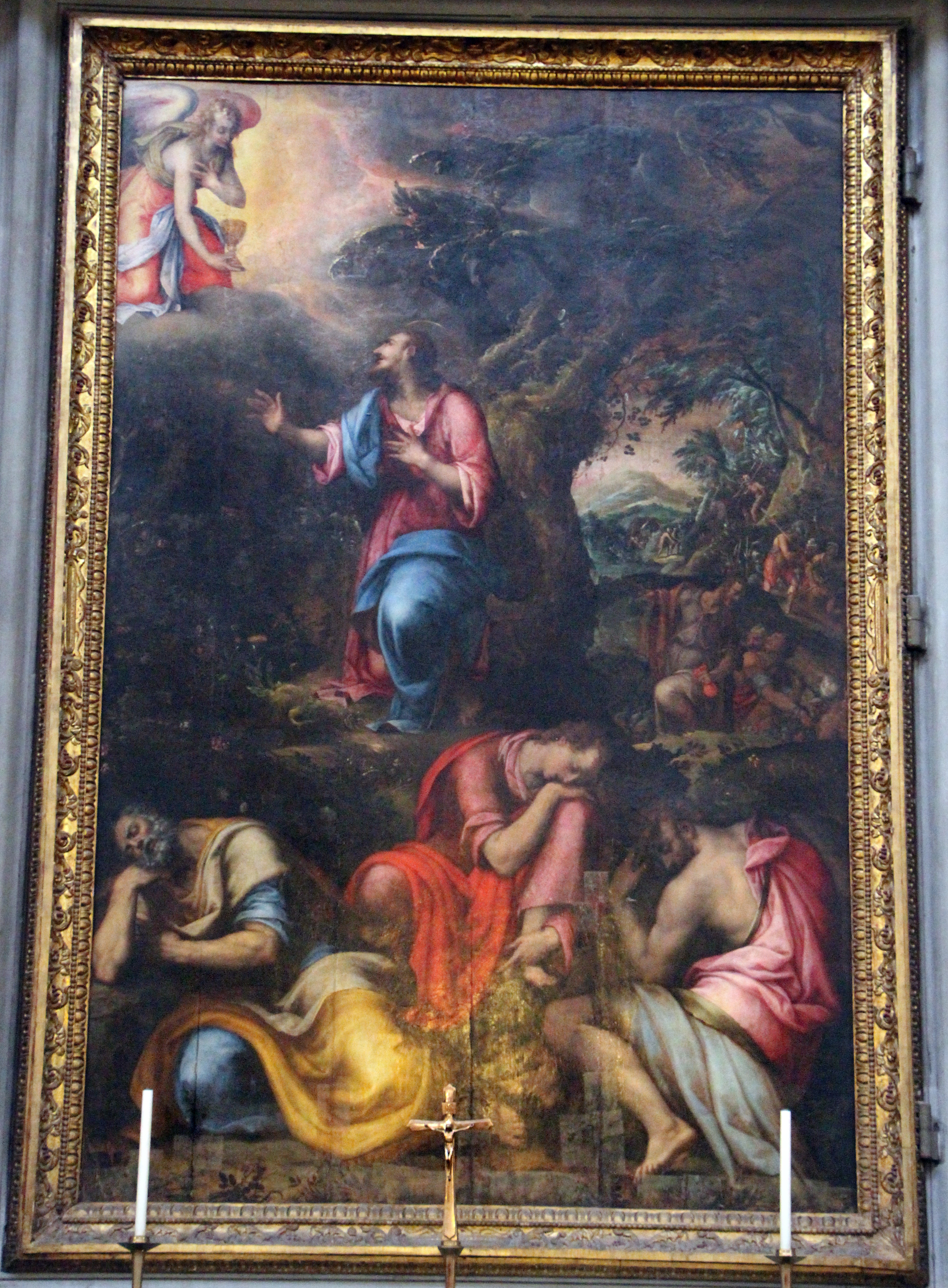
Rugaciunea din Ghetsimani, Andrea del Minga
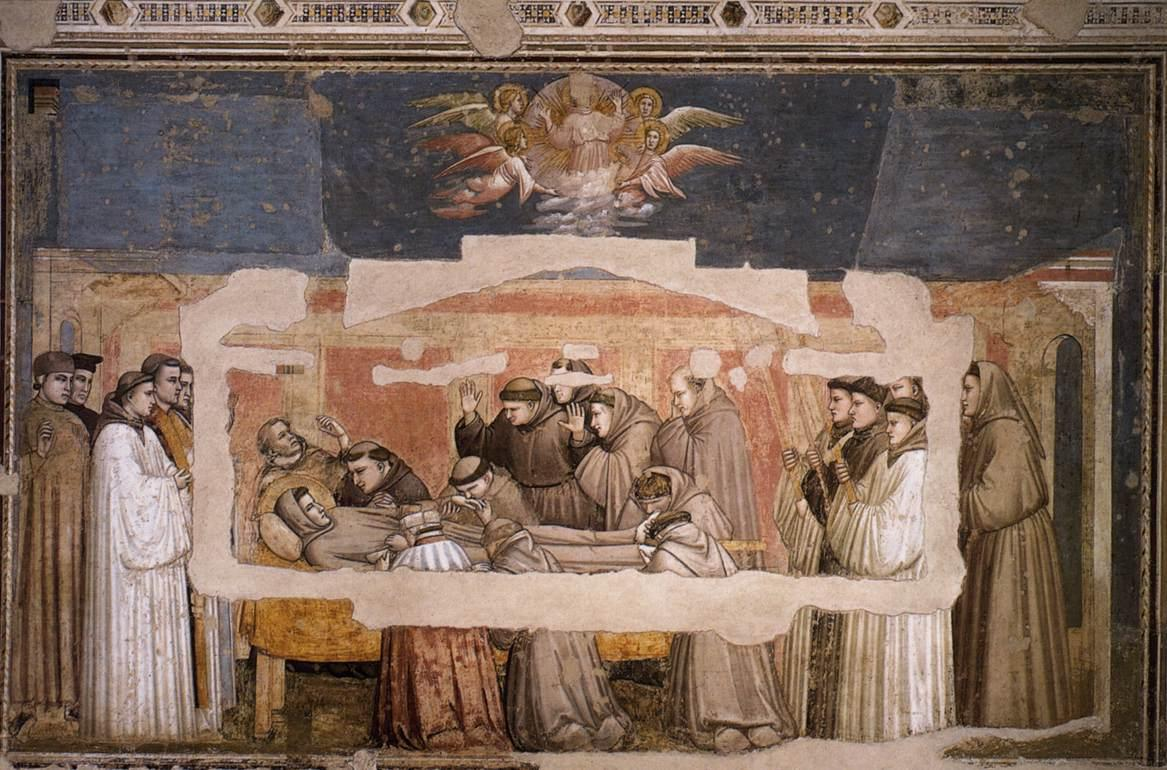
Pictura cu moartea Sfantului Francisc, Giotto di Bondone

Santa Maria Novella, o altă biserică elegantă,a fost construită din 1279 .  Această biserică a fost numită Santa Maria Novella („Nouă”)  deoarece a fost construită pe locul oratoriei Santa Maria delle Vigne din secolul al IX-lea. Când locul a fost atribuit Ordinului dominican în 1221, au decis să construiască o nouă biserică și o  mănăstire alăturata. Biserica a fost proiectată de doi frați dominicani, Fra Sisto Fiorentino și Fra Ristoro da Campi. Construcția  a început la mijlocul secolului al XIII-lea (aproximativ 1276) și a durat 80 de ani, terminându-se sub supravegherea părintelui Iacopo Talenti odată cu finalizarea clopotniței romanice-gotice și a sacristiei. În 1360, o serie de arcade gotice au fost adăugate fațadei; acestea au fost destinate să conțină sarcofage.  Biserica a fost sfințită în 1420. 
La o comandă a bogatului negustor de lână florentin Giovanni di Paolo Rucellai, Leon Battista Alberti a proiectat partea superioară a marmurei verzi încrustate a lui Prato, numită și „serpentino”, și fațada de marmură albă a bisericii (1456–1470). Era deja renumit ca arhitect al Tempio Malatestiano din Rimini, dar și mai mult pentru tratatul său seminal de arhitectură De re aedificatoria. Alberti proiectase, de asemenea, fațada Palatului Rucellai din Florența.Alberti a încercat să aducă idealurile arhitecturii umaniste, proporțională și detaliile de inspirație clasică în design, creând în același timp armonie cu partea medievală deja existentă a fațadei. 
Pictura "Adoratia Magilor"  a fost comandată de bancherul Gaspare di Zanobi del Lama pentru capela familiei sale de pe fațada de la Santa Maria Novella, iar în prezent este expusă la Muzeul Uffizi.  

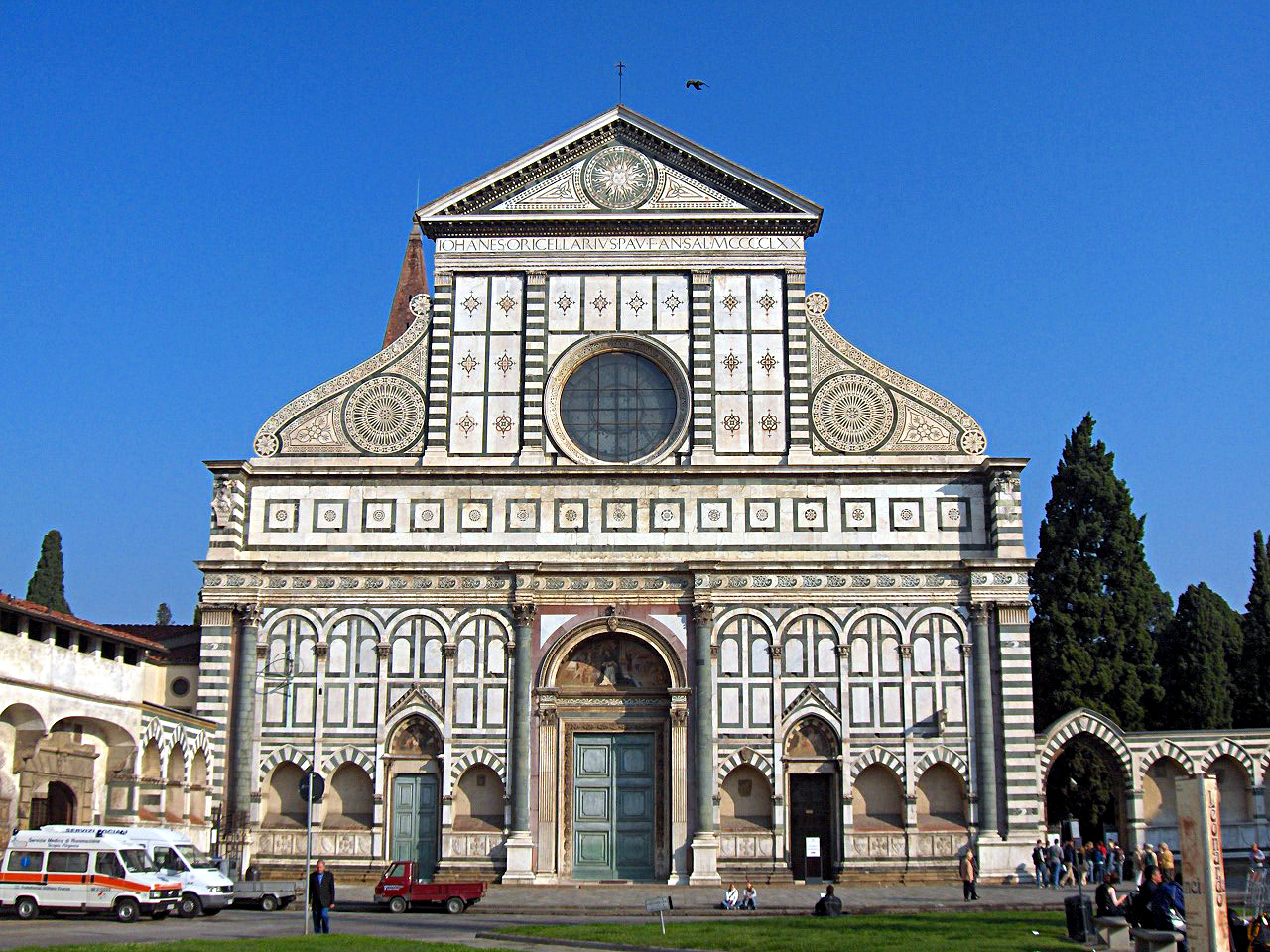
Biserica Sfintii Maria cea Noua
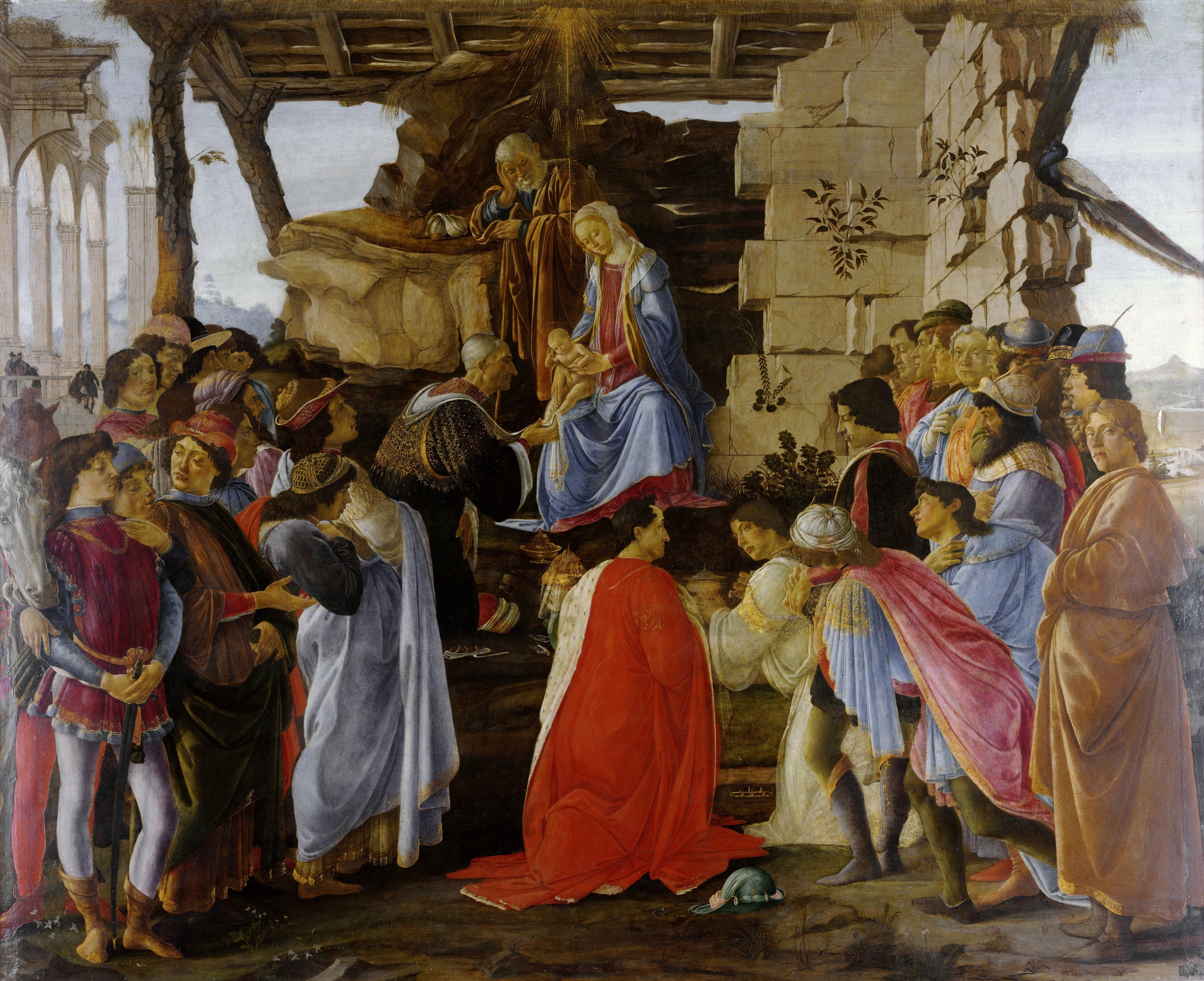
Adoratia Magilor de Sandro Botticelli, expusa acum la Uffizi
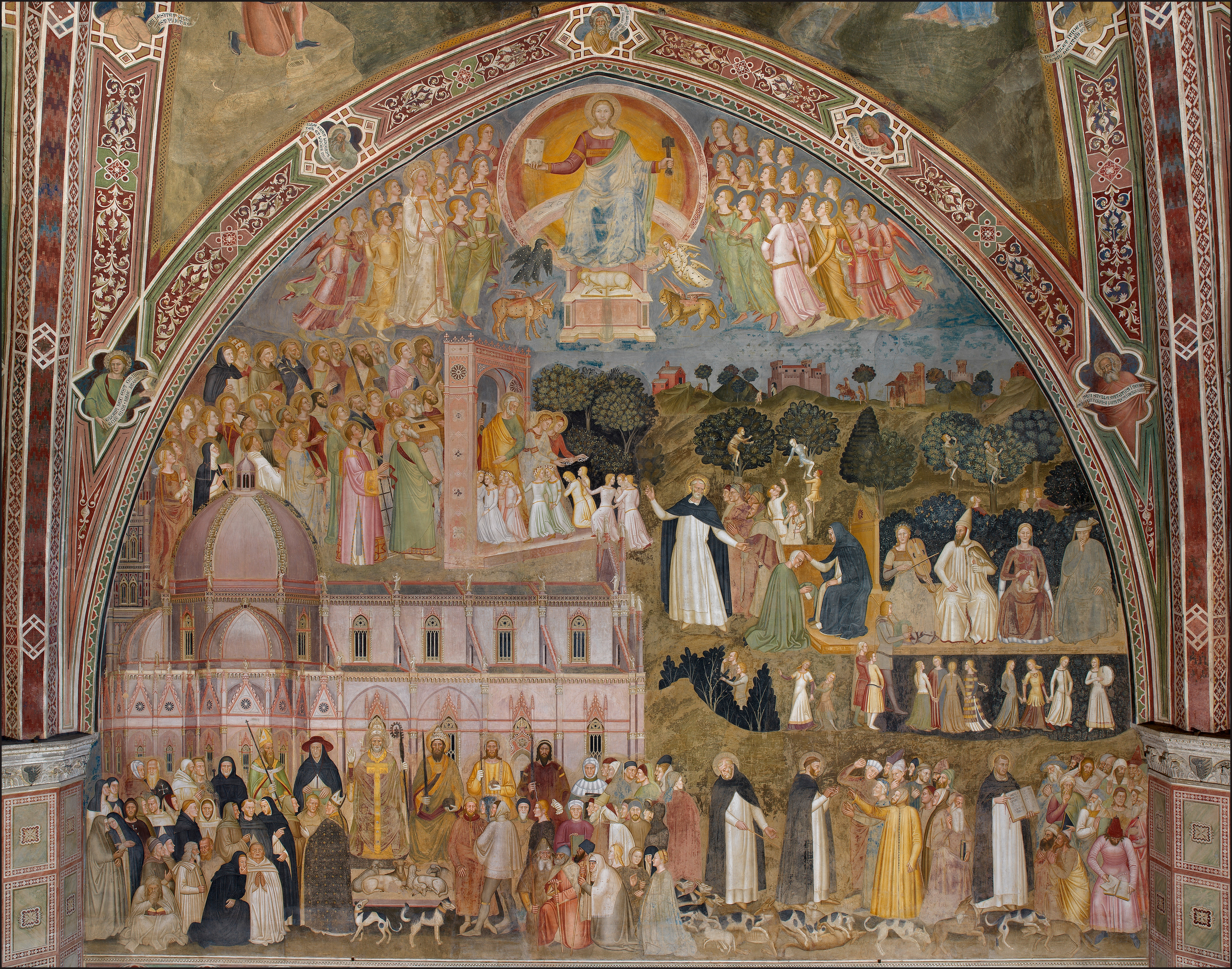
Pictura de Andrea Di Bonaiuto cu mantuirea lumii
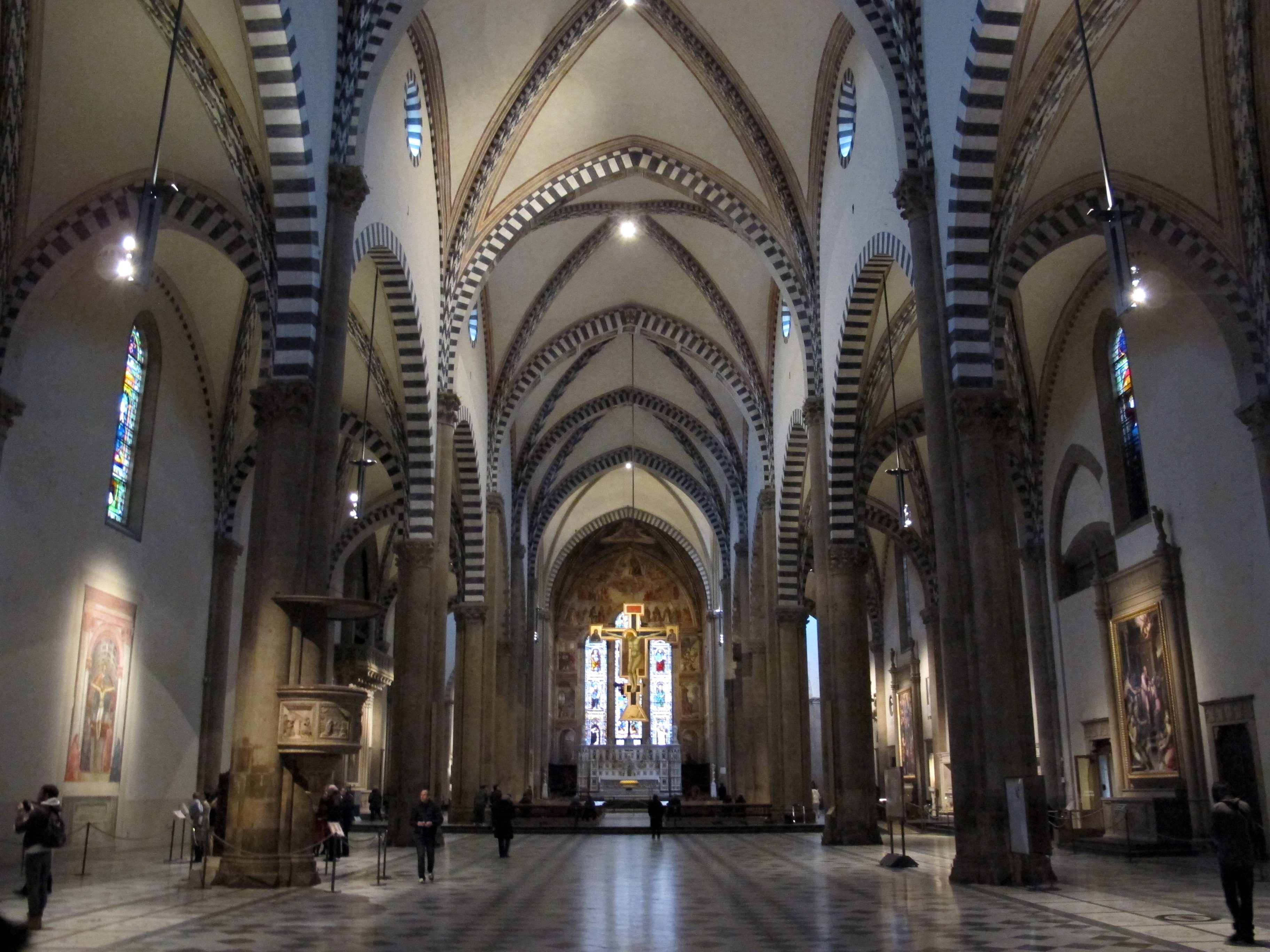
Interiorul bisericii
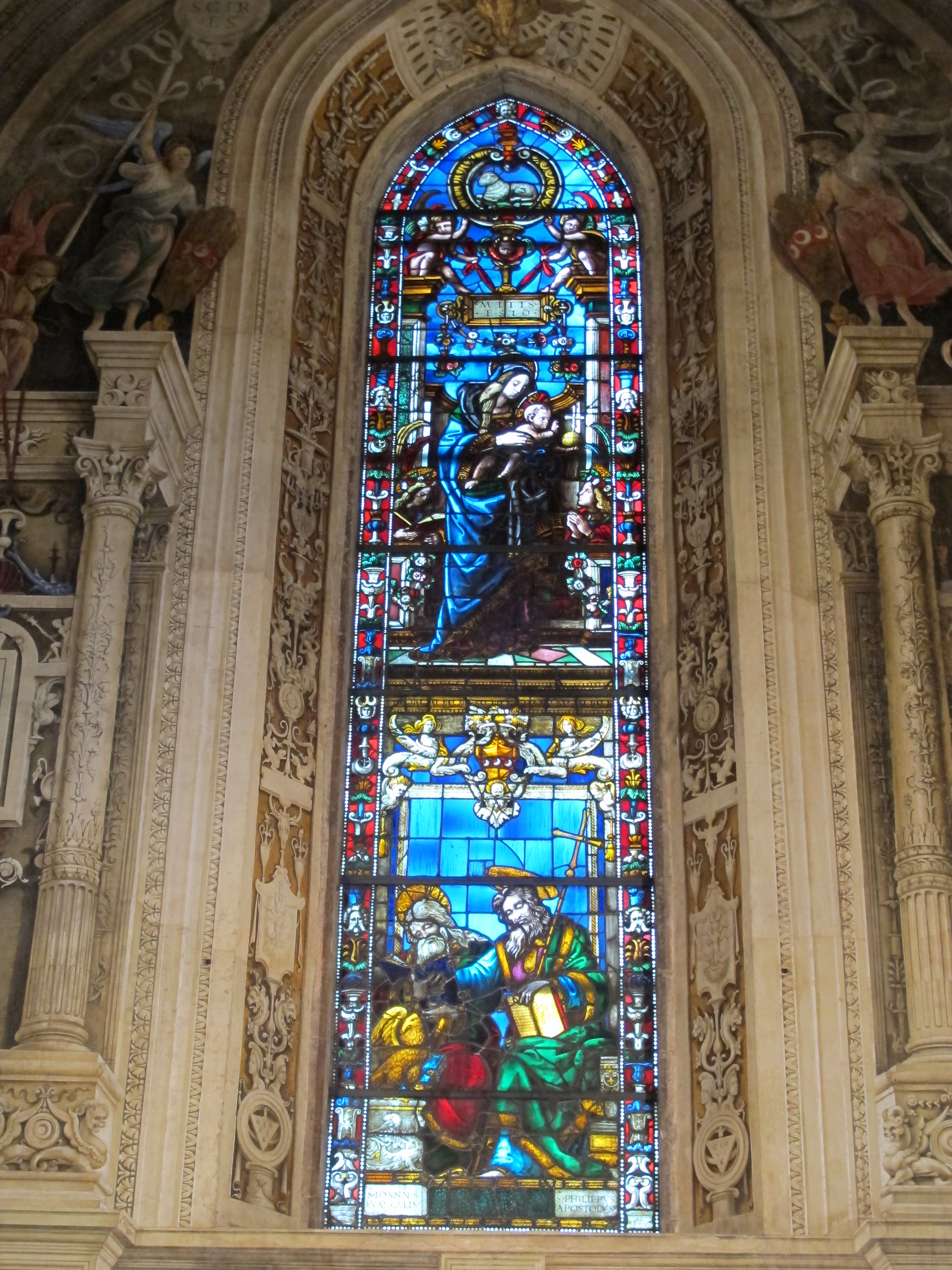
Vitraliu

Cea mai faimoasă construcție din Florența este Catedrala   di Santa Maria del Fiore,   Biserica Sfintei Maria a Florilor, se referă la floarea de liliac, care este simbolul Florenței, sau la însuși numele vechi al orașului, Fiorenza.
Construcția sa a început în 1296, stilul gotic fiind proiectat de Arnolfo di Cambio și a fost finalizată în 1436. Domul distinctiv a fost construit de  Filippo Brunelleschi.
Santa Maria del Fiore a fost construită pe locul celei de-a doua catedrale din Florența dedicată Sfintei Reparata. 
Consiliul municipal a aprobat proiectarea lui Arnolfo di Cambio pentru noua biserică în 1294.  Di Cambio a fost, de asemenea, arhitect al bisericii Santa Croce și al Palatului Vecchio.  El a proiectat trei nave largi care se terminau sub cupola octogonală, cu naosul mijlociu acoperind zona Santa Reparata. Prima piatră a fost pusă la 9 septembrie 1296, de cardinalul Valeriana, primul legat papal trimis vreodată la Florența. Clădirea acestui vast proiect urma să dureze 140 de ani; Planul lui Arnolfo pentru capătul estic, deși menținut în concept, a fost   extins ca dimensiune.
Domul a fost proiectat  într-o frescă de Andrea di Bonaiuto, pictat în anii 1360, înainte de începerea constructiei sale. 
După ce Arnolfo a murit în 1302, lucrările la catedrală au încetinit timp de aproape 50 de ani. Când moaștele Sfântului Zenobiu au fost descoperite în 1330 în Santa Reparata, proiectul a câștigat un nou impuls. În 1331, Arte della Lana, breasla negustorilor de lână, a preluat patronajul pentru construcția catedralei și în 1334 l-a numit pe Giotto să supravegheze lucrările. Asistat de Andrea Pisano, Giotto a continuat proiectarea lui di Cambio. Realizarea sa majoră a fost construirea campanilului. Când Giotto a murit la 8 ianuarie 1337, Andrea Pisano a continuat clădirea până când lucrările au fost oprite din cauza epidemiei de ciuma bubonica  în 1348.
În 1349, lucrările la catedrală au fost reluate sub o serie de arhitecți, începând cu Francesco Talenti, care a terminat campanila și a extins proiectul general pentru a include absida și capelele laterale. În 1359, Talenti a fost succedat de Giovanni di Lapo Ghini (1360–1369) care a împărțit naosul central în patru golfuri pătrate. Alți arhitecți au fost Alberto Arnoldi, Giovanni d'Ambrogio, Neri di Fioravante și Andrea Orcagna. Până în 1375, vechea biserică Santa Reparata a fost doborâtă. Naosul a fost terminat până în 1380 și doar cupola a rămas incompletă până în 1418.
La 19 august 1418, Arte della Lana a anunțat un concurs de proiectare arhitecturală pentru ridicarea domului lui Neri. Cei doi principalii concurenți au fost doi maeștri aurari, Lorenzo Ghiberti și Filippo Brunelleschi, ultimul fiind susținut de Cosimo de Medici. Ghiberti a fost câștigătorul unui concurs pentru o pereche de uși de bronz pentru Baptisteriu în 1401, iar competiția de-a lungul vieții dintre cei doi a rămas puternică. Brunelleschi a câștigat și a primit comisia.  
Ghiberti, numit coadjutor, a obținut un salariu egal cu cel al lui Brunelleschi și, deși niciunul dintre ei nu a primit premiul anunțat de 200 de florini, i s-a promis un credit egal, deși și-a petrecut cea mai mare parte a timpului în alte proiecte. Când Brunelleschi s-a îmbolnăvit , proiectul a fost pentru scurt timp  în mâinile lui Ghiberti. Dar Ghiberti a trebuit să recunoască în curând că întregul proiect îl depășea. În 1423, Brunelleschi a revenit la conducere și a preluat responsabilitatea exclusivă. 
Lucrările la cupolă au început în 1420 și s-au încheiat în 1436. Catedrala a fost sfințită de papa Eugen al IV-lea la 25 martie 1436 (prima zi a anului conform calendarului florentin). A fost prima cupolă „octogonală” din istorie care a fost construită fără un cadru temporar de susținere din lemn. A fost unul dintre cele mai impresionante proiecte ale Renașterii. În timpul sfințirii din 1436, a fost interpretat motetul lui Guillaume Dufay - Nuper rosarum flores.
Decorarea exteriorului catedralei, începută în secolul al XIV-lea, nu a fost finalizată decât în 1887, când fațada de marmură policromă a fost completată cu designul lui Emilio De Fabris. 

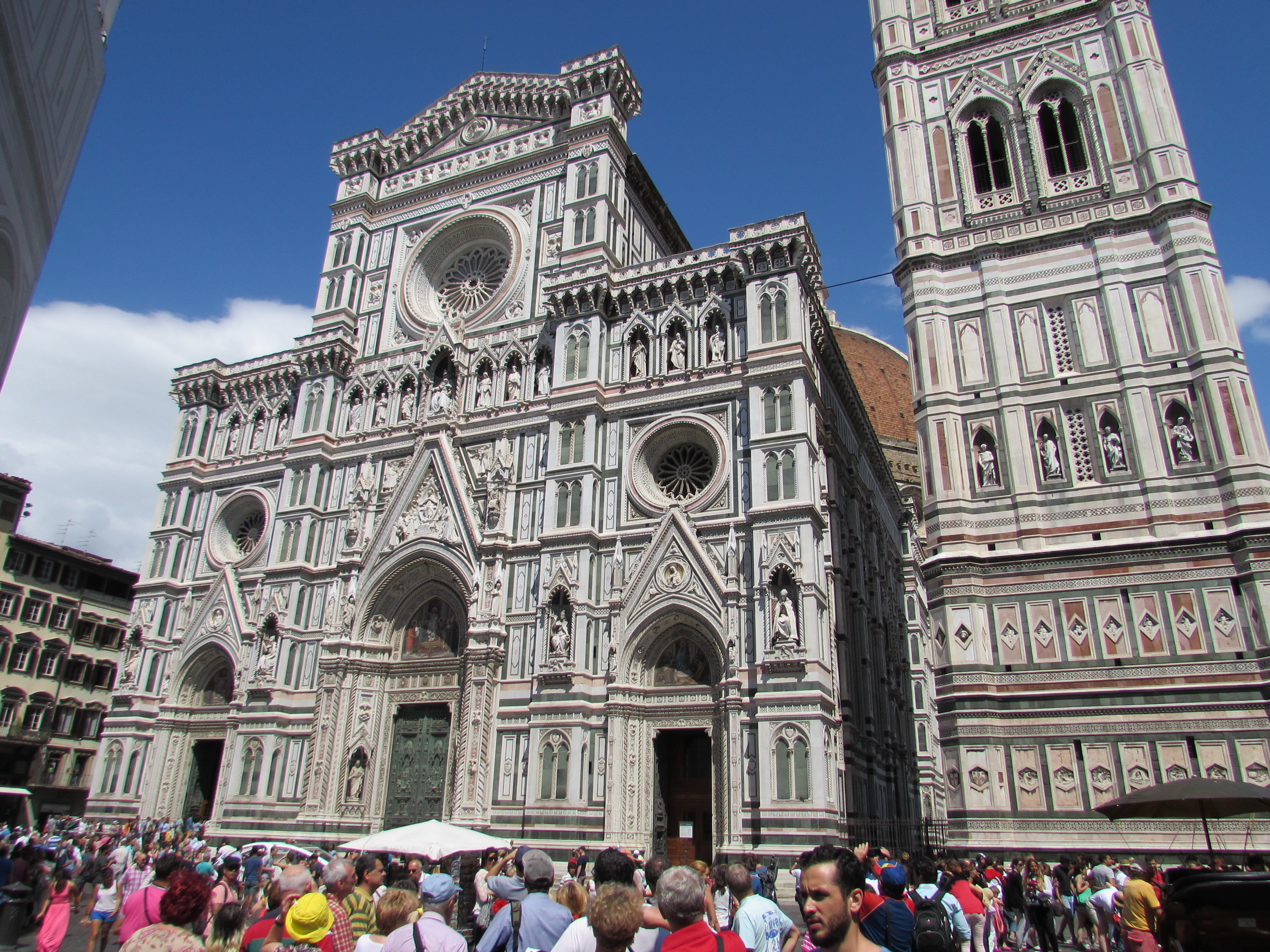
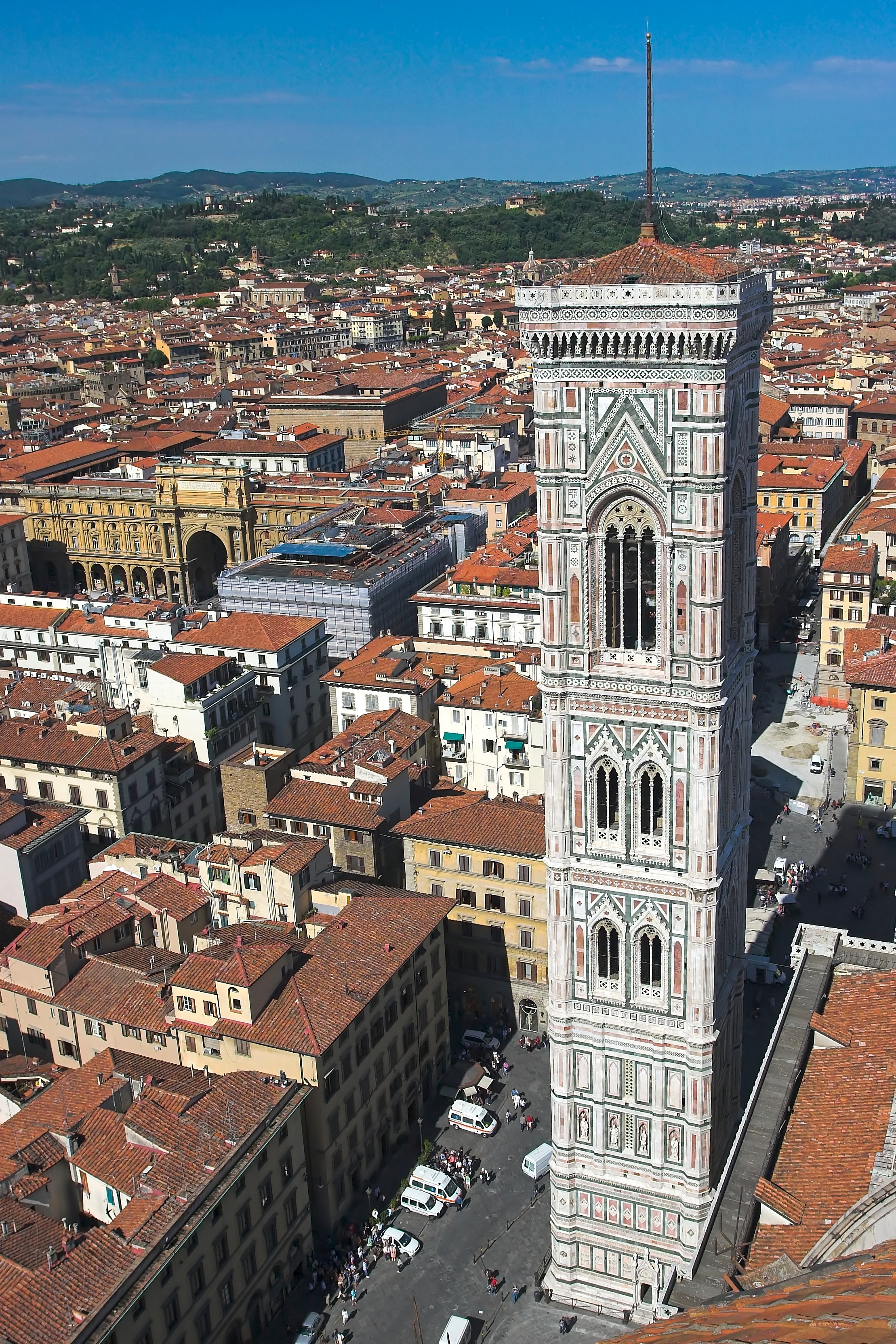
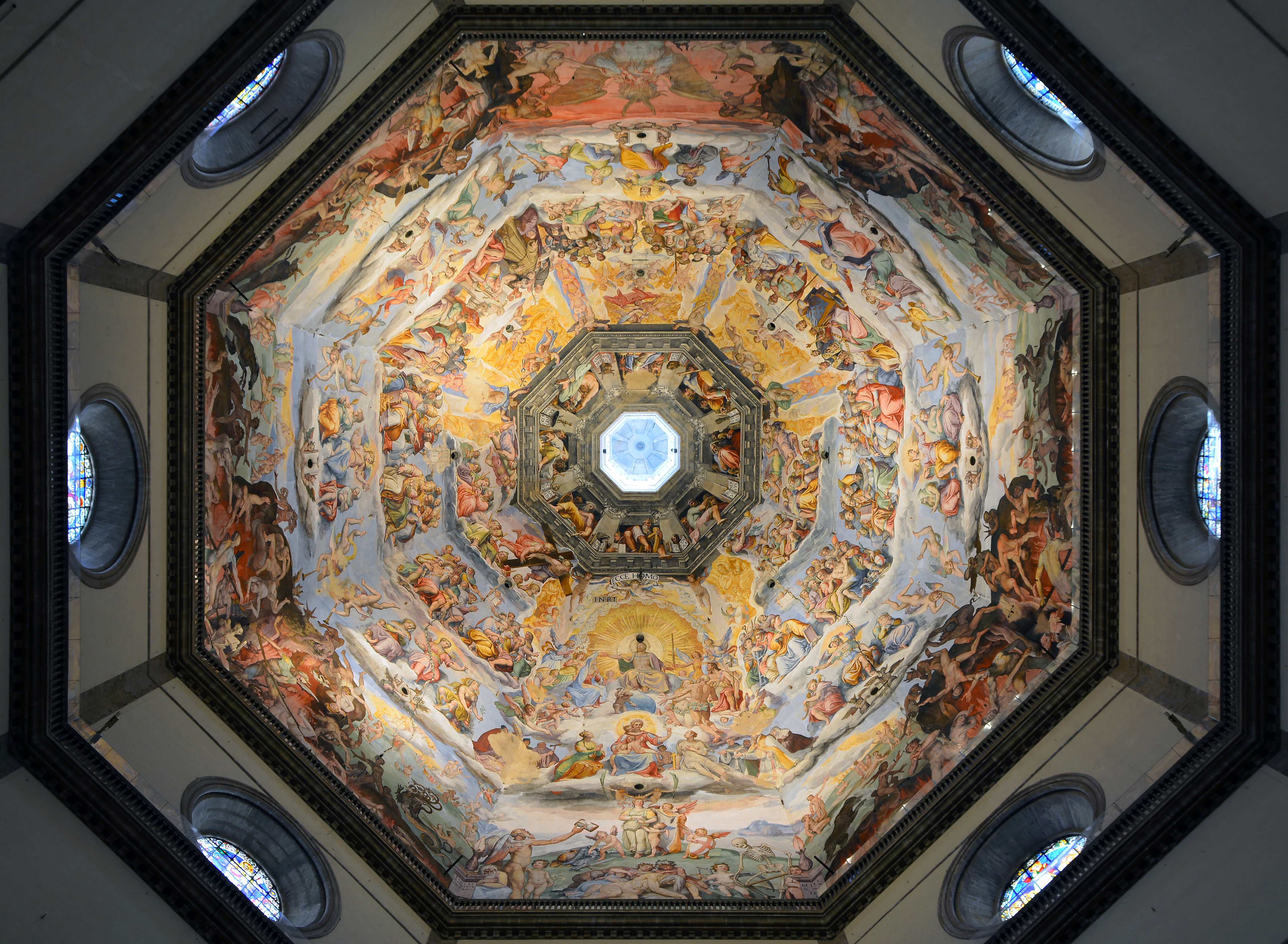
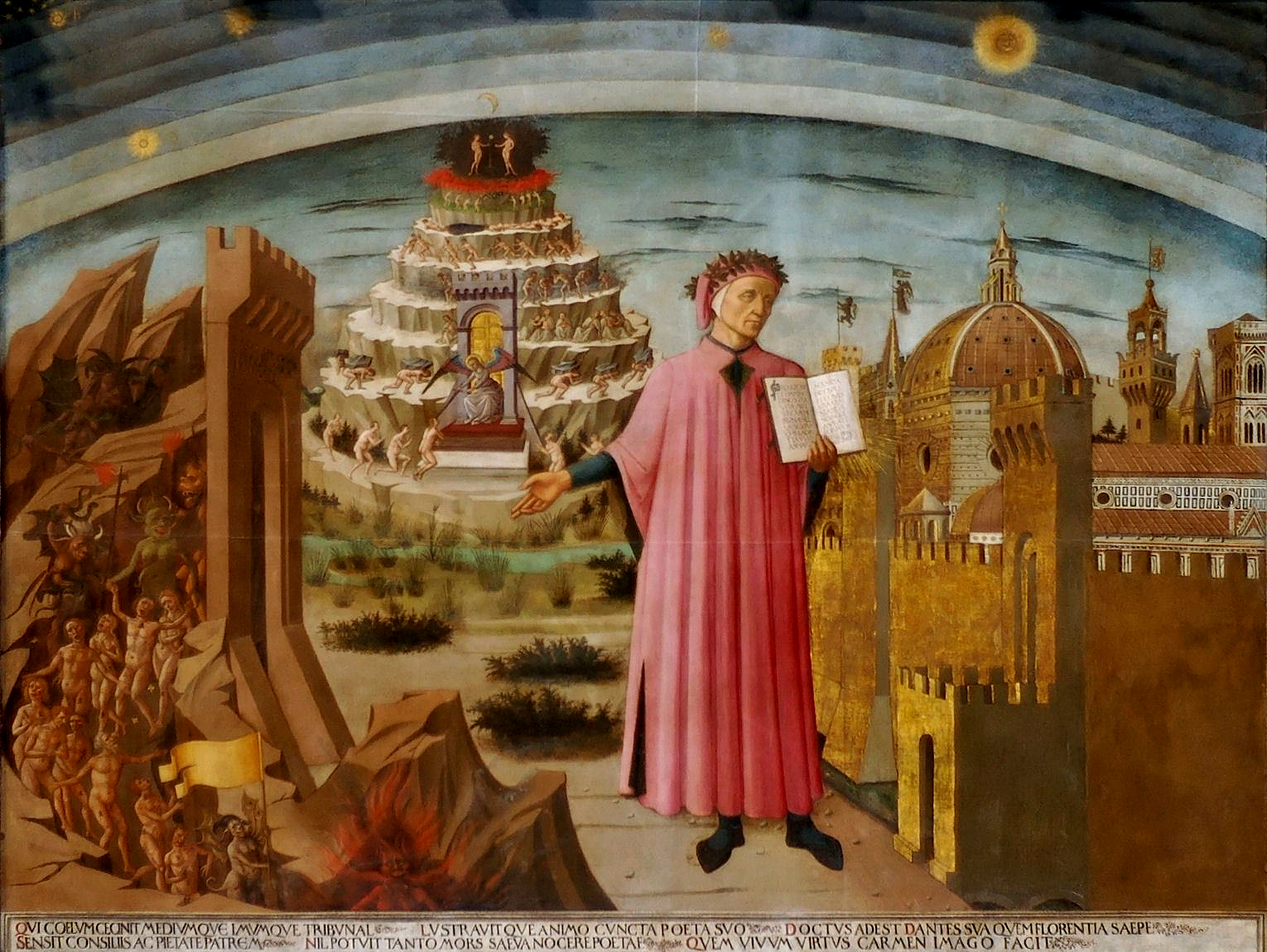
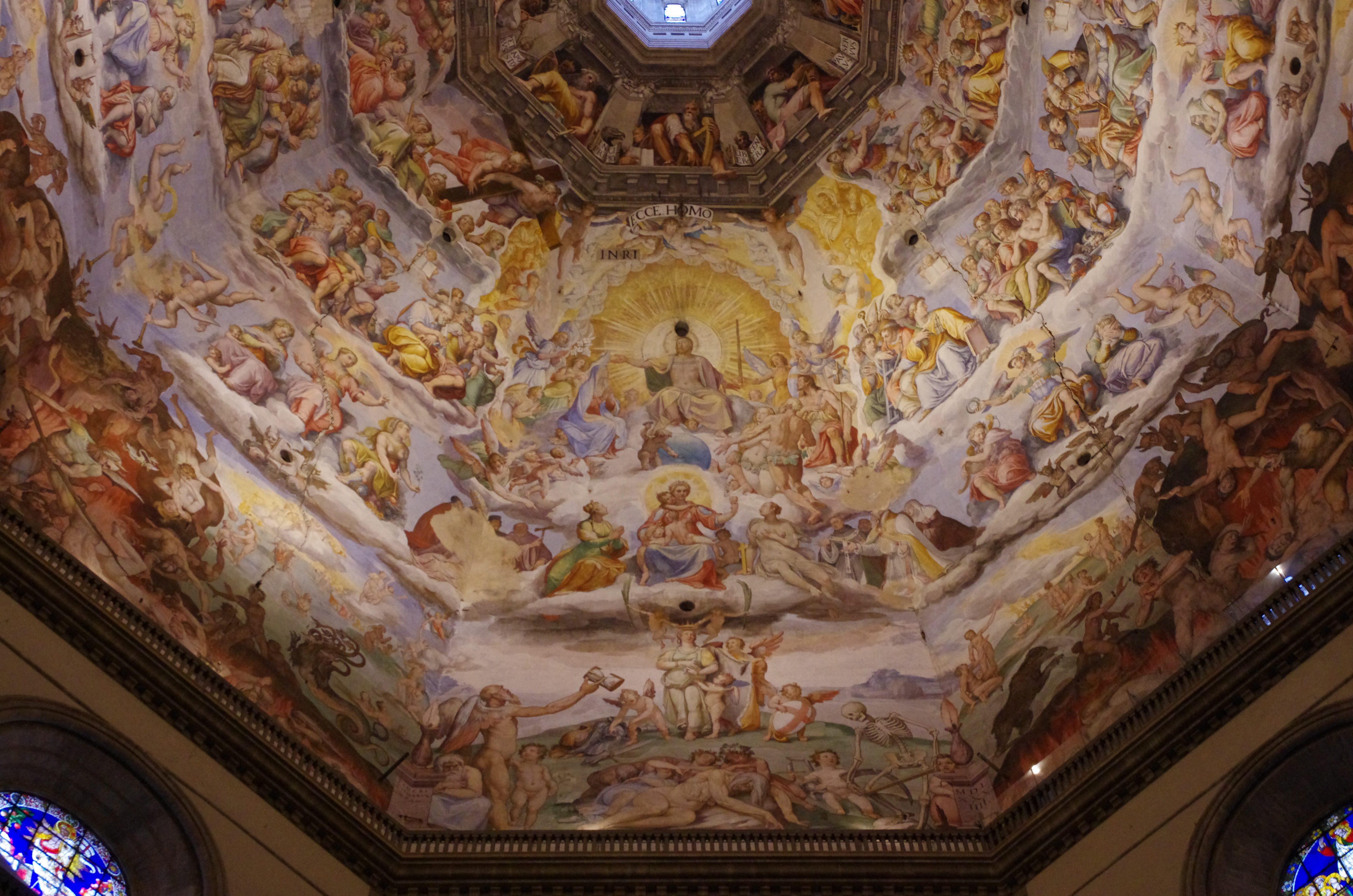

### Fanatismul religios anti-Renaștere: "Arderea vanităților"

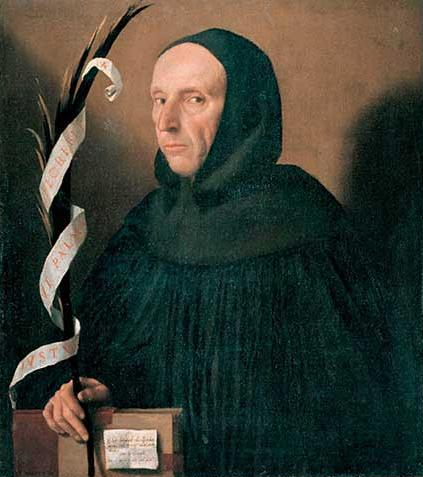
Girolamo Savonarola

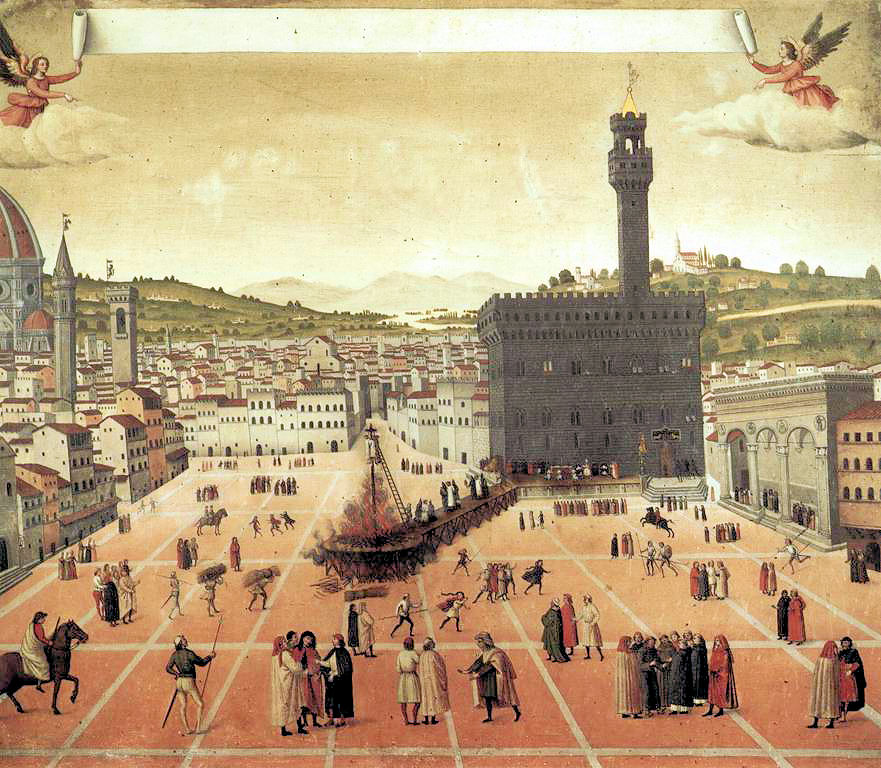
Executia lui Girolamo Savonarola

Girolamo Savonarola  a fost un calugar italian dominican din Ferrara și predicator activ în Florența in perioada Renașterii. El a fost cunoscut pentru profețiile sale de glorie civică, distrugerea artei și  a  culturii seculare și a cererilor sale de reformare creștină. El a denunțat corupția clericală, stăpânirea despotică și exploatarea săracilor. A  profețit venirea unui potop biblic și a unui nou Cir din nord care va reforma Biserica.
În septembrie 1494, când Carol al VIII-lea al Franței a invadat Italia și a amenințat Florența,  profețiile apocalipsei păreau în pragul împlinirii. În timp ce călugărul Savonarola a intervenit cu regele francez, florentinii au expulzat familia conducătoare Medici  și, la îndemnul călugărului, au stabilit o republică „populară”. Declarând că Florența va fi Noul Ierusalim, centrul mondial al creștinismului și „mai bogat, mai puternic, mai glorios ca niciodată”,   a instituit o campanie puritanică extremă, recurgând la ajutorul activ al tinerilor florentini. Accentul acestei distrugeri a fost pus pe obiecte care ar putea tenta pe cineva să păcătuiască, inclusiv obiecte de vanitate precum oglinzi, cosmetice, rochii fine, cărți de joc și instrumente muzicale. Alte ținte includeau cărți pe care Savonarola le considera imorale (cum ar fi lucrările lui Boccaccio), manuscrise ale cântecelor seculare și lucrări de artă, inclusiv picturi și sculpturi.
În 1495, când Florența a refuzat să se alăture Ligii Sfinte a Papei Alexandru al VI-lea împotriva francezilor, Vaticanul l-a chemat pe Savonarola la Roma. El s-a nesupus și l-a sfidat în continuare pe  papa, predicând sub interdicție, subliniind campania sa de reformă cu procesiuni, arderea cartilor, pieselor de teatru si picturilor. În represalii, papa l-a excomunicat în mai 1497 și a amenințat că va pune Florența sub asediu. Un predicator rival florentin în aprilie 1498 a propus un proces prin care Savonarola sa-i fie testata divinitatea prin ardere. Opinia populară s-a întors împotriva lui. Savonarola și doi dintre frații săi  au fost închiși. La 23 mai 1498, autoritățile bisericești și civile i-au condamnat, spânzurat și ars pe rug pe cei trei frați din piața principală din Florența.
Adeptii lui Savonarola, Piagnonii, și-au păstrat vii cauza libertății republicane și a reformei religioase până în secolul următor, deși medicii - readuți la putere în 1512 cu ajutorul papalității - au  stopat în cele din urmă mișcarea. Unii protestanți consideră că Savonarola a fost un precursor vital al Reformei.

## Republica Veneției

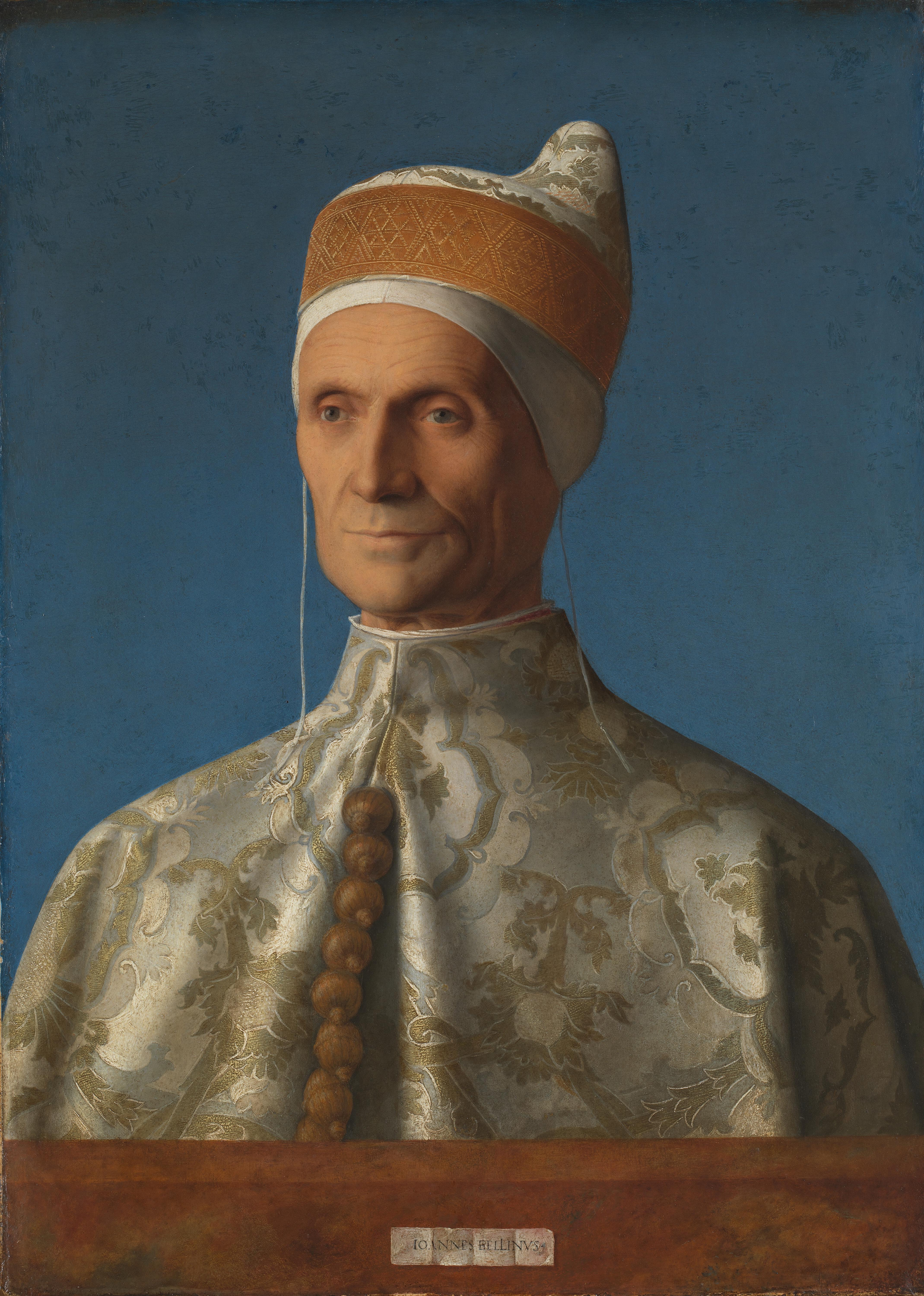
Portretul Dogelui Venetiei, Leonardo Loredan - portret pictat de Giovanni Bellini

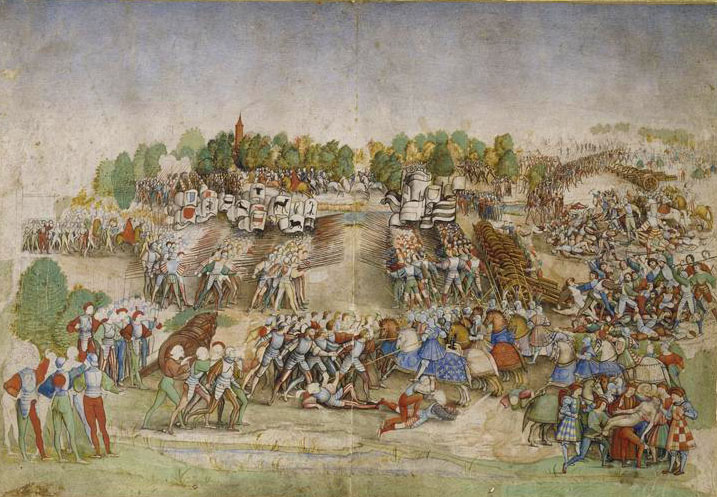
Batalia de la Marignano

Republica Veneției, cunoscută și ca "La Senerissima, a fost un oraș-stat suveran și o republică maritimă din nordul Italiei de azi, centrată pe comunitățile lagune. S-a dezvoltat ca o putere comercială, incorporand teritorii din Croația, Slovenia, Muntenegru , Grecia, Albania și Ciprul de azi și a devenit o mare putere culturală în timpul Renașterii.
Ca regim de guvernământ, era o talasocrație și avea supremație în Marea Mediteranǎ, unicul ei rival fiind Imperiul Otoman.  
Avea cea mai dezvoltată și bogată clasa de comercianți, care patronau arta și arhitectura, negustorii venețieni fiind finanțatori influenți în Europa ai războaielor și monarhiilor.  Orașul este de altfel și locul de naștere al marilor exploratori ca Marco Polo.  
Republica era condusă de un Doge, care era ales din membrii Marelui Consiliu al Veneției, un parlament al orașului-stat , și care conducea pe viață.  Clasa conducătoare era o oligarhie de negustori și aristocrați. Veneția și alte republici maritime italiene au jucat un rol cheie în apariția capitalismului. 

Cele mai influente  familii nobiliare din Veneția  care aveau acces la funcția de Doge în perioada renașterii erau Mocenigo și Barbarigo.   
Nu erau atât de puternici și autoritari, fiind sub inflența grupărilor de interese ale altor nobili puternici și corupți, și erau mereu în pericol.
Despre Giovanni Mocenigo s-a speculat că a fost otrăvit, iar Marco Barbarigo a condus doar un an, din 1485 până în 1486, fiind omorât într-o dispută dintre nobili cu fratele sau Agostino. Agostino Barbarigo, care a devenit doge, a  întâmpinat dificultăți cu otomanii sub domnia sultanului Baiazid al II-lea,  care i-au  arestat pe toți  negustorii venețieni din Istanbul, iar trupele bosniece au invadat Dalmația și Zara, posesiuni venețiene, iar în cele din urmă, republica a suferit o grea înfrângere în bătălia navală de la Zonchio, pierzând bazele de la Lepanto, Modone și Corone, oprind corăbiile venețiene să mai navigheze până în Levant.   Dar a avut și realizări  , reușind să creeze o coaliție italiană împotriva Franței lui Carol al VIII-lea, și obținând fortărețele de la Romagna și anexand insula Ciprului.  
A finalizat construirea turnului cu ceas din Piazza San Marco.  
Cel mai notabil a fost Leonardo Loredan care a condus Veneția din 1501 până în 1521 . Acesta  a dus un război cu otomanii din 1499 până în 1503. A pierdut războiul și costurile au fost devastatoare, Veneția ajungând să plătească tribut anual Imperiului Otoman. 
Pentru Veneția, în general, relațiile comerciale cu Imperiul Otoman i-au fost favorabile, dispunând de o flotă de corăbii și buni negociatori, achiziționând mirodenii din India prin intermediarii otomani și mameluci.  Otomanii vindeau grâu, condimente, mătase brută, bumbac și cenușă (pentru fabricarea sticlei) venețienilor, în timp ce Veneția le oferea otomanilor produse finite precum săpun, hârtie și textile.
Un alt mare război desfășurat în perioada  conducerii sale a fost cel cu Statele Papale conduse de Papa Iulius al II-lea  și Liga de la Cambrai , taberele fiind deseori schimbate. Papa a excomunicat întreaga republică și a avut pretenții teritoriale privind orașele porturi de pe coasta Adriatică și să plătească tribut anual.  Veneția a refuzat să predea orașele respective și în 1508, Papa a alcătuit Liga de la  Cambrai (Franța, Spania, Sfântul Imperiu Roman și ducatul de Ferrara).     Până la urmă, Franța sub regele Francis  I  s-a alăturat Veneției. În 1515, la Marignano, Franța și Veneția au obținut o victorie importantă împotriva forțelor Milanului și Elveției. Milano a fost ocupat de trupele franceze.   Războiul a fost  încheiat prin tratatele la Noyon și Bruxelles. 
În 1509,    o flota portugheză a bătut flota otomano-mamelucă la Diu,   ceea ce a dus la prăbușirea profitabilității condimentelor din India, fiind cumpărate de venețieni prin mamelucii din Egipt și având monopol asupra pieței.  Portugalia devenea noua putere maritimă.  
Andrea Gritti, care a devenit doge după moartea lui Leonardo Loredan, a încheiat oficial războaiele  italiene printr-un tratat cu împăratul Carol al V-lea, Veneția căpătând statutul de republică neutră, regatele vestice îndreptându-și atenția spre expansiunea otomană din timpul sultanului Suleiman Magnificul.
Veneția s-a afirmat pe mapamond datorită grandoarei sale monumentaliste încă din evul mediu, afișată prin  Biserica Sfântului Marcu, construită în 1084 după stil bizantin  cu ornamente, fresce, decorațiuni din aur și mozaicuri irezistibile; Turnul cu Clopot al Sfântului Marcu/Campanila San Marco finalizat în 1514,  Turnul cu Ceas al Sfântului Marcu cu decorațiuni zodiacale, construit în secolele XV-XVI, sau biserica cu  turnul cu ceas San Giacomo construit prin anul 421 ; Palatul Dogelui construit în 1340; obiecte numeroase de artă, podurile ca Ponte di Rialto și canalele navigabile cu gondole.  Dar cel mai valoros obiect este  mormântul Sfântului Evanghelist Marcu, patronul orașului ce ar conține osemintele sale furate de negustori venețieni din Alexandria în 828, iar găzduirea moaștelor sale a conferit popularitate orașului,  îmbogățindu-se din pelerinajele la moaștele   Sfântului Marcu, "furate" din Alexandria. 
Veneția, ca oraș din Italia, și în ziua de azi poartă ca emblemă și drapel "Leul Sfântului Marcu".

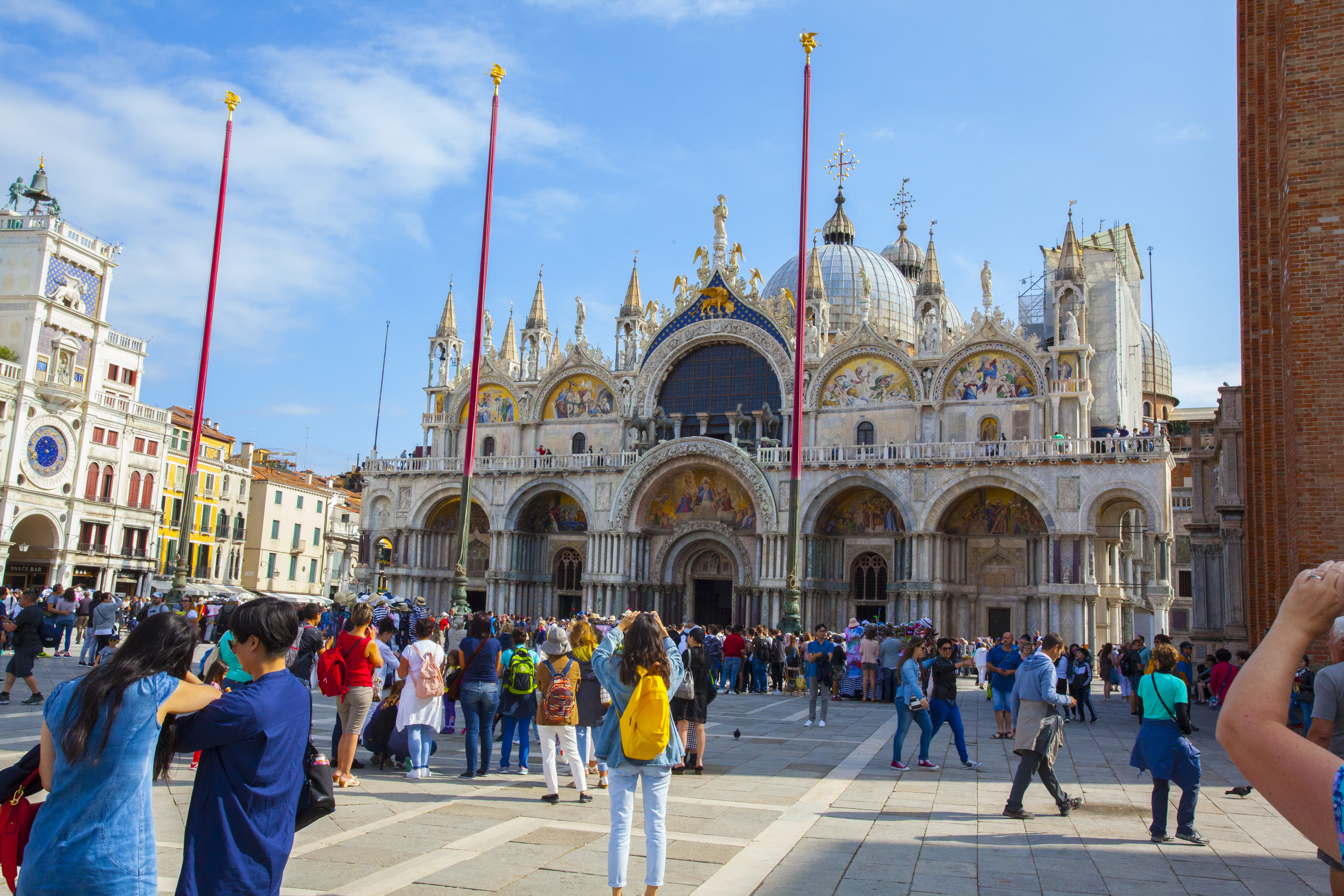
Basilica Sfantului Marcu
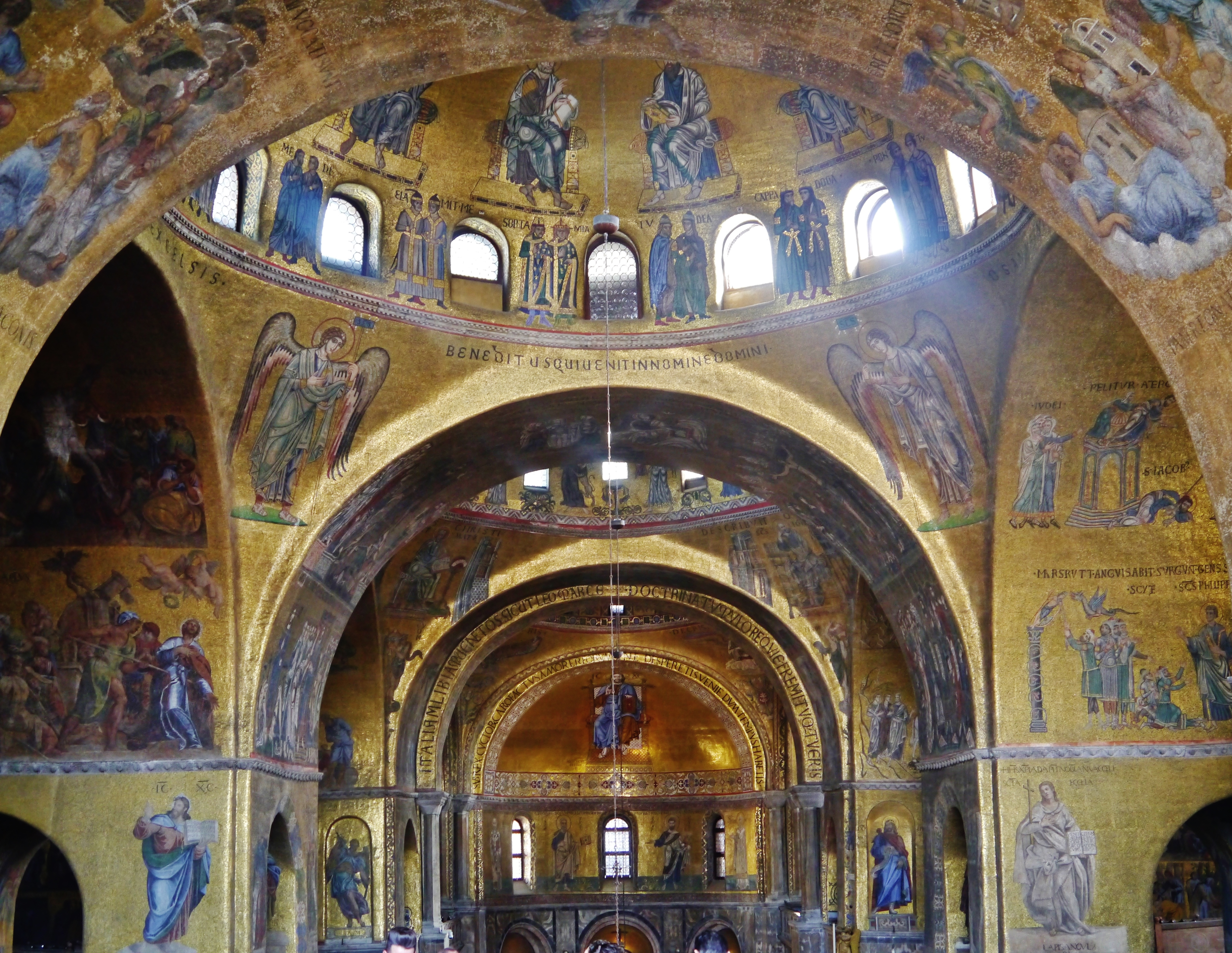
Interiorul bisericii
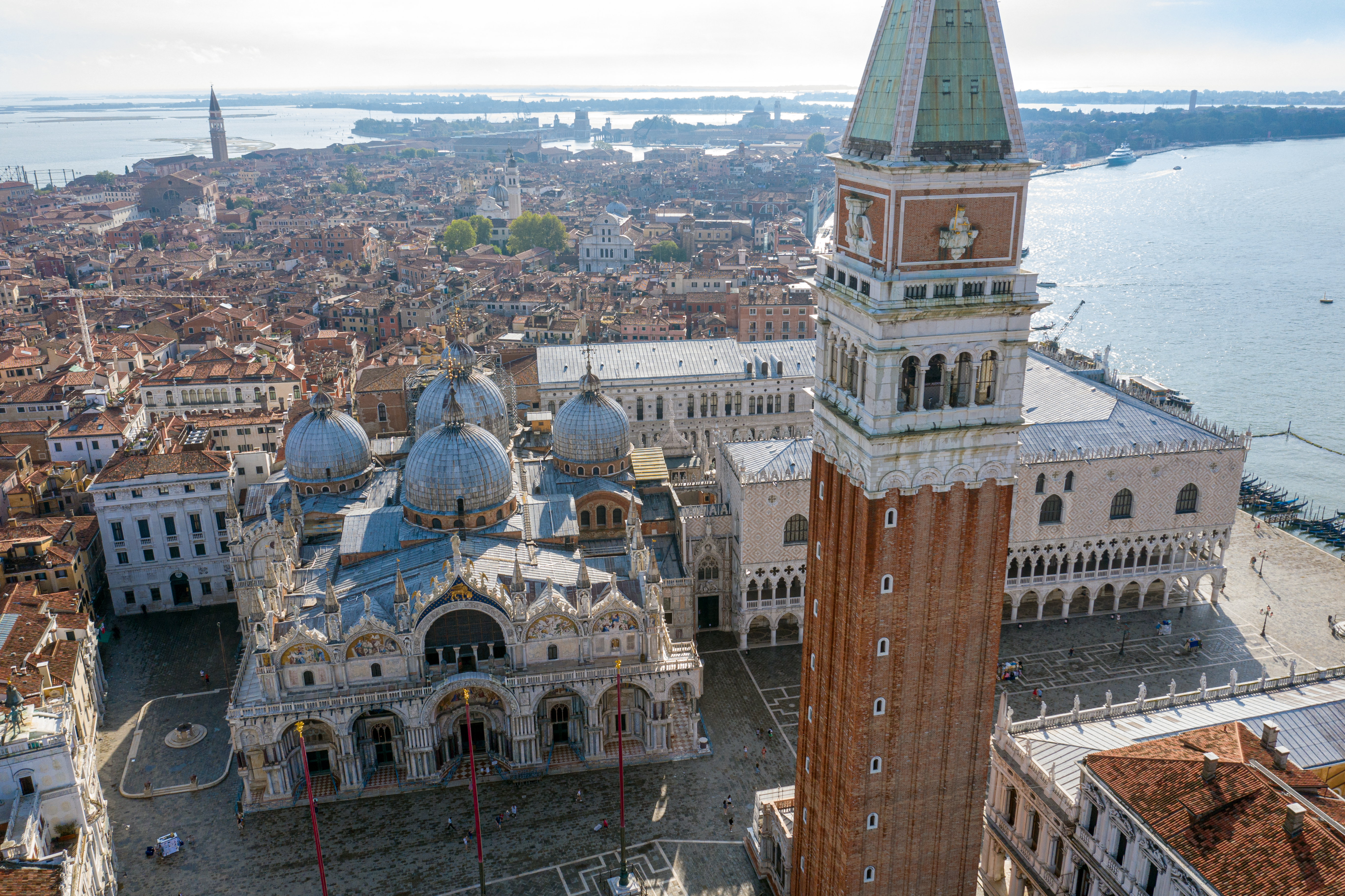
Campanila San Marco
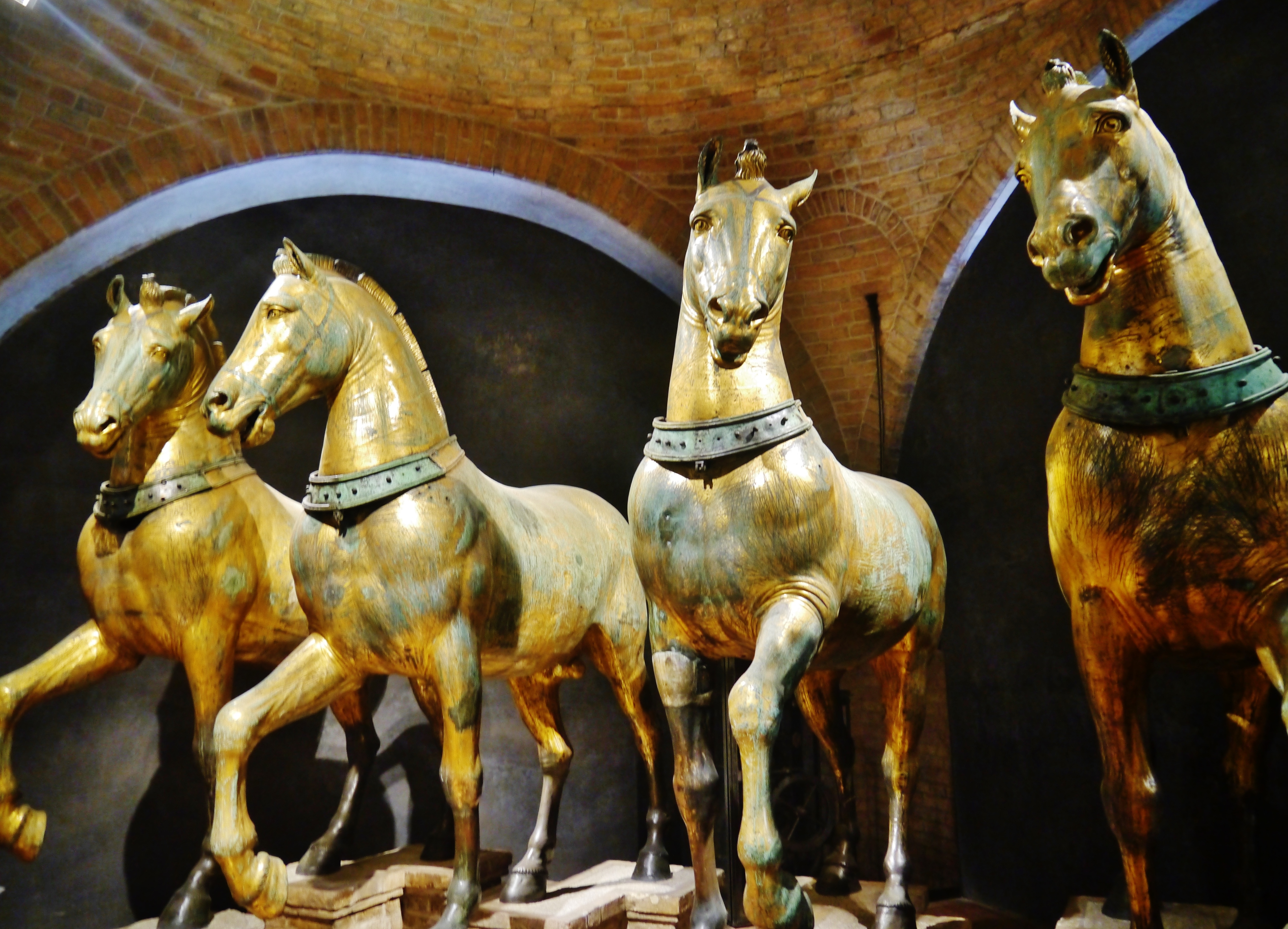
Quadriga din Basilica Sf.Marcu
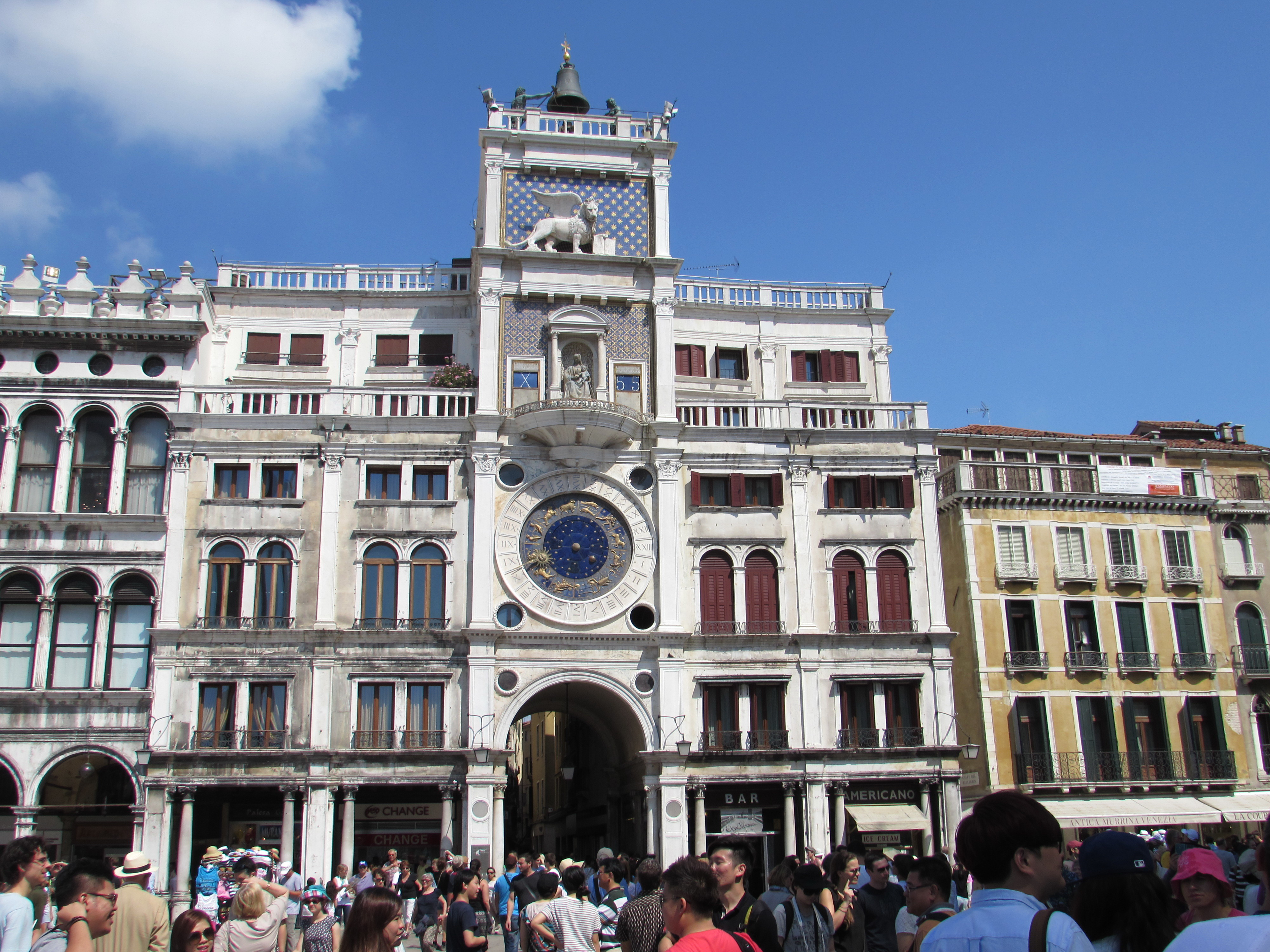
Orologiul din Venetia din Piazza San Marco
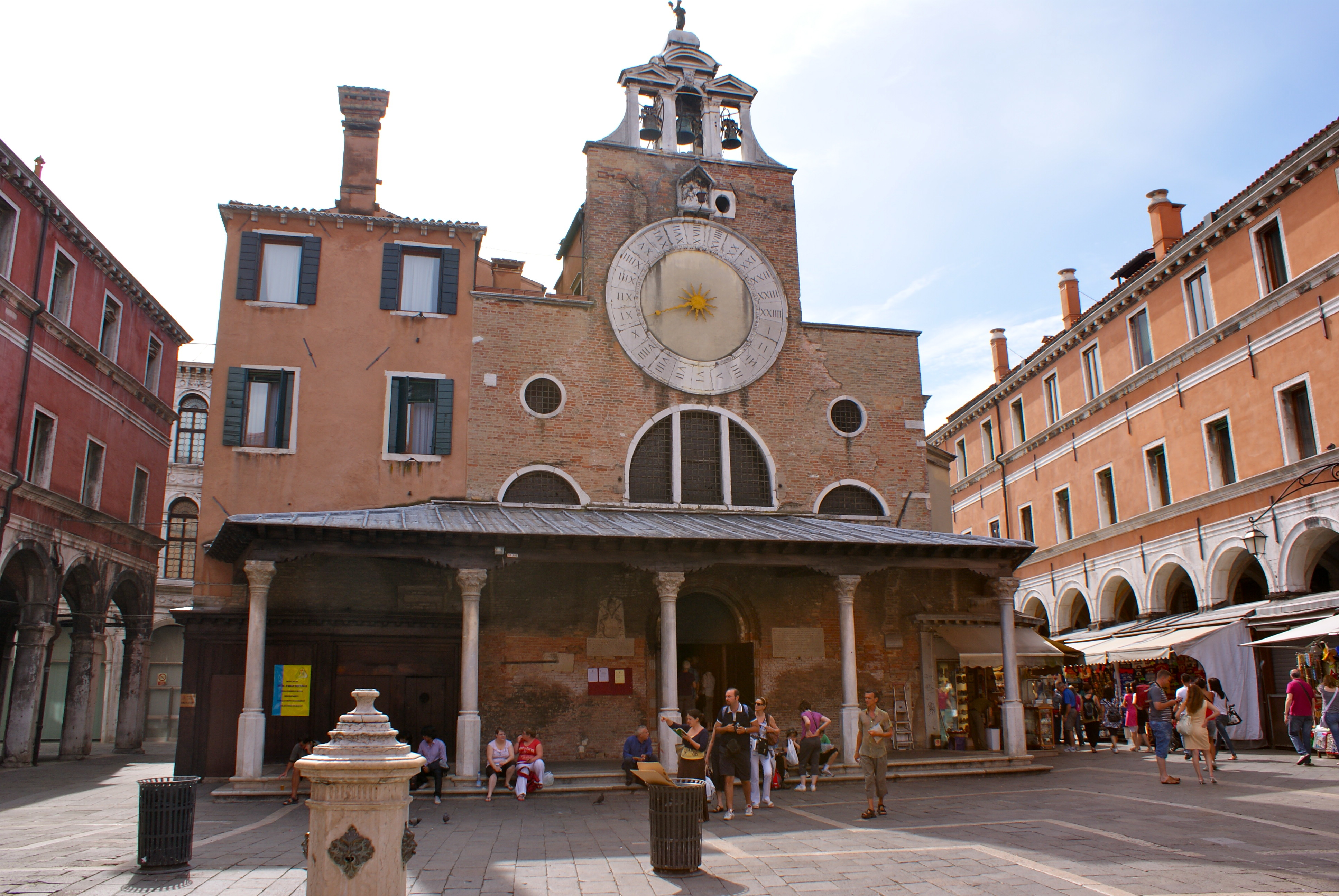
Cel mai vechi turn cu ceas, San Giacomo
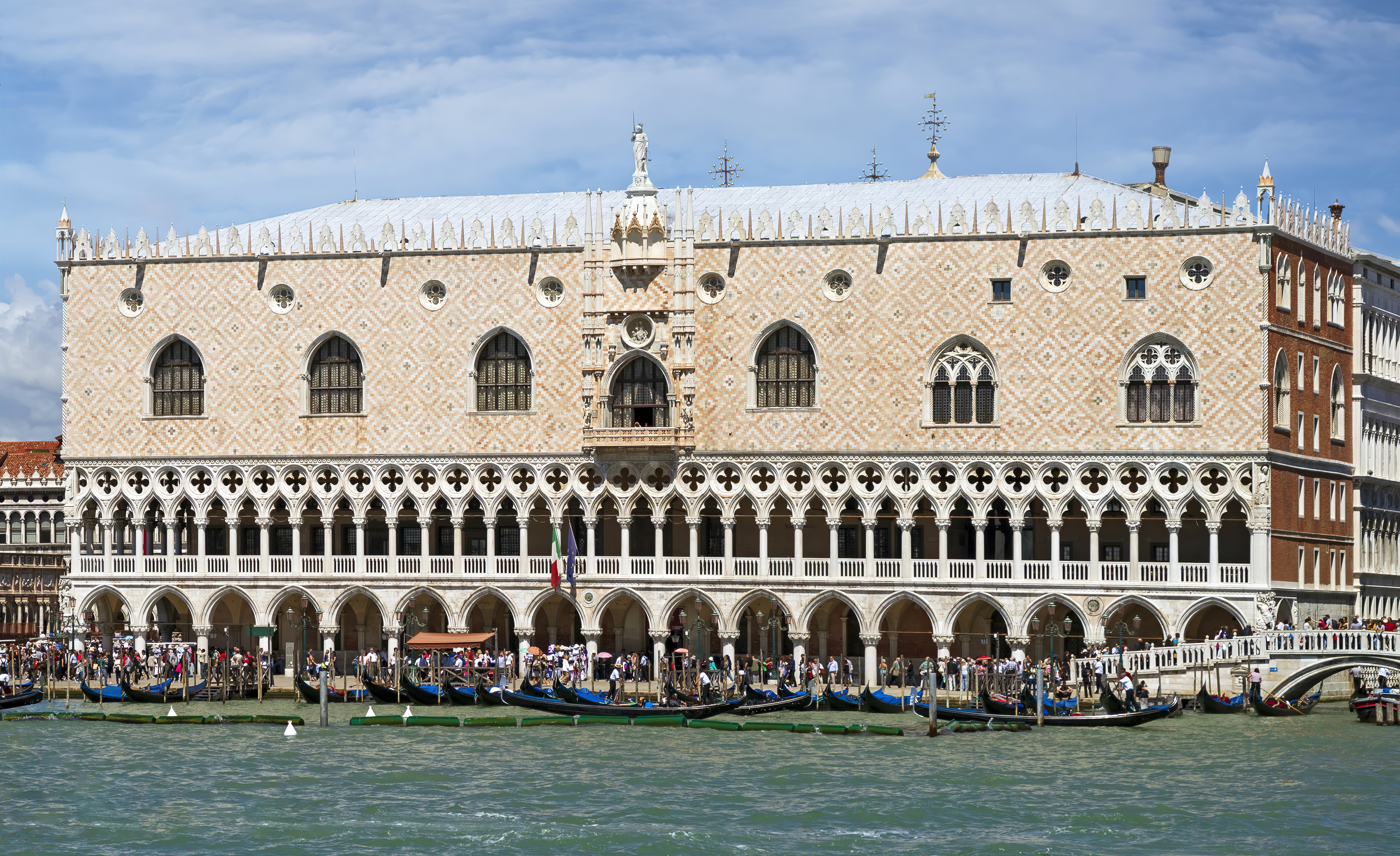
Palatul Dogelui
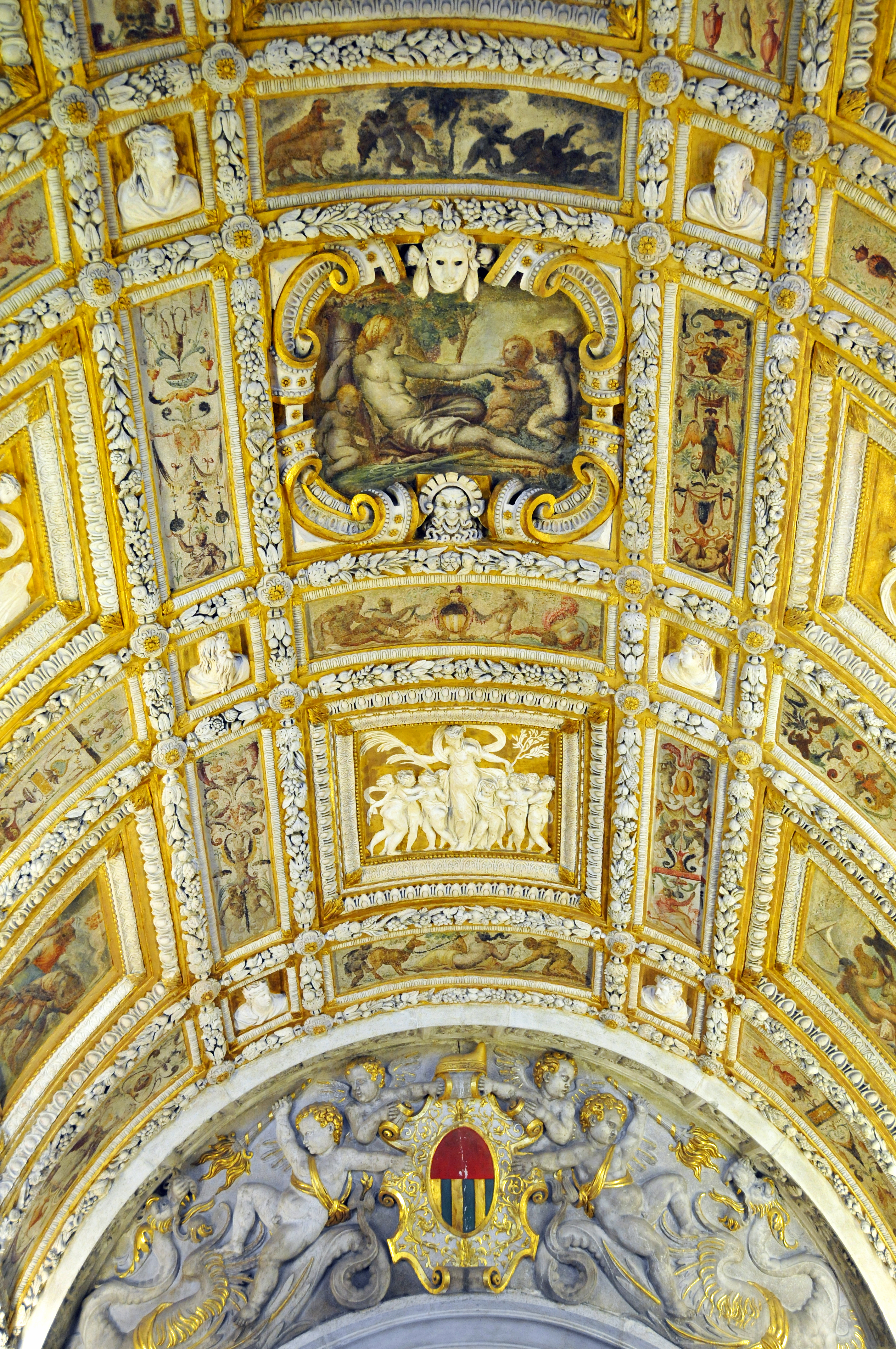
Decoratiuni din interiorul palatului
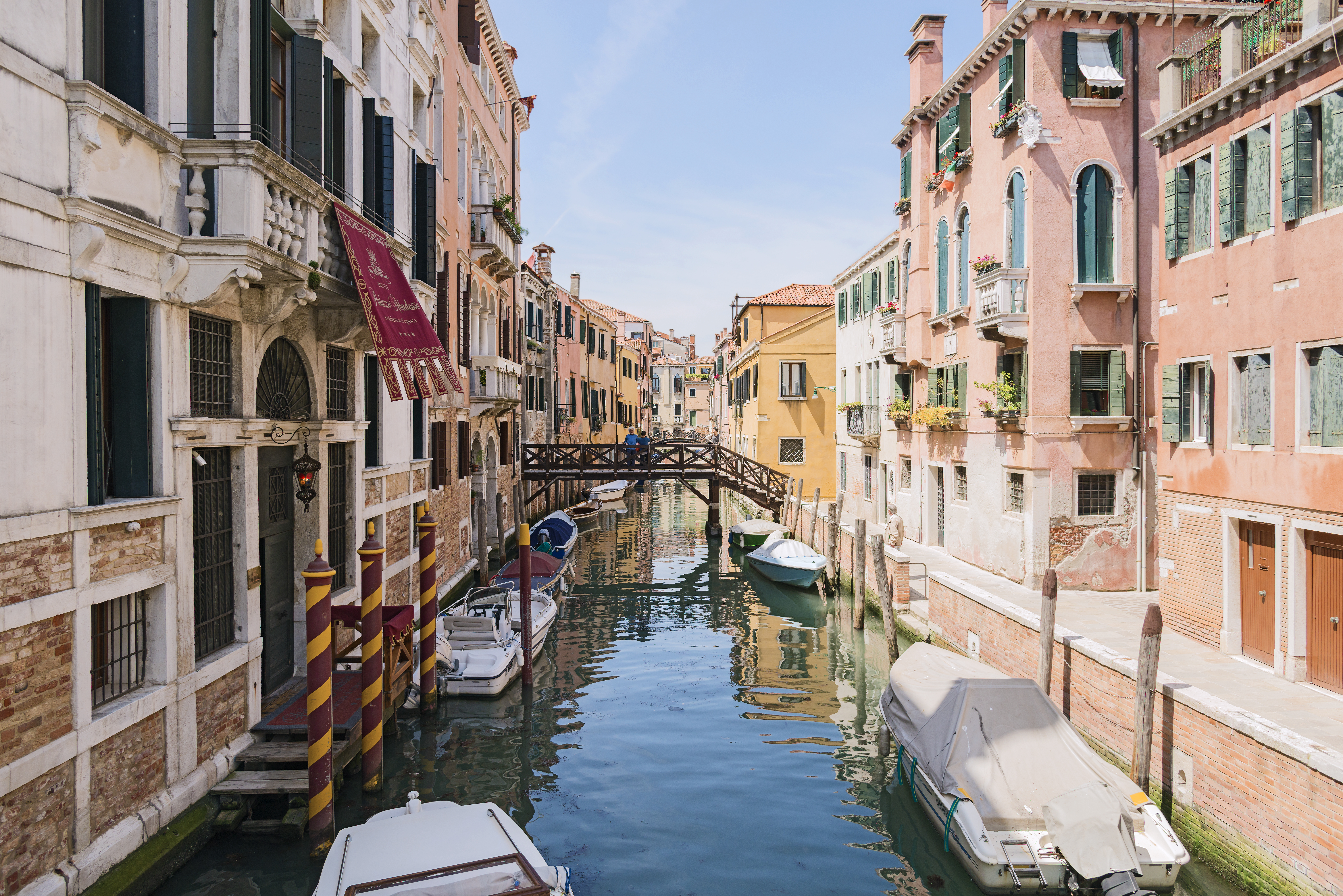
Canal venetian
Piazzetta San Marco
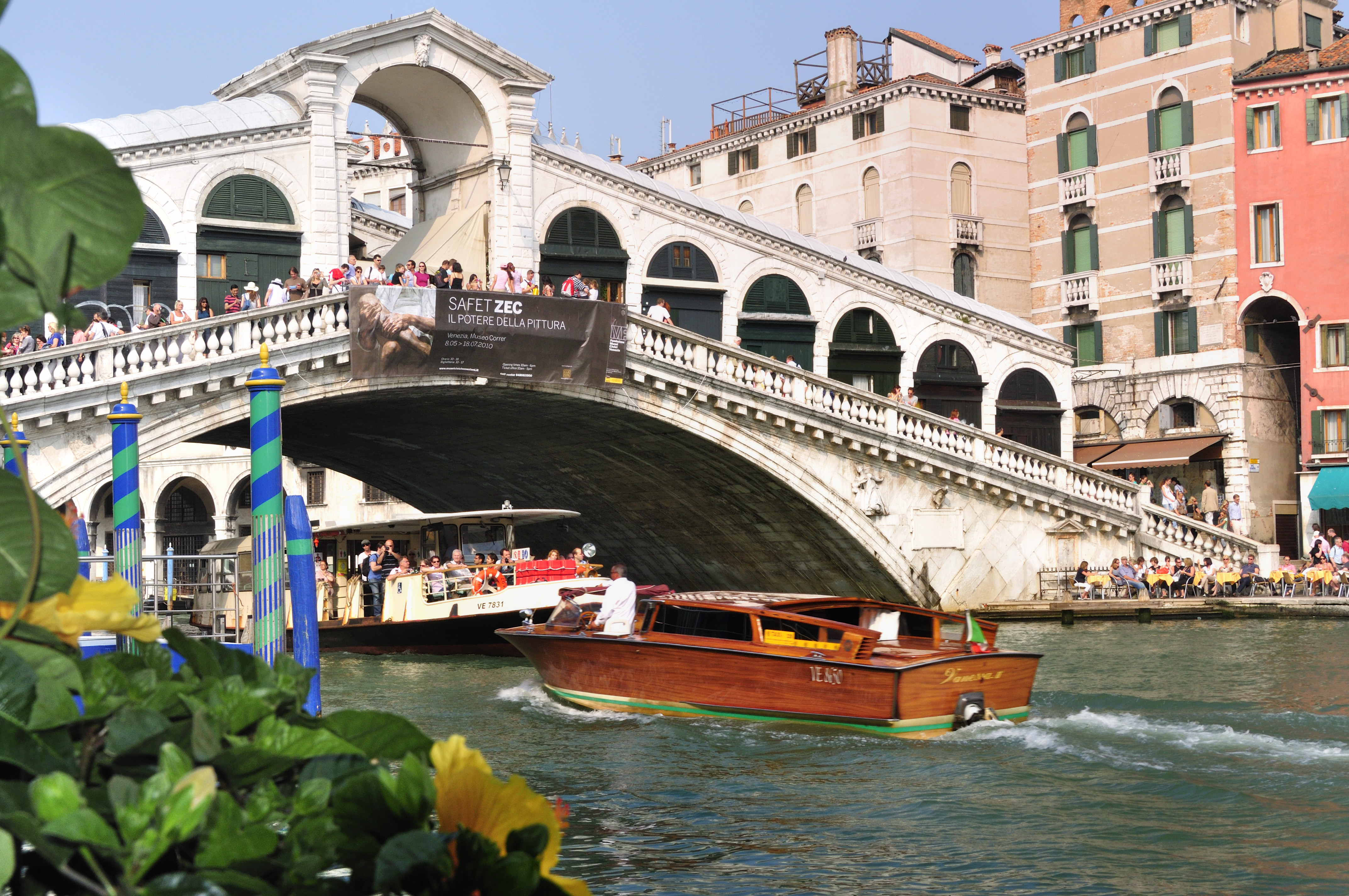
Ponte de Rialto
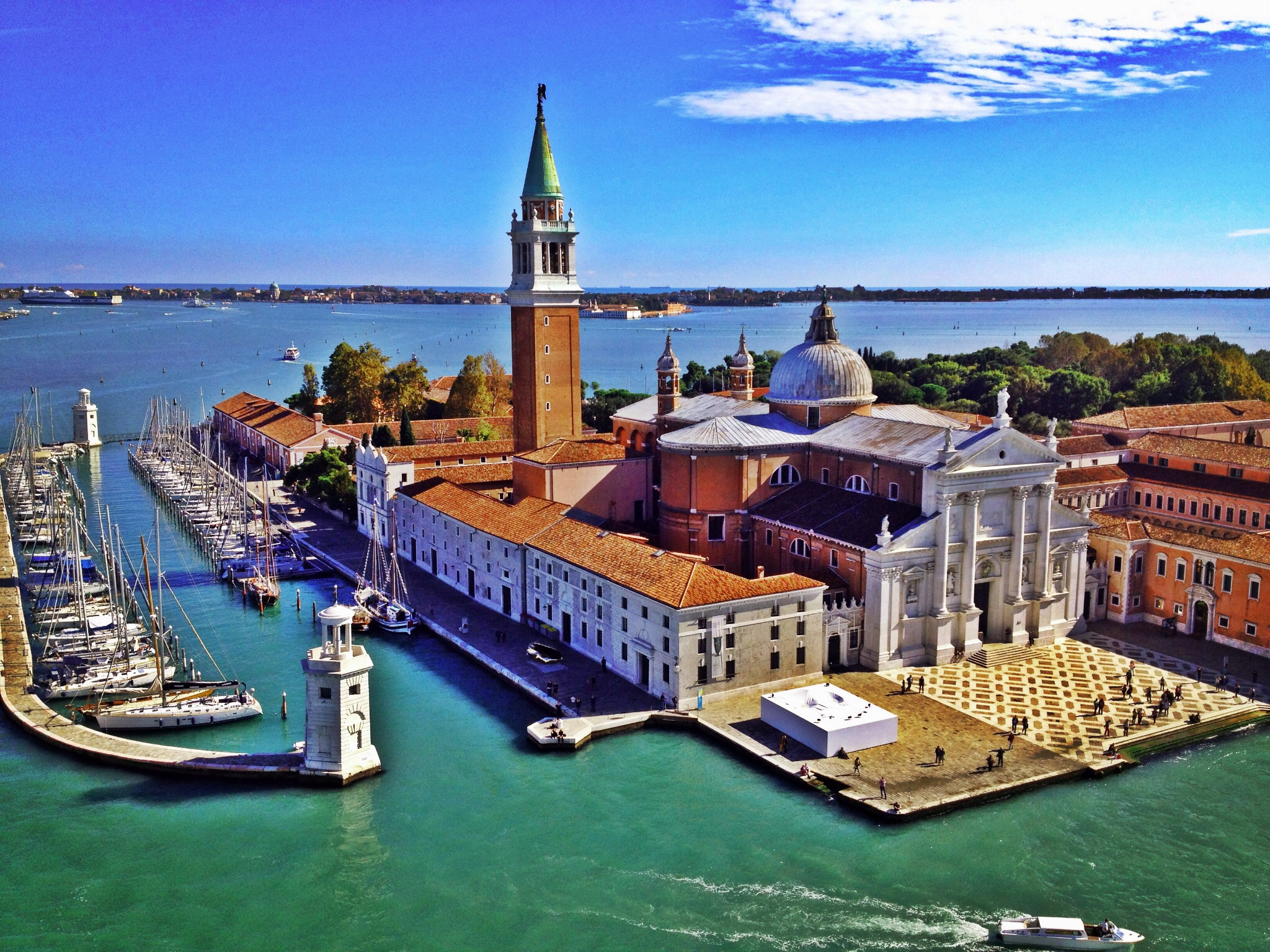
Insula cu  Bazilica San Giorgio Maggiore

## Roma: Statele Papale

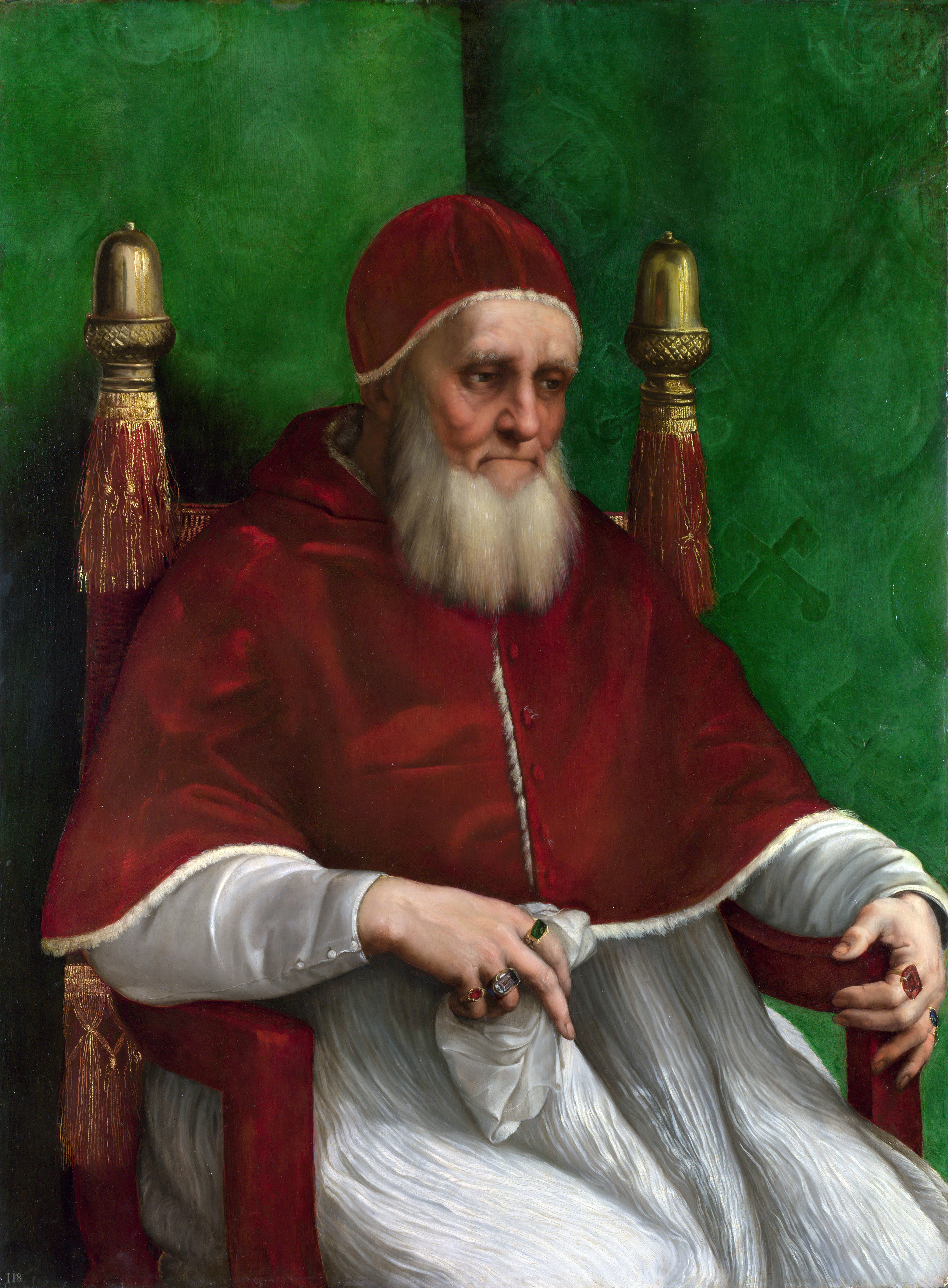
Papa Iulius al II-lea

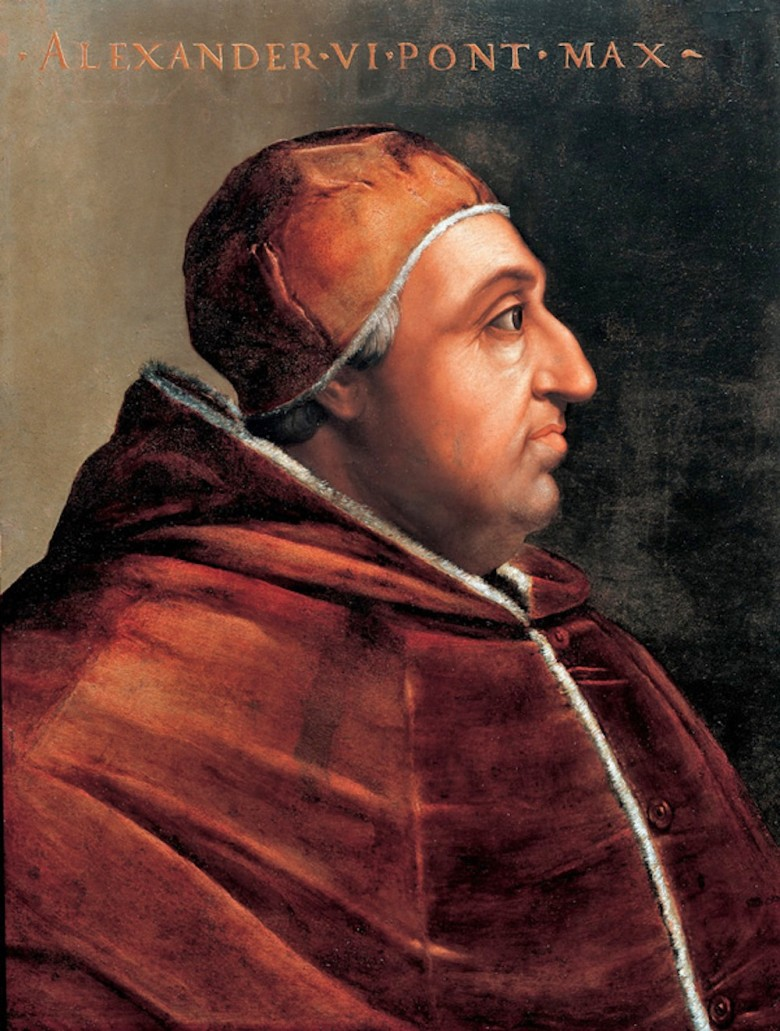
Papa Alexandru al VI-lea

În timpul Renașterii, teritoriul papal s-a extins foarte mult, în special sub papii Alexandru al VI-lea și Iulius al II-lea. Papa a devenit unul dintre cei mai importanți conducători seculari ai Italiei, precum și șeful Bisericii, semnând tratate cu alți suverani și luptând in  războaie. În practică, însă, majoritatea statelor papale erau încă controlate  nominal de papa, iar o mare parte a teritoriului era condusă de prinți minori. Controlul a fost întotdeauna contestat;   a durat până în secolul al XVI-lea ca papa să aibă vreun control autentic asupra tuturor teritoriilor sale.
Statele papale erau adesea (ca la începutul secolului al XVI-lea) în conflict, fiind  implicate în cel puțin trei războaie în primele două decenii. Iulius al II-lea, „Papa războinic”, a luptat în numele Statelor Papale.
Reforma protestanta care condamna practicile si ritualurile bisericii catolice  a început în 1517. În 1527, înainte ca Sfântul Imperiu Roman să lupte cu protestanții, trupele fidele împăratului Carol al V-lea au ocupat  Roma și l-au închis pe papa Clement al VII-lea .  Astfel, Clement al VII-lea a fost nevoit să renunțe la Parma, Modena și mai multe teritorii mai mici.  

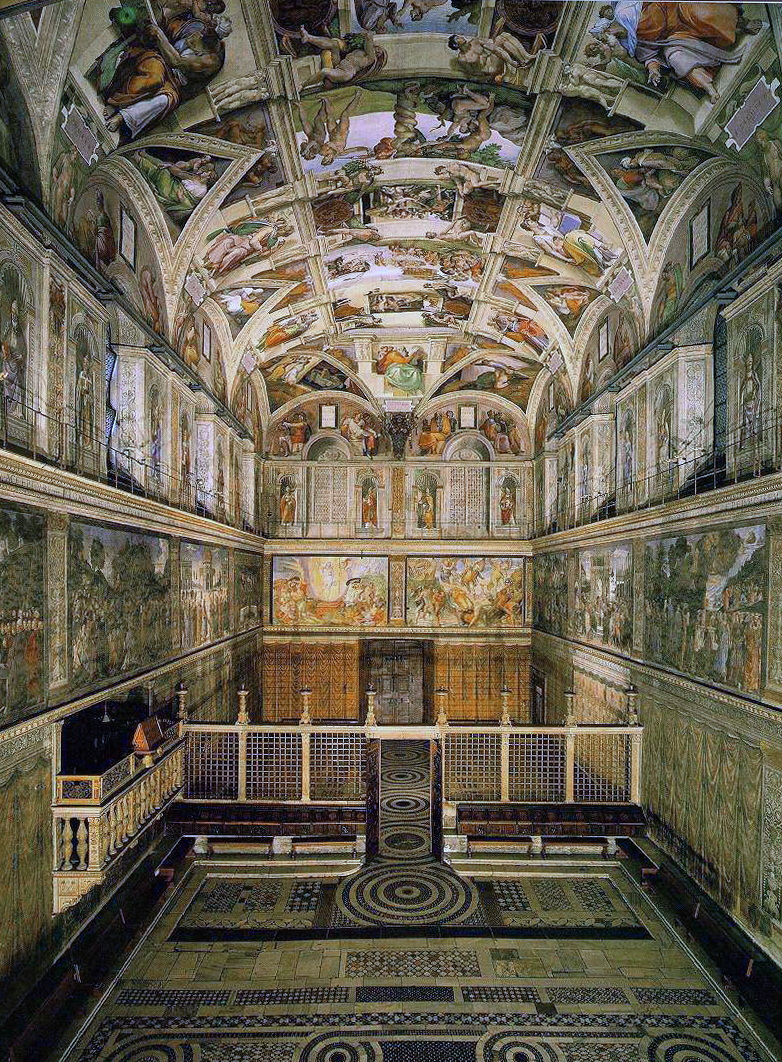
Capela Sixtina
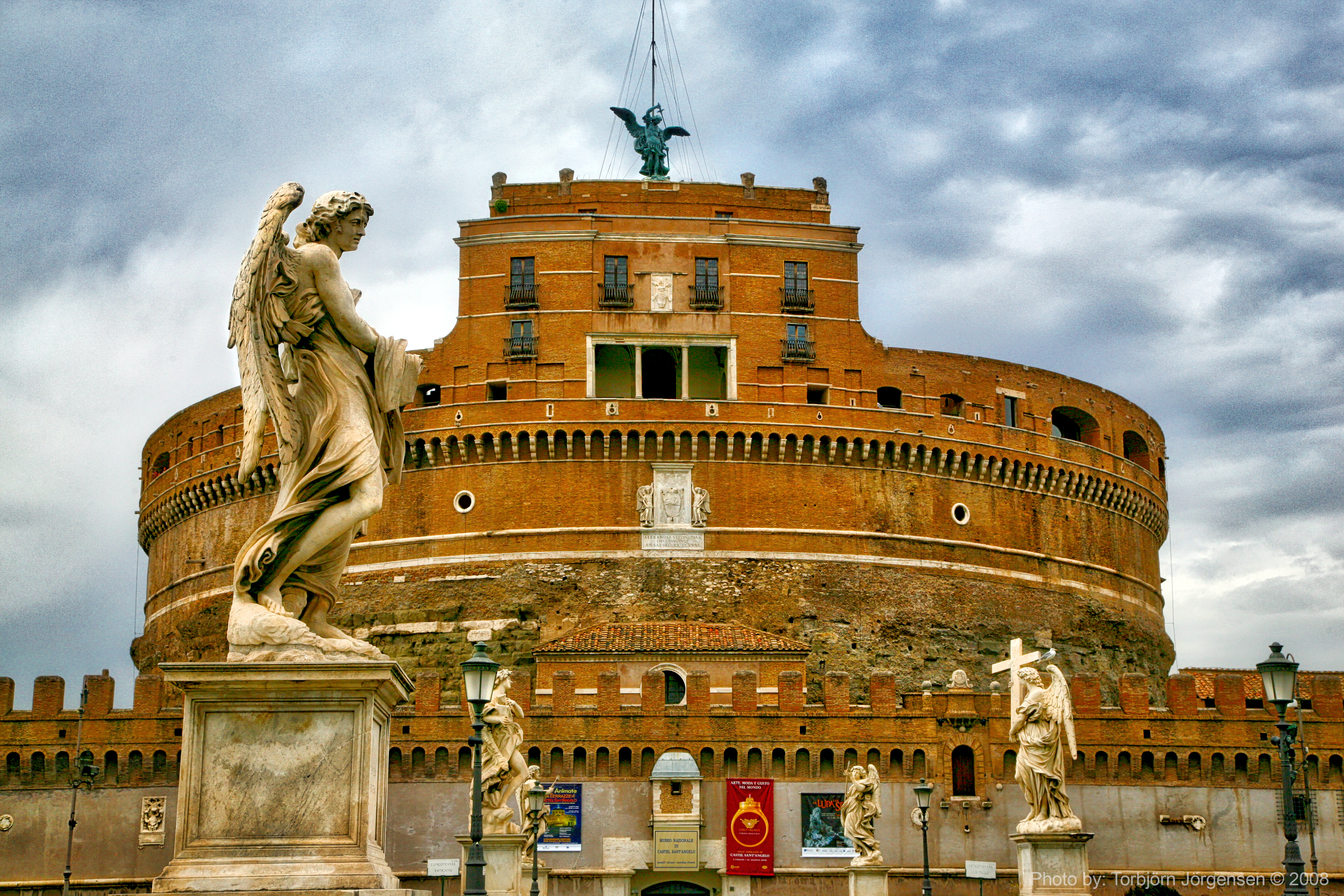
Castelul  Sant'Angelo

## Răspândire
Ideile Renașterii s-au răspândit mai întâi din Florența în statele învecinate din Toscana, cum ar fi Siena și Lucca. Cultura toscana a devenit curând un model pentru toate statele din nordul Italiei, iar varietatea toscana a devenit predominantă în regiune, în special în literatură. În 1447, Francesco Sforza a venit la putere în Milano și l-a transformat rapid dintr-un oraș medieval într-un centru al artelor și educației, care l-a atras pe Leone Battista Alberti. Veneția, unul dintre cele mai bogate orașe datorită controlului său asupra Mării Adriatice, a devenit, de asemenea, un centru pentru cultura renascentistă, în special în domeniul arhitecturii. Renașterea s-a răspândit și în alte orașe mai mici ca Ferrara, Mantua și Urbino. În Napoli, Renașterea a fost inaugurată sub patronajul lui Alfonso I, care a susținut artiști ca Francesco Laurana și Antonello de Messina, precum și poeți ca Jacopo Sannazaro și cărturari umaniști ca Angelo Poliziano.
În 1417, papalitatea s-a întors la Roma, dar orașul odată imperial era sărăcit și în mare parte ruinat în primii ani ai Renasterii. Marea transformare s-a produs sub Papa Nicolae al V-lea, care a devenit pontif în 1447. El a depus eforturi pentru reconstruire și renovare. Cărturarul umanist Aeneas Silvius Piccolomini a devenit Papa Pius al II-lea în 1458. Pe măsură ce papalitatea a căzut sub controlul familiilor bogate, cum ar fi Medici și Borgia, spiritul artei și filozofiei Renașterii a ajuns să domine Vaticanul. Papa Sixtus al IV-lea a continuat lucrările papei Nicolae, cea mai faimoasă comandă fiind construcția Capelei Sixtine. Sub patronajul Papei Iulius al II-lea, Michelangelo a pictat  scenele Genezei si a Judecății de Apoi. Papii au devenit lideri seculari ai Statelor Papale, devenind o putere centralizată condusă de   papi războinici. 
Papa Alexandru al II-lea a rămas in istorie nu doar pentru patronajul asupra artiștilor, dar și pentru orgiile, afacerile corupte si jocurile politice. Fiul sau, Cesare Borgia, ca duce de Valentinois, nobil, condottiero, om politic și cardinal spaniol, s-a afirmat in războaiele italiene, având sprijinul și alianța Franței. 
Natura Renașterii s-a schimbat în a doua jumătate a secolui XV, idealul  fiind adoptat de clasa conducătoare și aristocrație. Artiștii erau văzuti ca meșteșugari anterior, dar apoi au devenit figuri iconice cu influență crescândă și popularitate, putând reclădi societatea și orânduirea. Comerțul prosper a dus la înflorirea culturală. Mulți artiști născuți în sărăcie s-au îmbogățit, devenind aristocrați veritabili.

### Influențarea populației
Ca o mișcare culturală, renașterea a afectat doar o mică parte din populație. Italia era cea mai urbanizată regiune din Europa, dar 3/4 era locuită de țărani. Viața era neschimbată ca înainte pentru această populație analfabetă și săracă. Feudalismul clasic nu a devenit niciodată proeminent în nordul Italiei, mulți țărani lucrând pe proprietăți și feme private. Câțiva cărturari au văzut trendul refeudalizarii, elite urbane devenind o clasă de aristocrați feudali.
Situația diferea în orașele dominate de elitele comercale. Aristocrații au devenit patroni ai culturii renașterii. Clasa meșteșugarilor și al membrilor ghildelor care trăiau vieți confortabile aveau o putere semnificativă în guvernarea republicană.  
Italia era în contrast total cu restul Europei unde meșteșugarii încă aparțineau claselor inferioare. Spre deosebire de acestea, meșteșugarii italieni erau literați și educați. Cea mai mare parte a populației urbane era alcătuită din muncitori semi-calificați și cei fără locuri de muncă. Precum țăranii, renașterea nu a avut un efect major asupra acestora. Inegalitatea socială era crescândă. Clasele superioare controlau proprietățile în întregime și aveau venituri de sute de ori mai mari decât cele ale servitorilor și muncitorilor. Totuși,  distribuția inegală a bogăției a fost un factor cauzator al Renașterii căci cei mai bogați își permiteau să devină patroni excentrici și să schimbe sau să creeze noi mode în artă.
Renașterea în secolul al XV-lea  nu a fost o perioadă de schimbări sociale sau economice cum a fost în cazul secolelor  XIX-XX care au adus ideologii, industrializare și creșterea nivelului de trăi. Nu a adus decât schimbări culturale, influențând doar o mică parte a populației. Cu toate astea, a fost un mare pas spre Iluminism și Modernitate.

### Sfârșitul Renașterii

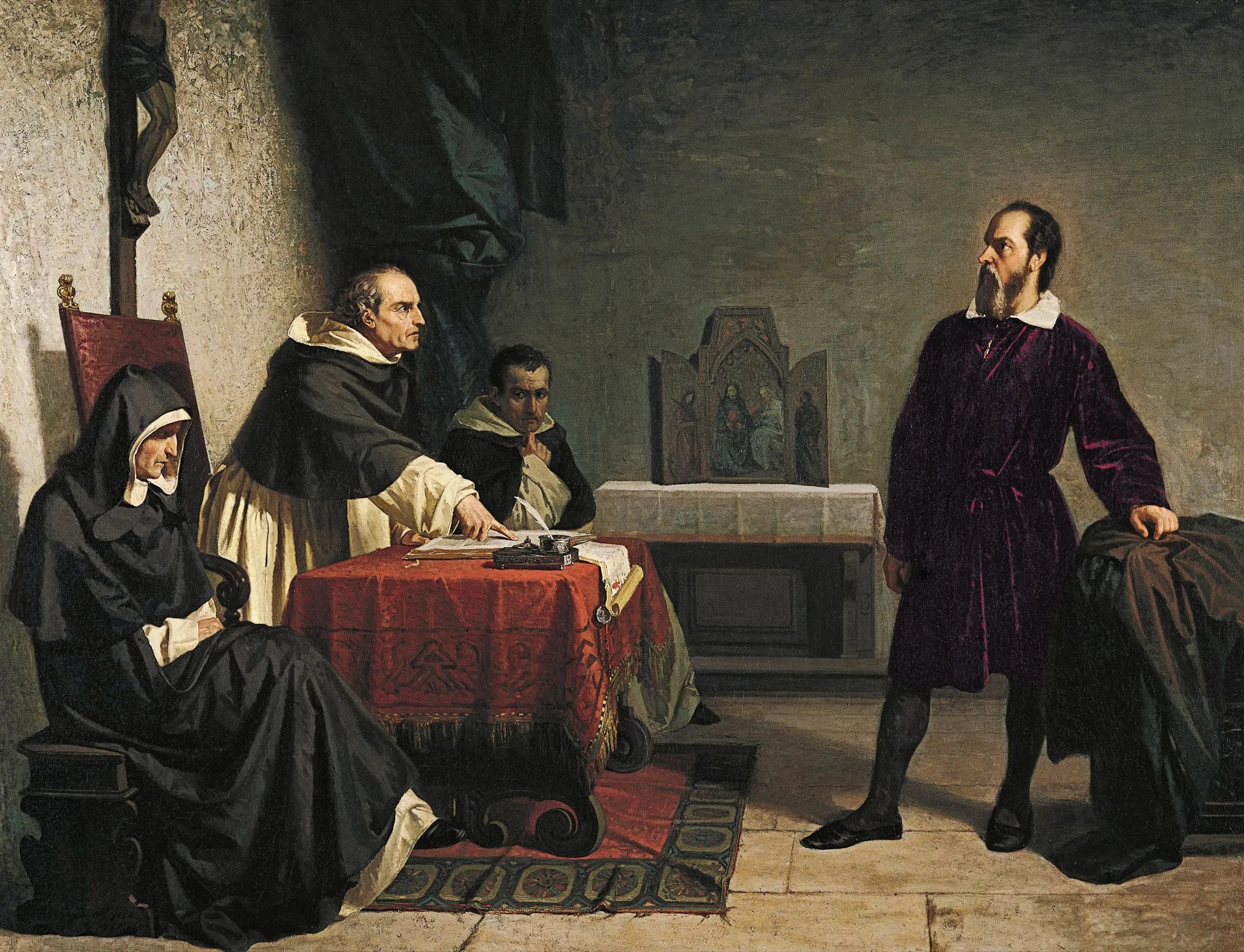
Galileo in fata Inchizitiei

Sfârșitul Renașterii a început prin anii 1494-1498 , după moartea lui Lorenzo de Medici, când în Florența și-a început ascensiunea un călugăr dominican auster și stoic, Girolamo Savonarola. Acțiunile sale prin a arde cărți și lucrări artistice în centrul orașului, predicând pentru Judecată de Apoi, au dus la sfârșitul prosperității orașului.
Renașterea și-a revenit însă odată cu întoarcerea familiei Medici în postura de Duci ai Toscanei  la putere și începutul Mannerismului.
În final, renașterea s-a încheiat dată cu războaiele franco-spaniole din secolul al XV-lea pentru controlarea Italiei.  
În 1542, Congregația Sacră a Inchiziției a fost formată și mulți ani mai târziu Indexul Librorum Prohibitorum a interzis orice lucrare literară care nu era corespunzătoare standardelor bisericii catolice.   Giuliu Clovio este considerat drept ultimul artist renascetist italian până la începutul Iluminismului.  Multi artisti, filosofi si savanti vizionari au fost vanati si persecutati de Inchizitie in urmatoarele doua secole.
Stabilitatea și pace s-au încheiat cu o serie de invazii străine asupra Italiei, cunoscute drept Războaiele Italiene care au continuat pentru încă câteva decenii. Seria războaielor italiene a început din 1494 când Franța a invadat nordul Italiei și a încheiat independența multor orașe-state. Pe 6 mai 1527, trupele germane și spaniole au jefuit Roma pentru 20 de ani, astfel, rolul papalității ca patron al artelor s-a încheiat. 
Pe parcurs ce renașterea italian se eroda, renașterea nordică i-a adoptat idealurile și și-a creat propriile stiluri. Un număr mare de artiști ca Leonardo da Vinci au emigrat în Franța în 1516.  Echipe de artiști au fost invitați să transforme Castelul de Fontainebleau într-o școală.  Noi stiluri, transformate de Mannerism, au dus Renașterea mai departe spre Antwerp și dincolo de Alpi, spre nordul Europei.
În cele din urmă, Marea Mediterană și-a pierdut rolul major în comerțul cu Orientul  căci în 1492, Columb a descoperit America, iar în 1498, Vasco da Gama a ajuns în India, și de acolo, bunurile de lux ale Orientului aveau să fie aduse în porturile din Lisoabona, Sevillia, Nantes, Briston și Londra.
Oceanul Atlantic devenise  nouă tablă de șah dintre marile puteri.

## Cultura

### Literaturǎ și Poezie

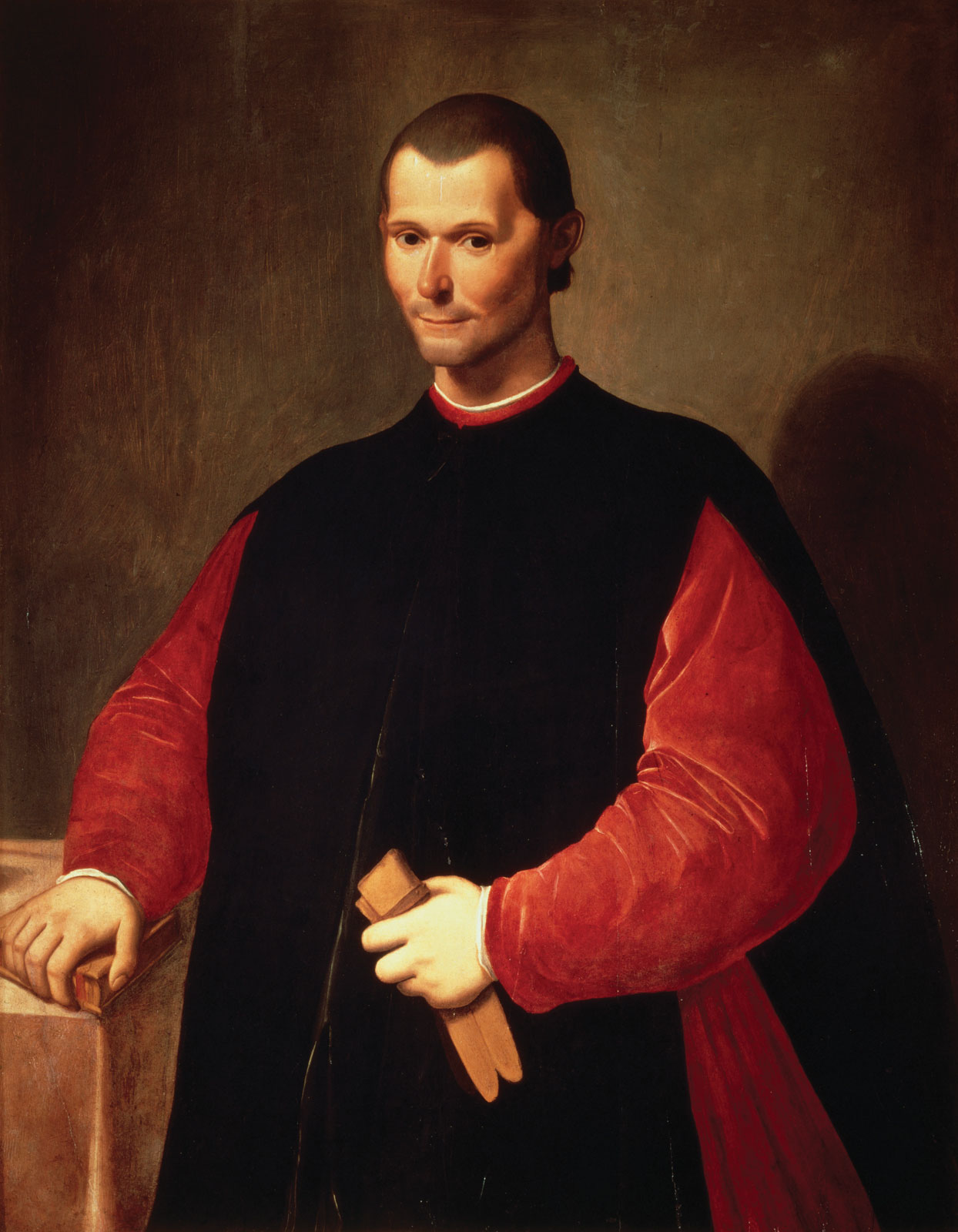
Niccolò Machiavelli (1469–1527), autorul "Prințul" și "Omul renascentist" prototip. Detaliu dintr-un portret de Santi di Tito.

Revoluția literară italiană din secolul al XIII-lea a ajutat la stabilirea etapei pentru Renaștere. Înainte de Renaștere, limba italiană nu era limba literară în Italia. Numai în secolul al XIII-lea autori italieni au început să scrie în limba lor maternă, mai degrabă decât în latină, franceză sau provinciană. Anii 1250 au văzut o schimbare majoră în poezia italiană, deoarece Dolce Stil Novo (Stilul dulce nou, care accentua mai degrabă dragostea platonicică decât dragostea de curte) a revenit, pionierat de poeți precum Guittone d'Arezzo și Guido Guinizelli. Mai ales în poezie, schimbări majore în literatura italiană au avut loc deceniile înainte de a începe cu adevărat Renașterea.

### Filosofie

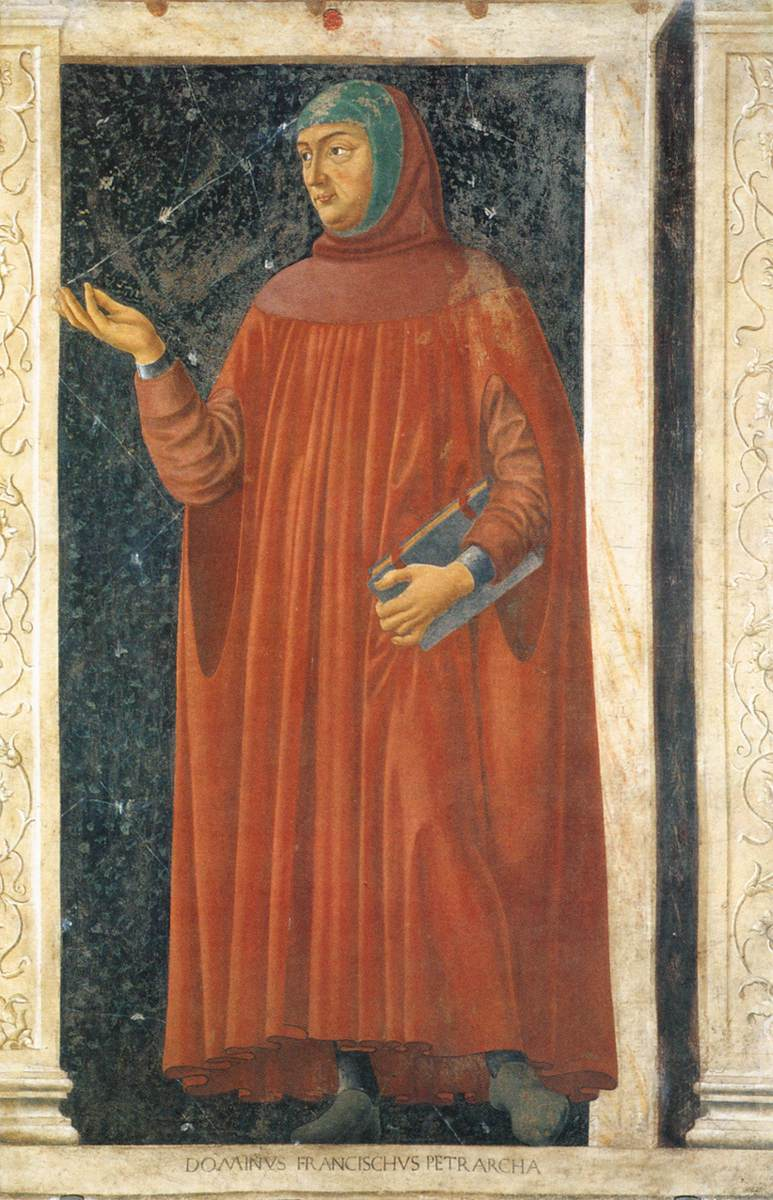
Petrarch, de la ciclul de bărbați și femei celebri. ca. 1450. Frescă detașată. 247 × 153 cm. Galeria Uffizi, Florența, Italia. Artist: Andrea di Bartolo di Bargilla (cca 1423-1457).

Un rol al lui Petrarh este ca fondator al unei noi metode de bursă, Renașterea Umanismului. 
Petrarch a încurajat studiul clasicilor latini și i-a transmis copia lui Homer, la o pierdere pentru a găsi pe cineva să-l învețe să citească limba greacă. Un pas esențial în educația umanistă fiind propovăduit de cărturari ca Pico della Mirandola a fost vânătoarea de manuscrise pierdute sau uitate, cunoscute doar prin reputație. Aceste eforturi au fost ajutate foarte mult de bogăția patricienilor italieni, a prinților-comercianți și a despoților, care vor cheltui sume importante pentru construirea de biblioteci.

### Știință
Potrivit unei bursiere recente, "tatăl științei moderne" este Leonardo da Vinci, ale cărui experimente și o metodă științifică clară îi conferă acest titlu, universitățile italiene precum Padova, Bologna și Pisa erau centre științifice de renume și cu mulți studenți nord-europeni știința Renașterii s-a mutat în Europa de Nord și a înflorit acolo, cu figuri precum Copernic, Francis Bacon și Descartes. Galileo, un contemporan al lui Bacon și Descartes, a adus o contribuție imensă la gândirea și experimentarea științifică, deschizând calea pentru revoluția științifică care a înflorit mai târziu în Europa de Nord. Corpurile au fost de asemenea furate de la spânzurare și examinate de mulți ca Vesalius, profesor de anatomie. Acest lucru le-a permis să creeze modele de schelet precise și să corecteze teoriile credibile anterior. De exemplu, mulți au crezut că maxilarul uman a fost alcătuit din două oase, așa cum au văzut acest lucru pe animale. Cu toate acestea, prin examinarea cadavrelor umane, au reușit să înțeleagă că oamenii au de fapt doar unul.

### Arhitectura
În Florența, stilul Renașterii a fost introdus cu un monument revoluționar, dar incomplet, în Rimini, de către Leon Battista Alberti. Unele dintre cele mai vechi clădiri care prezintă caracteristici renascente sunt biserica San Lorenzo a lui Filippo Brunelleschi și Capela Pazzi.

### Muzica
În Italia, în secolul al XIV-lea, a existat o explozie de activitate muzicală care corespundea domeniului și nivelului de inovare cu activitatea din celelalte arte. Deși muziciologii grupau de obicei muzica Trecento (muzica secolului al XIV-lea) cu perioada medievală târzie, ea a inclus trăsături care se aliniază cu Renașterea timpurie în moduri importante: accentul pus pe sursele, stilurile și formele seculare; o răspândire a culturii de la instituțiile ecleziastice la nobilime și chiar la oamenii obișnuiți; și o dezvoltare rapidă a unor tehnici complet noi.

### Sculpturǎ și picturǎ
În pictura, realitatea falsă a realismului lui Giotto Trecento, figurile sale complet tridimensionale ocupând un spațiu rațional și interesul său umanist în exprimarea personalității individului, mai degrabă decât a imaginilor iconice, a fost urmat de o retragere în convenții gotice târzii conservatoare.

#### Galeria de Picturi

Mona Lisa (Leonardo da Vinci)
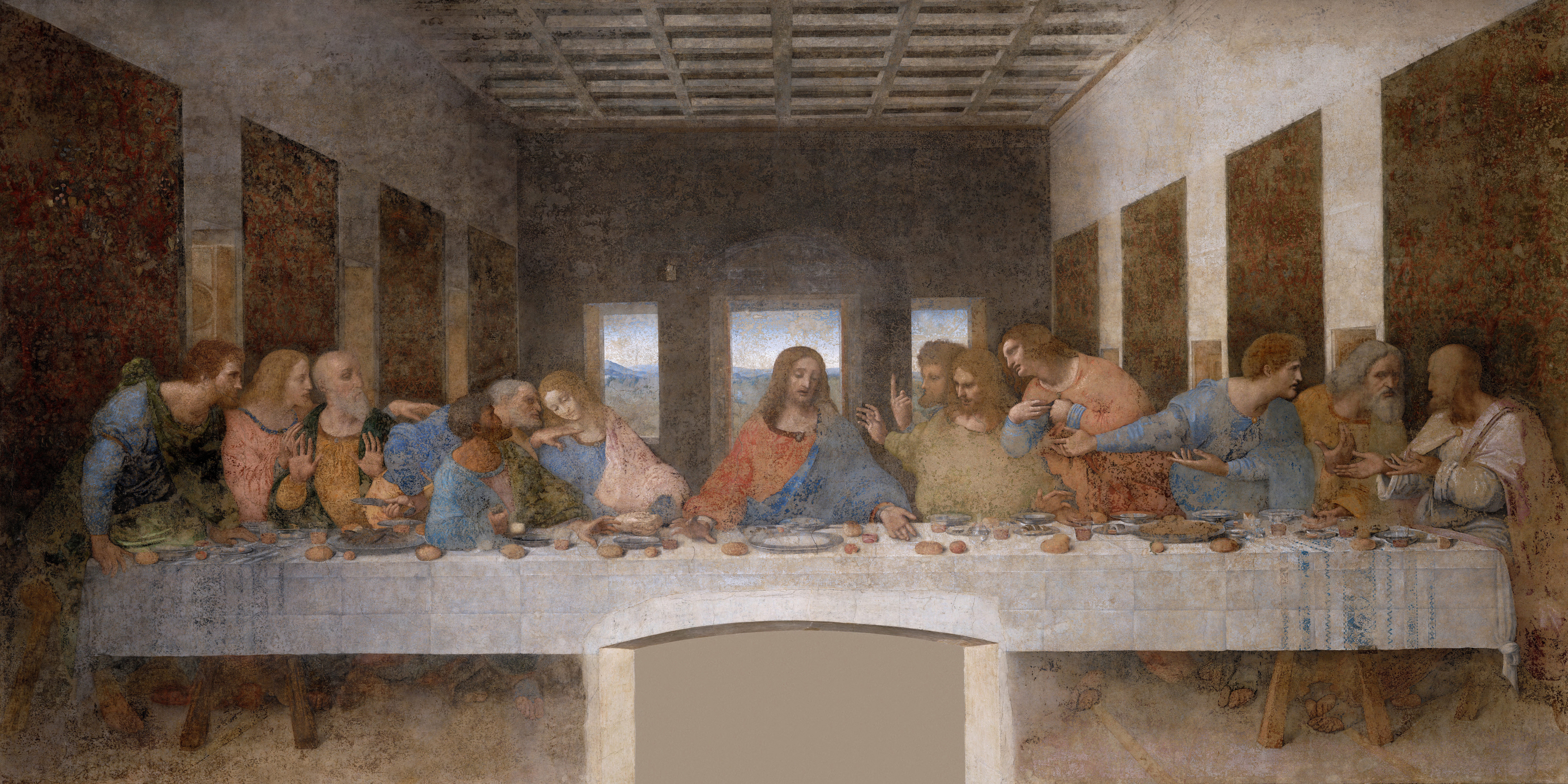
Cina cea de Taina (Leonardo da Vinci)
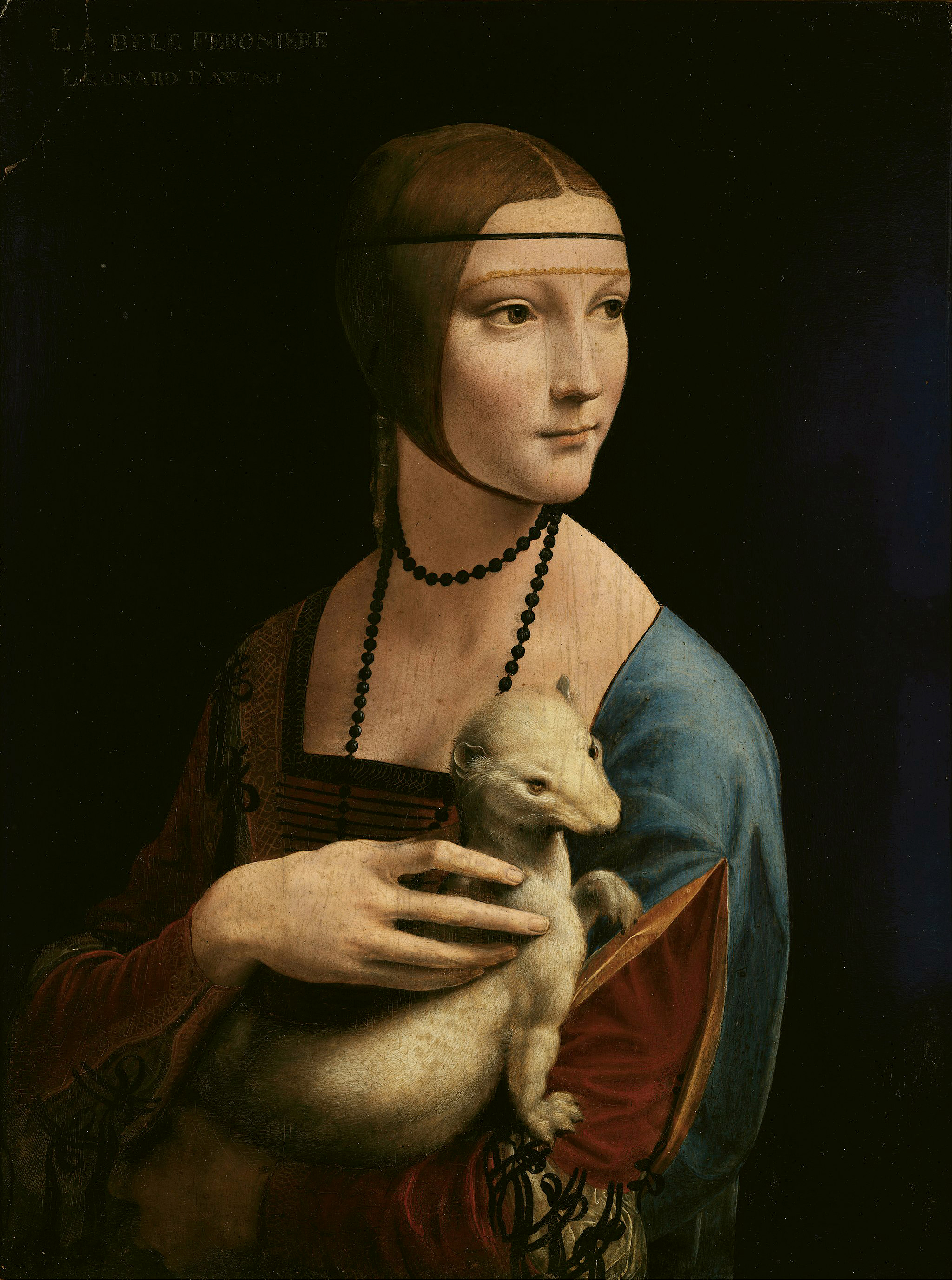
Doamna si  Hermina (Leonardo da Vinci)
Ioan Botezatorul(Leonardo da Vinci)
Fecioara si pruncul (Leonardo da Vinci)
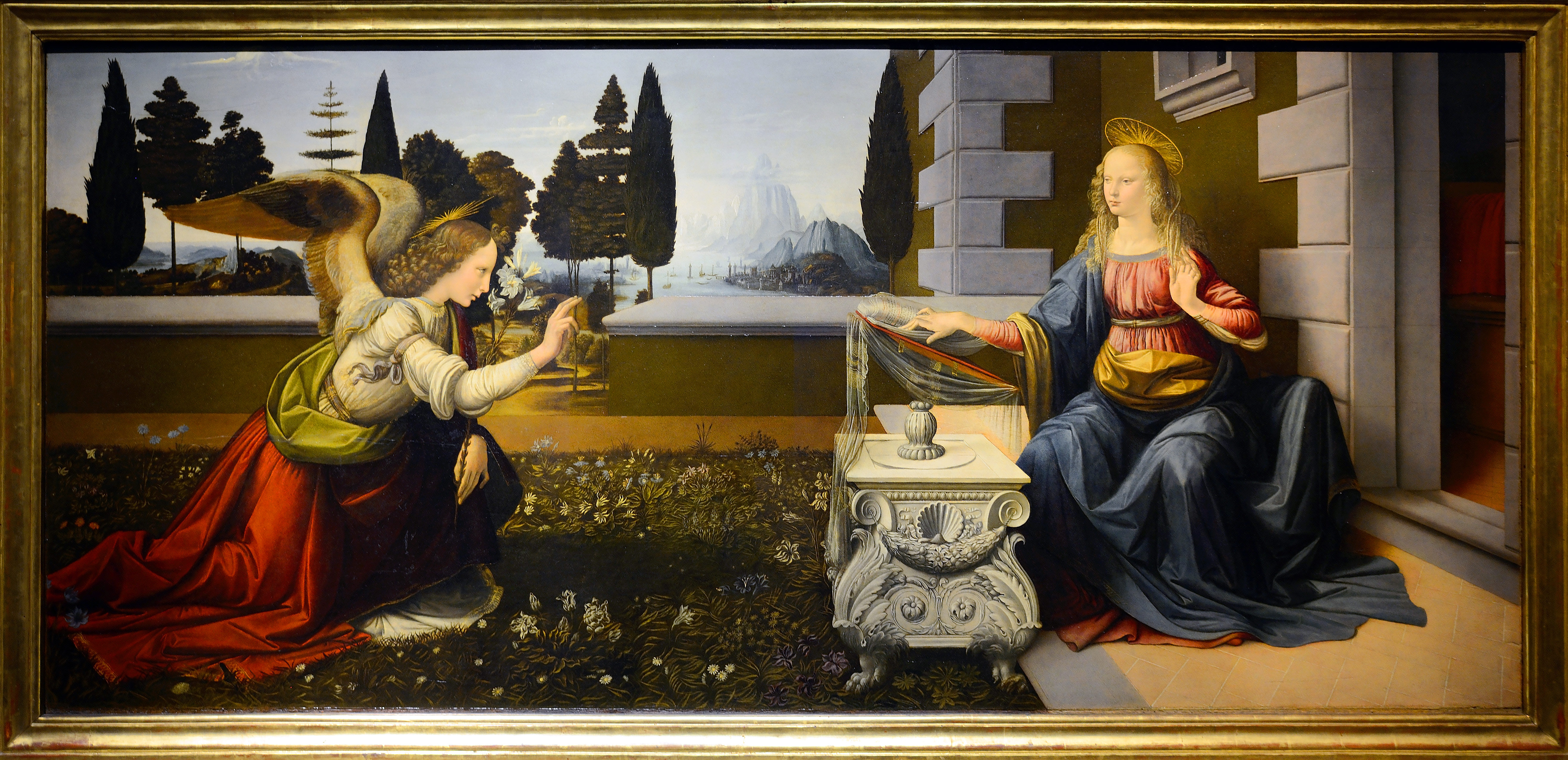
Vestea cea Buna (Leonardo da Vinci)
Nasterea lui Venus (Sandro Botticelli)
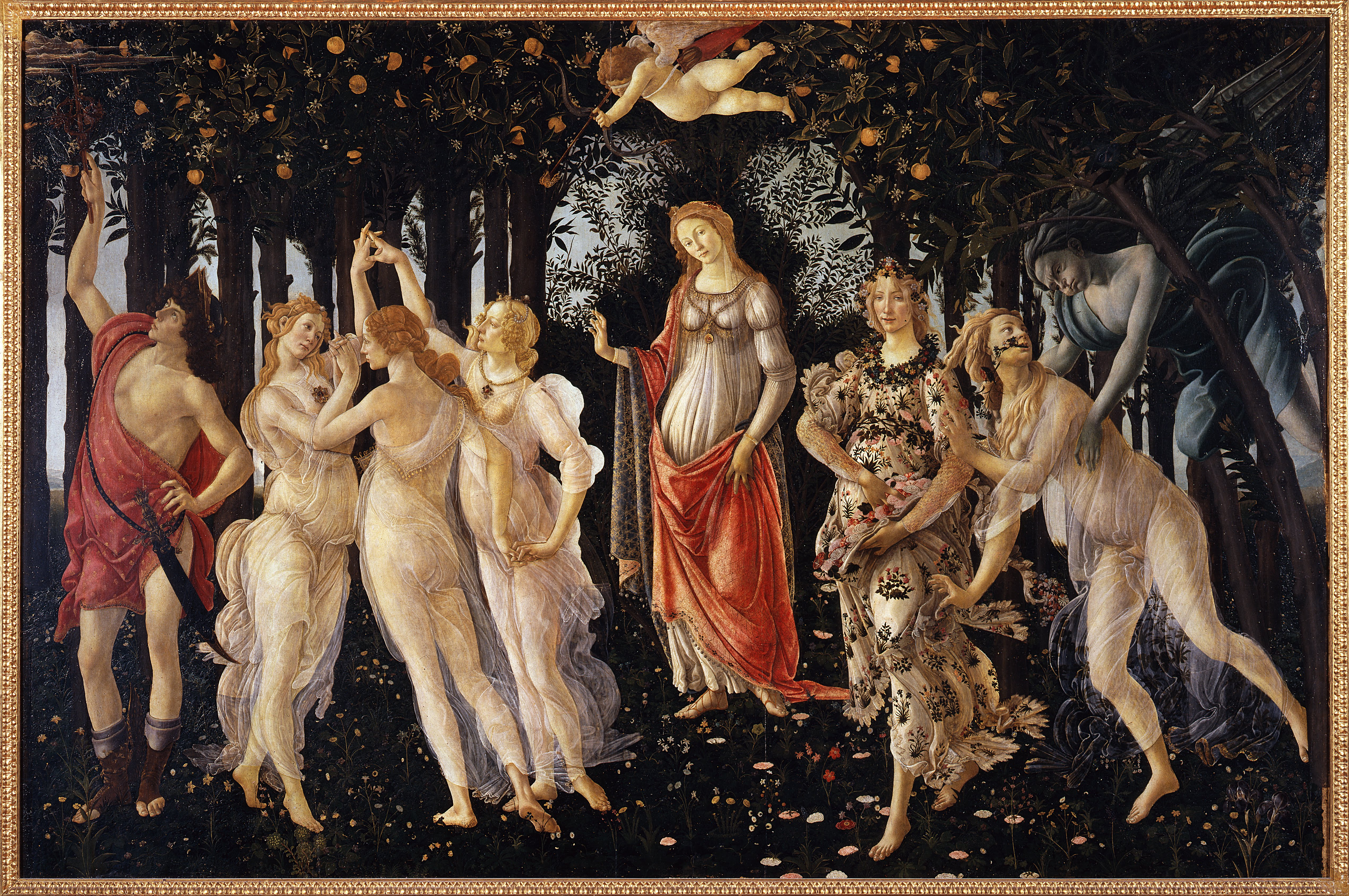
La Primavera (Sandro Botticelli)
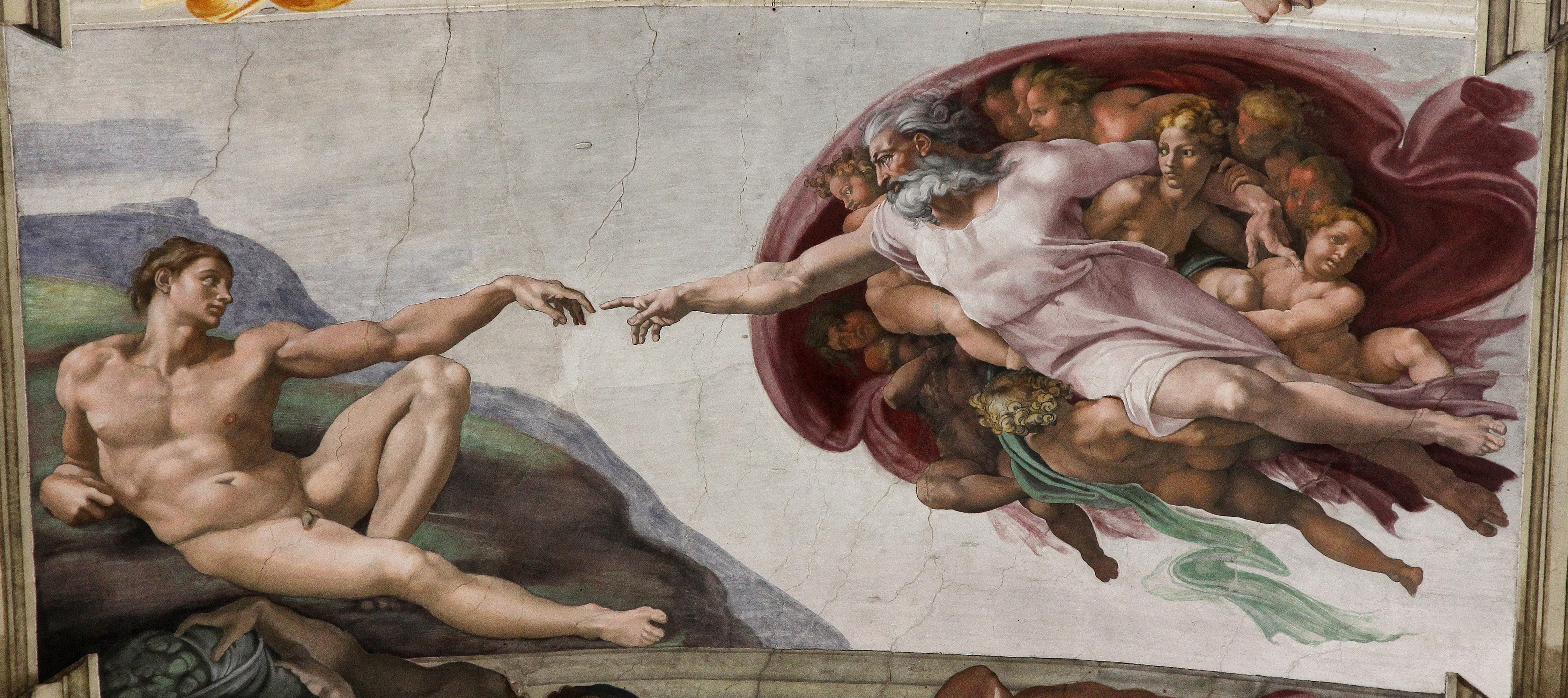
Crearea lui Adam (Michelangelo)
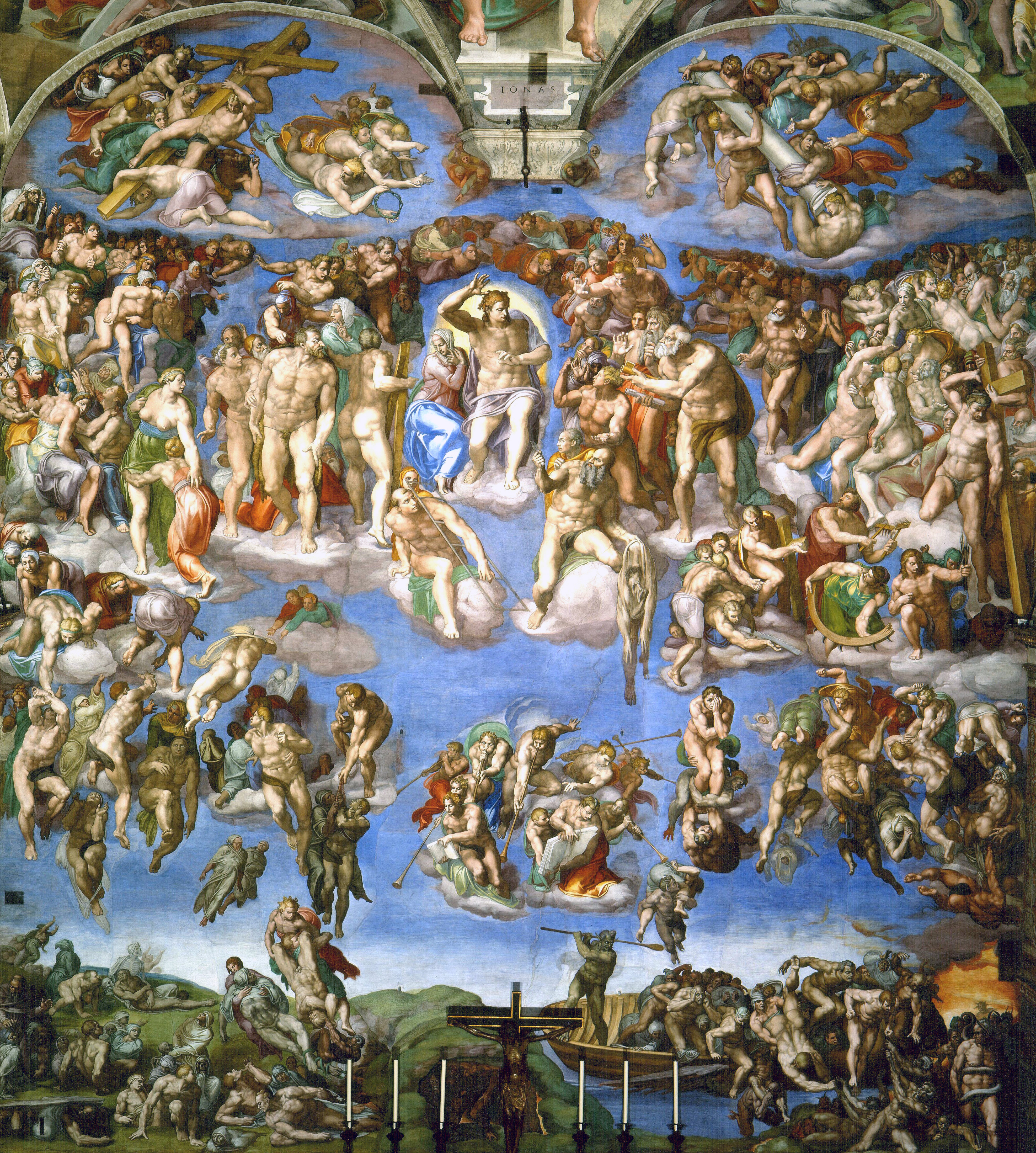
Judecata de Apoi (Michelangelo)
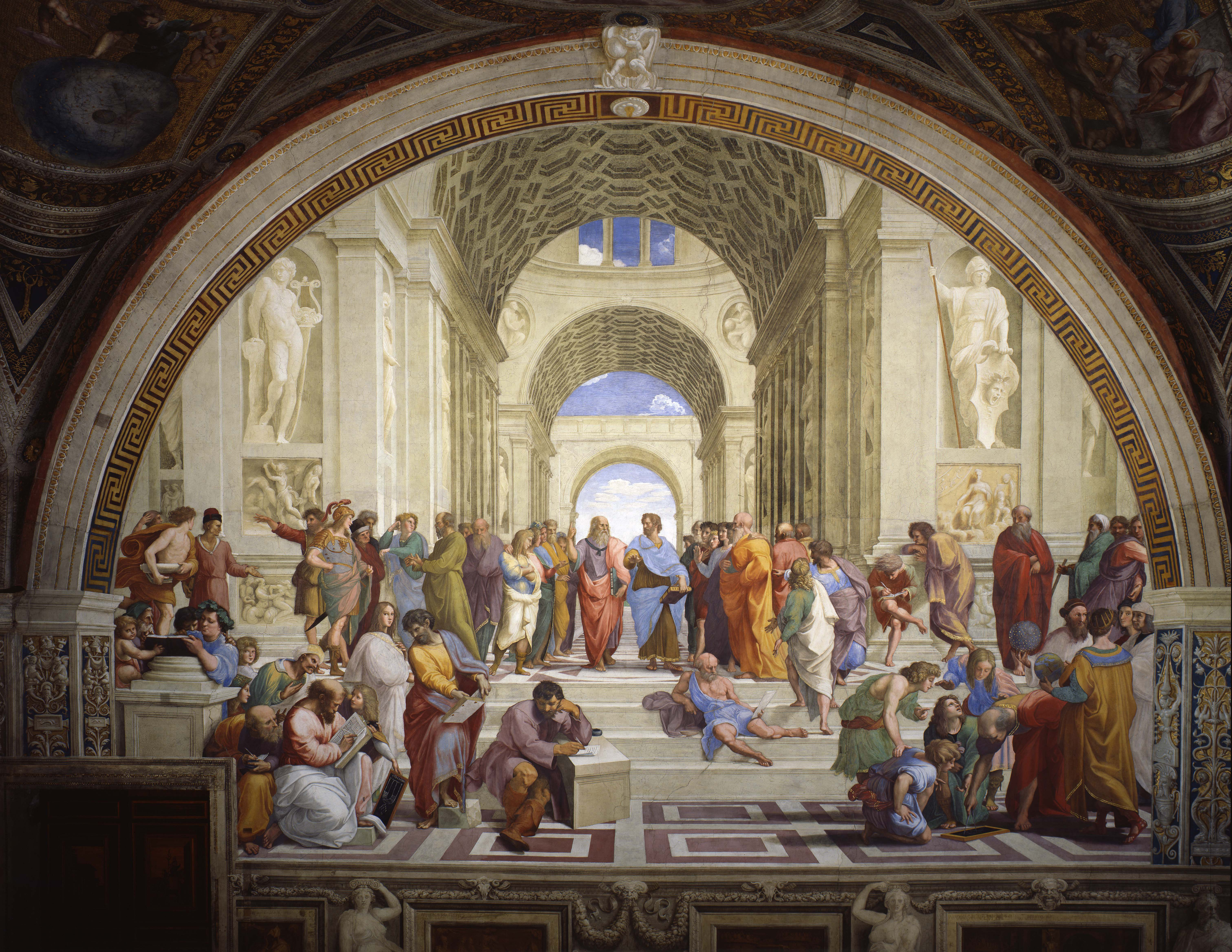
Scoala de la Atena (Rafael)
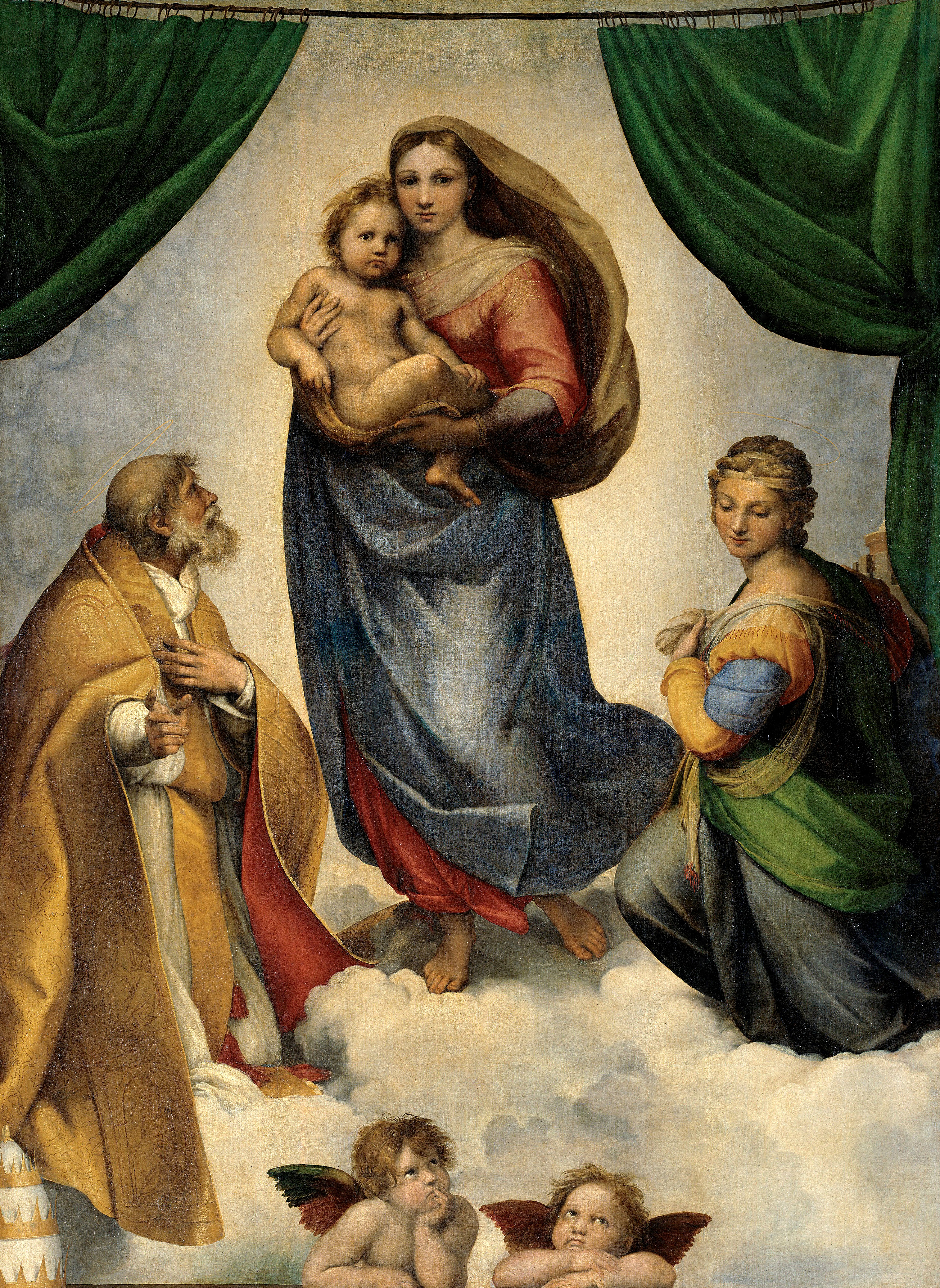
Madonna Sixtina(Rafael)
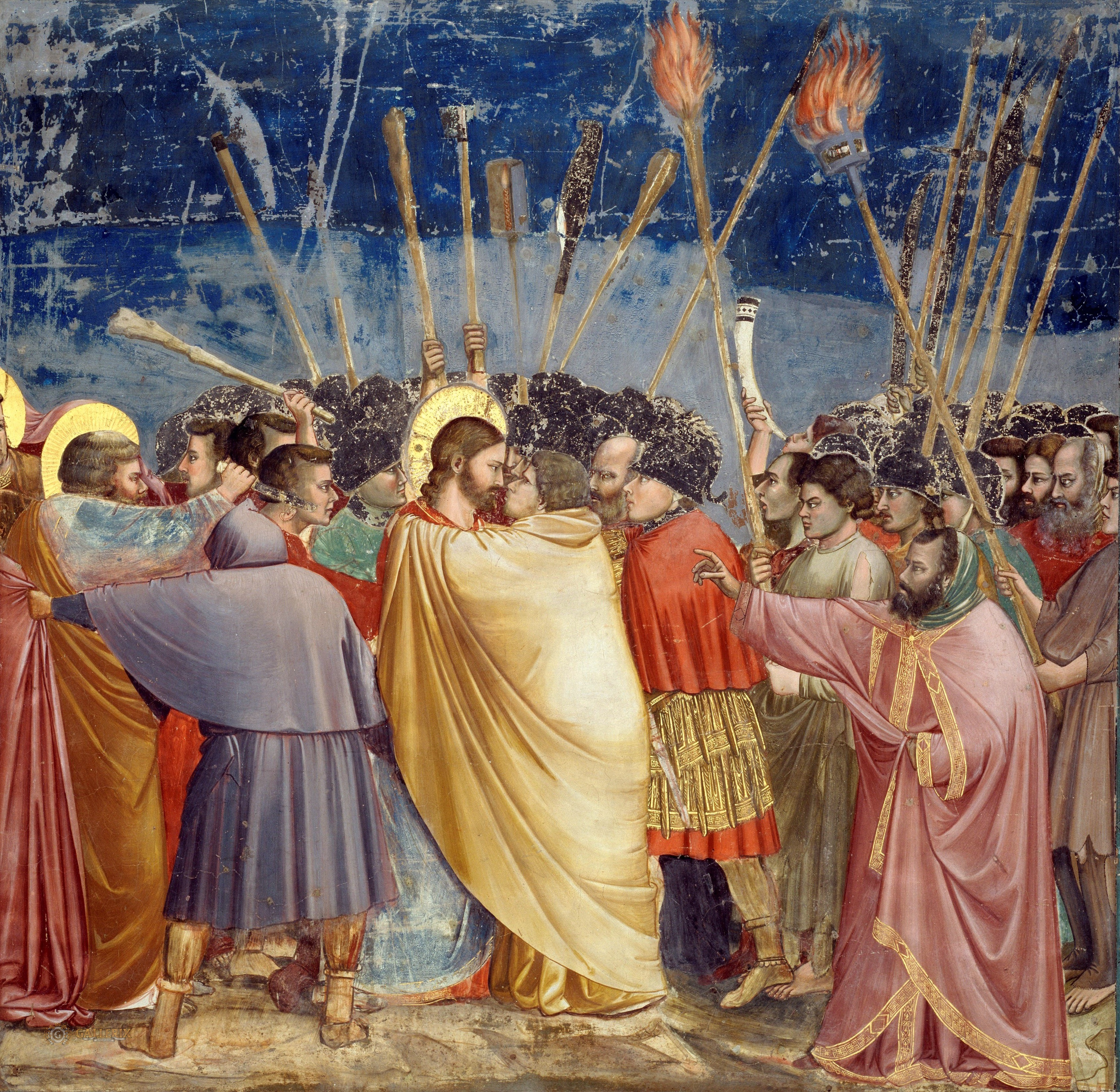
Sarutul lui Iuda (Giotto)
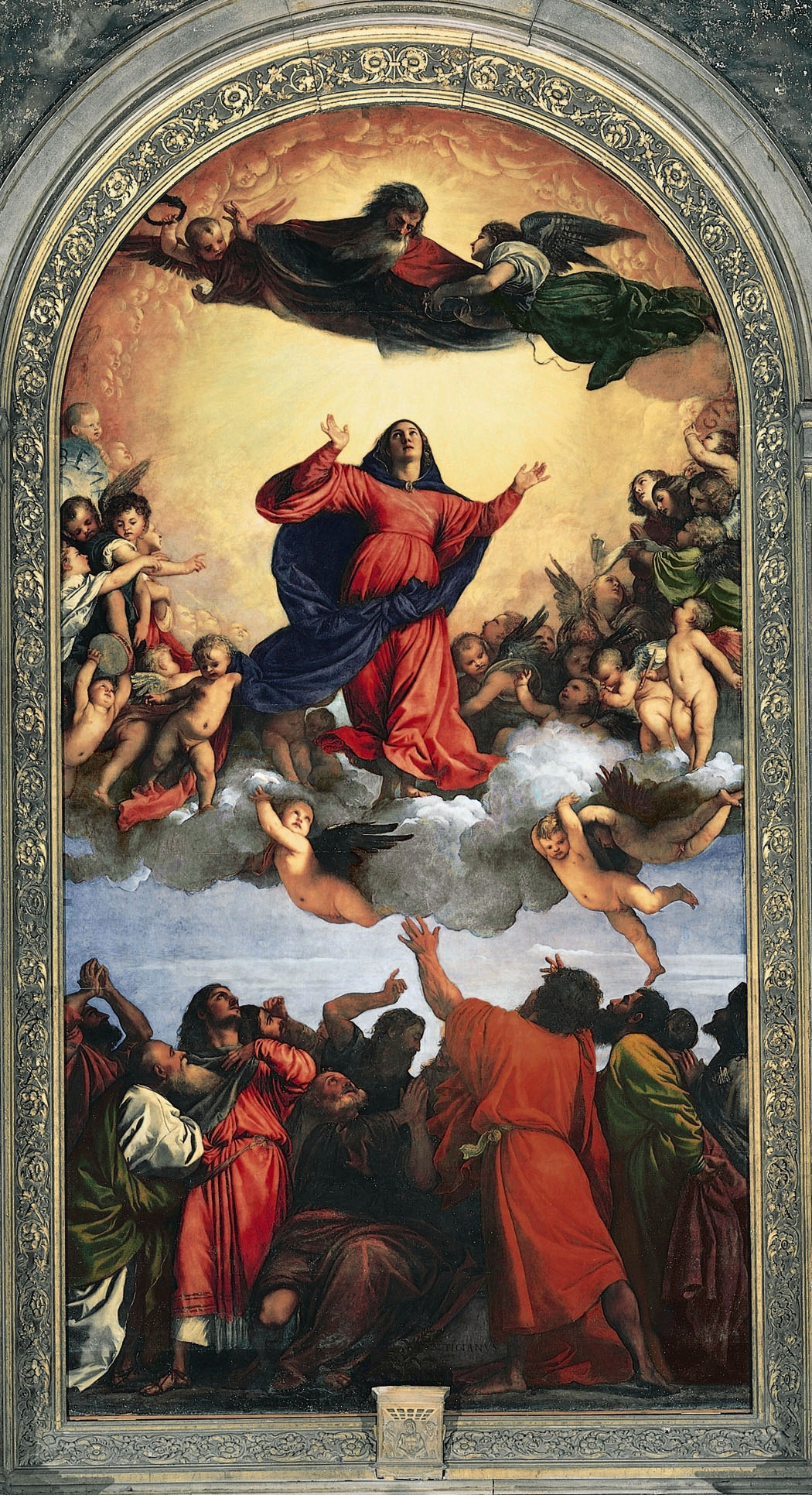
Inaltarea Fecioarei Maria (Tizian)
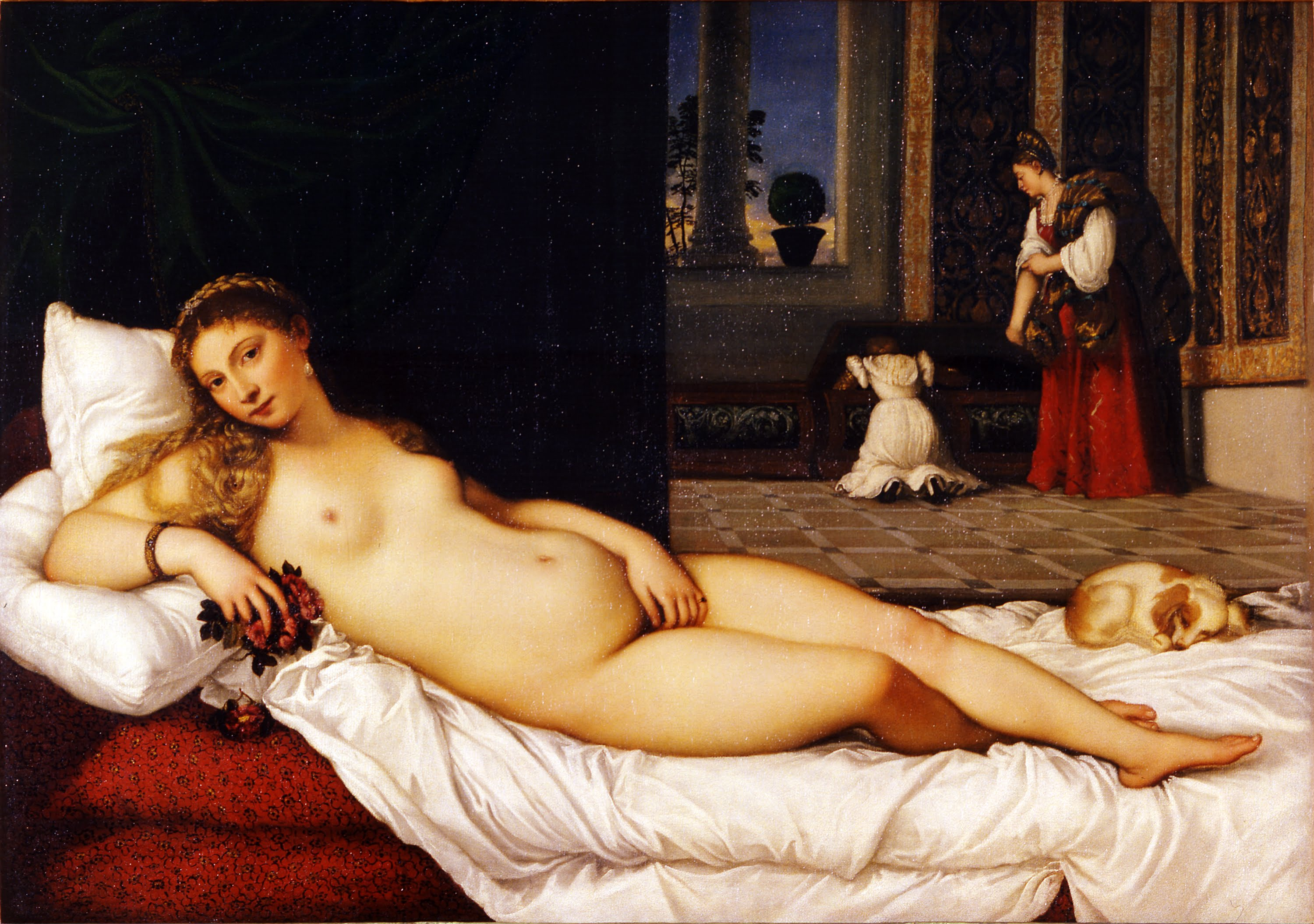
Venus de Urbino (Tizian)
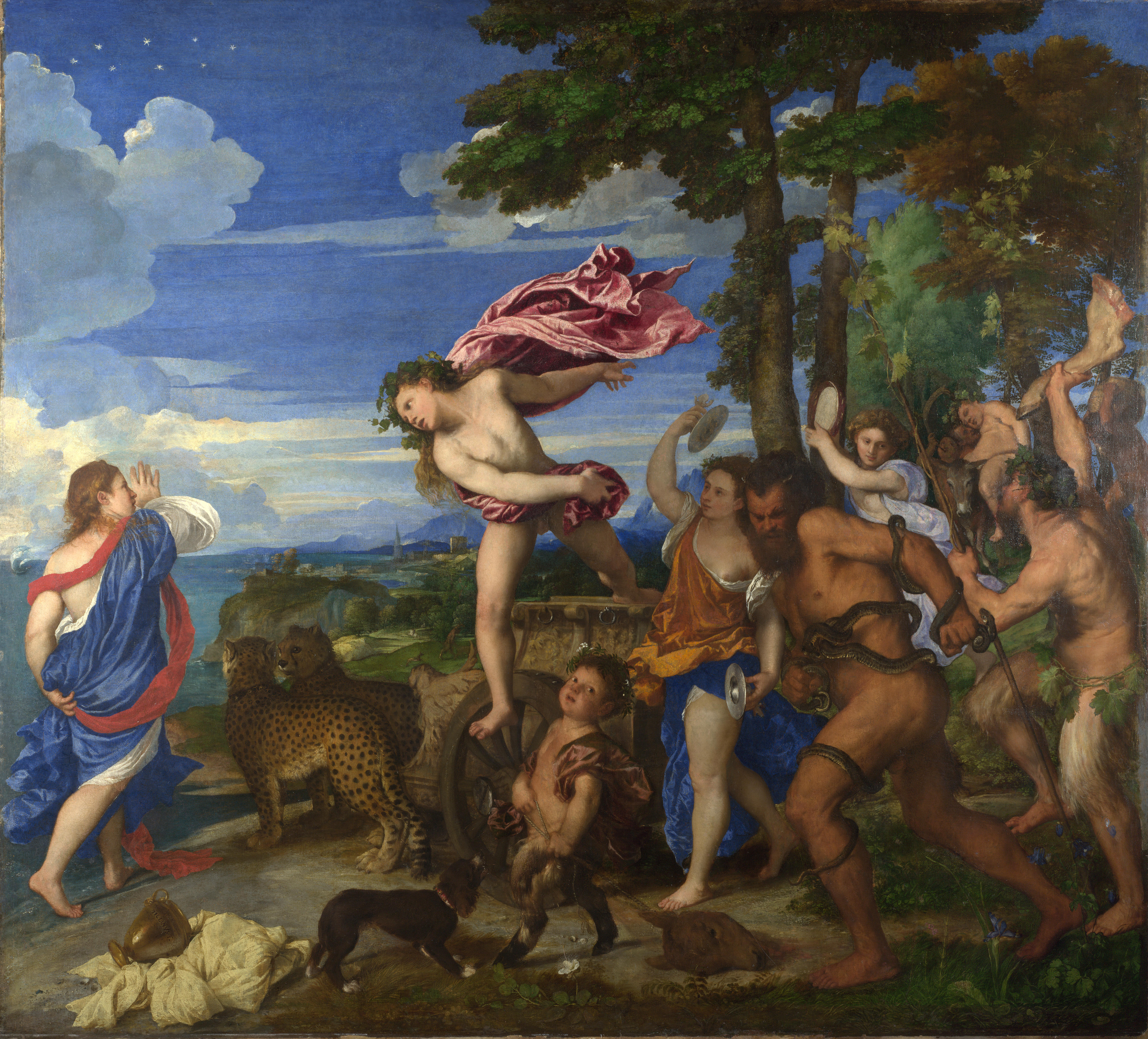
Bacchus si Ariadna (Tizian)
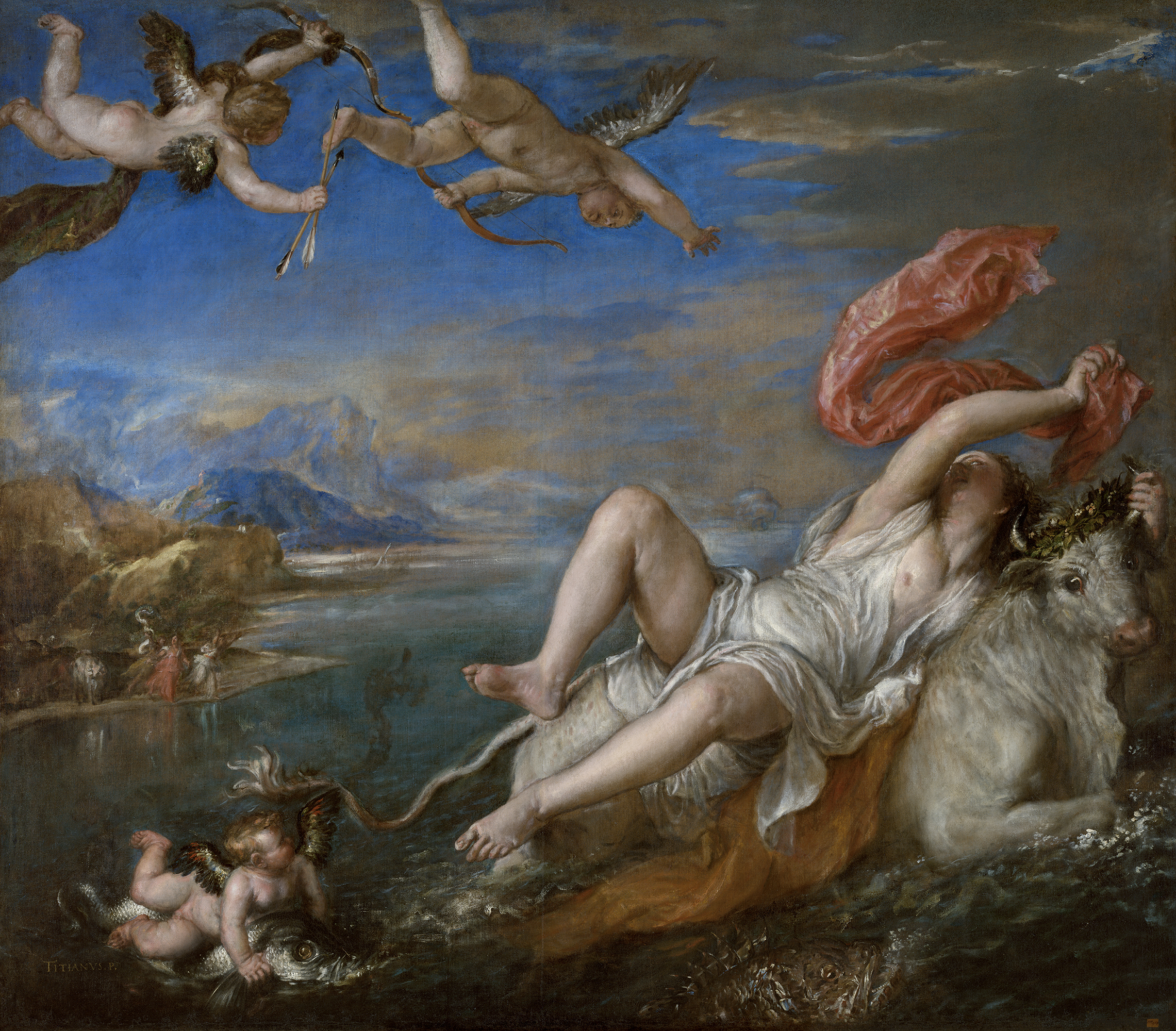
Rapirea Europei (Tizian)

#### Galeria de Sculpturi

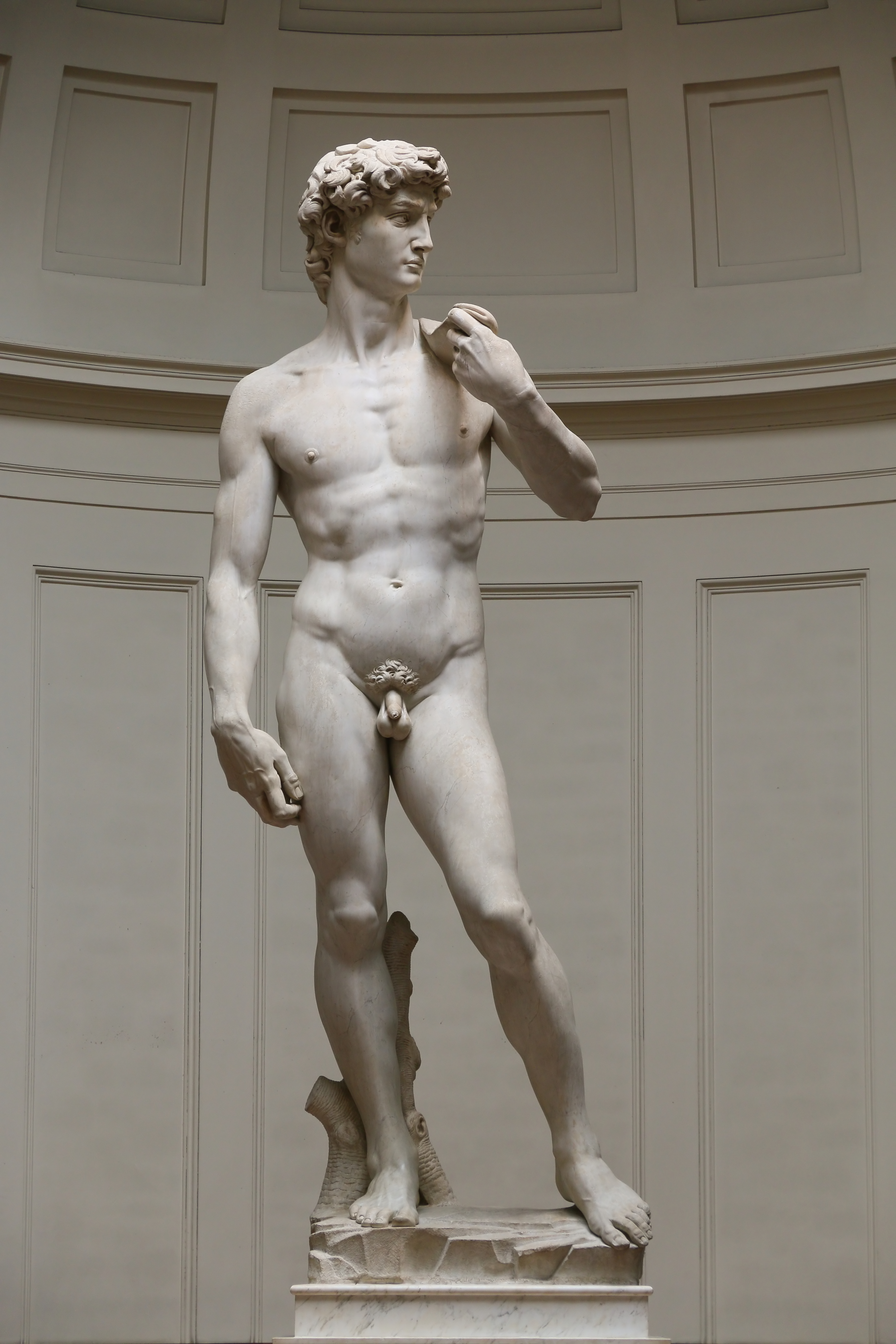
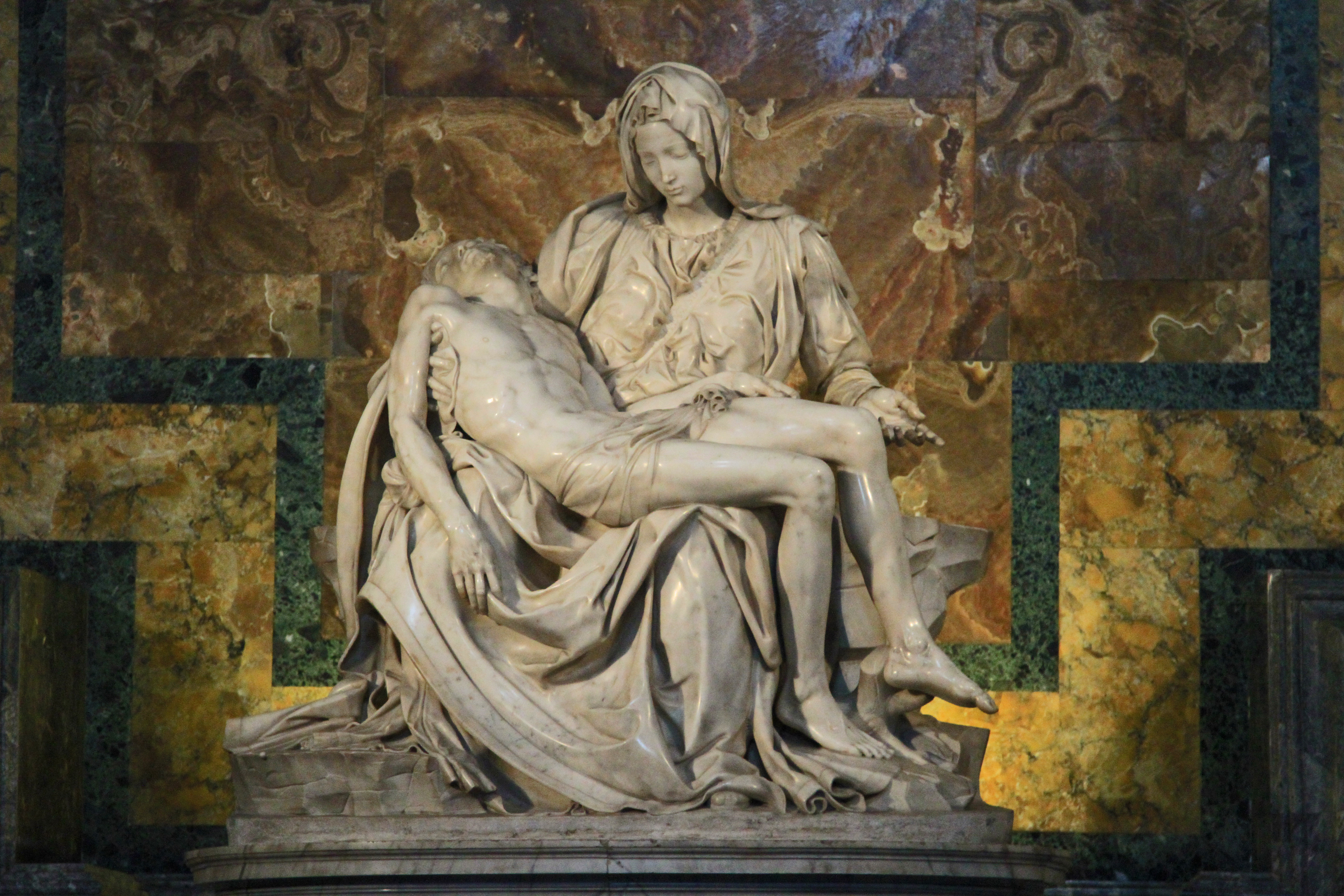
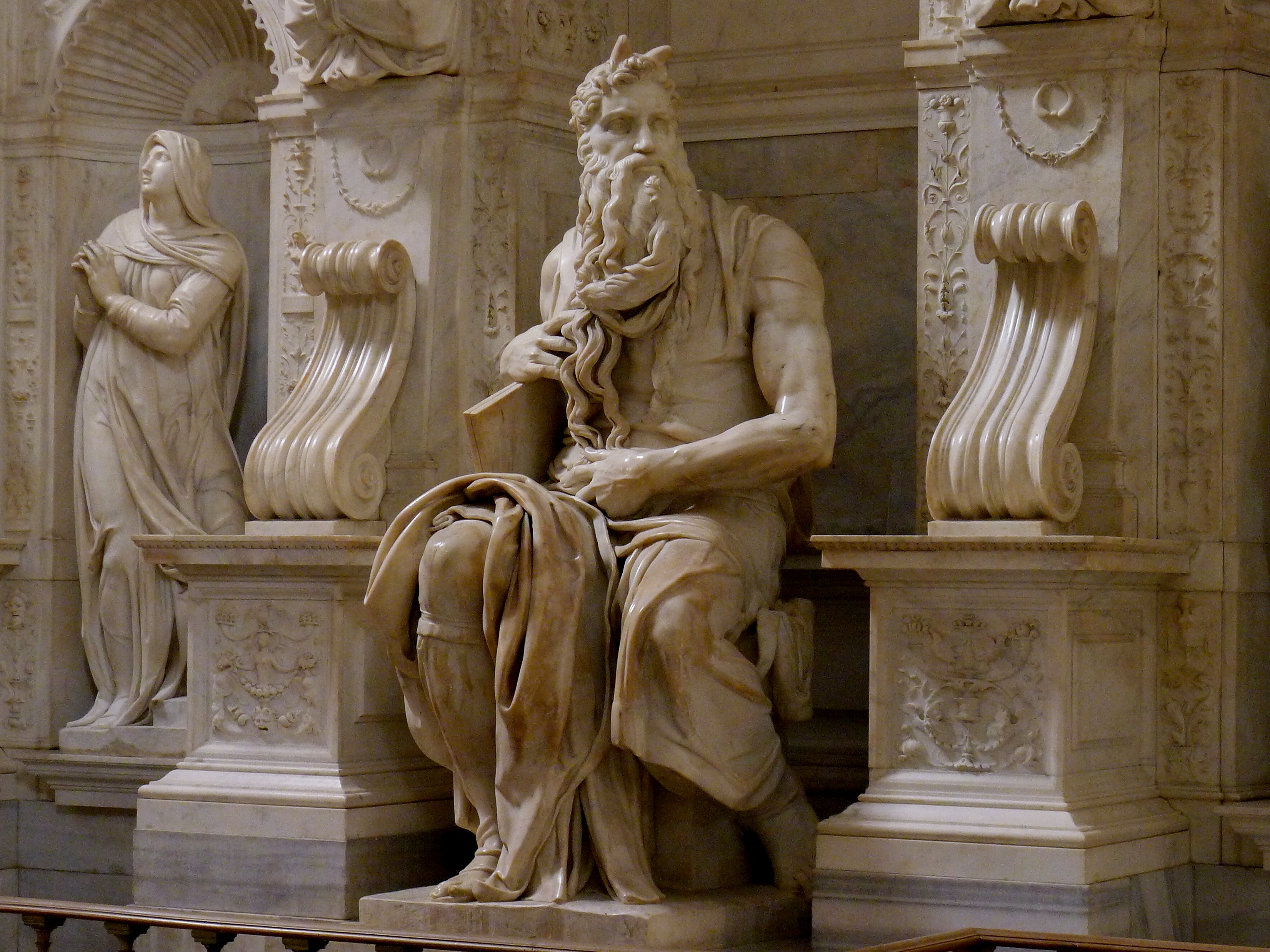